# Transports en commun d'Annecy
Le terme Sibra désigne à la fois le nom du réseau de transport en commun de la communauté d’agglomération du Grand Annecy, et l’acronyme désignant la SPL chargée de son exploitation, la Société Intercommunale des Bus de la Région Annécienne. Le réseau dessert les 34 communes de l’intercommunalité, que ce soit sous la forme de lignes régulières ou de transport à la demande (TAD), mais également un certain nombre de communes rattachées à d’autres structures, à la fois en Haute-Savoie avec la  communauté de communes Rumilly Terre de Savoie (Marigny-Saint-Marcel et Rumilly), mais aussi en Savoie avec les communautés d'agglomération de Grand Lac (Albens) et Grand Chambéry (La Motte-en-Bauges, Le Châtelard et Lescheraines).
Créé en 1980 autour de 6 lignes, il se compose, à la suite de sa dernière restructuration le 29 avril 2024 de 27 lignes régulières, à raison de 20 lignes urbaines (dont 3 structurantes) et 7 lignes interurbaines. À cela s’ajoute un service de transport à la demande, baptisé Sibra à la demande, et de transport scolaire, mais également un certain nombre de lignes saisonnières circulant uniquement en été et en hiver, principalement à destination des montagnes environnantes. La plupart de ces lignes, à la fois régulières et saisonnières, passent par la gare d’Annecy, que ce soit au niveau de la gare routière pour les lignes interurbaines ou du pôle d’échanges pour les lignes urbaines.

## Histoire

### Avant la Sibra
Bien avant la Sibra, le tramway d'Annecy à Thônes, un tramway à vapeur à voie métrique, a fonctionné entre 1898 et 1930 et reliait ces deux villes.
Le 1er janvier 1960 un réseau de trois lignes est mis en place pour desservir Annecy et Cran-Gevrier par les voyages Crolard. Il s'étend aux communes de Meythet et d'Annecy-le-Vieux en 1967 puis à Seynod en 1976.
Le 1er janvier 1978, le Syndicat intercommunal des transports urbains de la région annécienne (SITURA) voit le jour et devient l'autorité organisatrice du réseau, exploité par la SECOMA, filiale des voyages Crolard.

### Naissance de la Sibra
La Sibra voit le jour le 1er janvier 1980, avec des objectifs définis d'abord sur trois, puis cinq ans. Le réseau est alors composé de six lignes exploitées à l'aide de 45 véhicules et 122 salariés.
Le 3 mai 1984, la Sibra complète son réseau avec les lignes « Biplus » (indicées A à H) qui répondent à un double objectif : du lundi au samedi, elles permettent aux personnes à mobilité réduite et aux habitants des zones mal desservies de se déplacer et les dimanches et fêtes, ces lignes assurent la desserte pour l'ensemble des voyageurs,.
L'année 1990 voit la mise en place d'un système de suivi des bus en temps réel. En 1991, le district de l'agglomération annécienne (DAA) est créé et se substitue aux syndicats intercommunaux préexistants, dont le SITURA et devient autorité organisatrice de transport urbain.
En 1996 sont créés les premiers abonnements scolaires : « Pirate » pour les collégiens et lycéens et « Surf » pour les étudiants, afin de les inciter à utiliser les transports en commun.
Le 1er juin 1997, une ligne estivale est créée afin de permettre un accès aux sentiers du Semnoz, à l'aide de véhicules adaptés pour le transport de VTT.
En 1998, des actions de sensibilisation à la citoyenneté et à la sécurité sont mises en place, à commencer par des visites des installations de la Sibra par les classes de CM2. Le District de l'agglomération annécienne (DAA) met en service un Renault Agora S fonctionnant au gaz naturel pour véhicules, qui reste à ce jour[Quand ?] le seul véhicule de l'histoire du réseau à avoir adopté ce carburant.
L'année 1999 est marquée par de nombreuses évolutions, aussi bien au niveau de l'offre que de la communication :
- 28 juin : Le DAA décide de mettre en place un nouveau réseau les dimanches et jours fériés baptisé « Dim'bus » et composé de quatre lignes (I à L). Exploité à l'aide de midibus, il permet d'améliorer la desserte du réseau ces jours-là en lieu et place des lignes « Biplus » (A à H), qui sont maintenues du lundi au samedi hors jours fériés.
- 1er septembre : En plus de la création de deux périodes de fonctionnement séparées (« lundi au vendredi en période scolaire » et « samedi et vacances scolaires »), une nouvelle ligne est créée : la ligne 9 entre Annecy et Argonay qui remplace les lignes de rabattement 34 et Biplus G. Un « guide-bus » est édité pour la première fois en lieu et place des différentes fiches éditées auparavant et le plan du réseau est désormais réalisé à l'aide d'ordinateurs.
- 31 décembre : Pour la « nuit du millénaire » (passage à l'an 2000), un réseau spécial de quatre lignes (basé sur les quatre lignes Dim'bus) a été mis en place entre 20 h et 6 h le lendemain et a rencontré un grand succès.

L'année 2000 est celle des 20 ans de la Sibra. Le 4 juin, le District demande la mise en place d'une ligne de bus estivale permettant l'accès au sommet du Semnoz, y compris aux VTT, pour desservir la piste de luge d'été nouvellement construite, les descentes de VTT, et réduire la circulation automobile sur le site,. La réponse de la Sibra est le prolongement de la « Ligne d'été » sous-traitée à Frossard avec des autocars équipés de racks à vélos,.

### La Sibra sous la houlette de la C2A
Le 1er janvier 2001, le District devient la communauté de l'agglomération d'Annecy (C2A) et la nouvelle autorité organisatrice du réseau. Les 9 et 30 avril, deux nouveaux couloirs bus sont mis en service : le premier se situe sur la rue Carnot et l'avenue de Brogny est utilisé par les lignes 2, 6 et 9 et dessert le nouveau centre commercial Courier ; le second est situé avenue d'Aléry est utilisé par les lignes 1, 3, 4 et 5, les Biplus C et E et les Dim'bus I et K. Les rues Vaugelas et Sommeiller sont aussi dotées de voies réservées. Le 16 août, le réseau se dote d'un site web, qui a depuis conservé la même adresse. Le 19 novembre, l'« Espace Sibra » déménage de Bonlieu à la gare d'Annecy,.
Le 1er janvier 2002, la C2A s'agrandit de trois communes : Chavanod, Quintal et Montagny-les-Lanches. Une étude est diligentée pour desservir ces communes dès le 1er septembre et qui a conduit à apporter de nombreux changements à cette date :
- Création de nouvelles lignes : 7 (entre la gare d'Annecy et Vovray), 10 (entre cette même gare et la zone Grand Épagny), 11 (entre Meythet et la Piscine-Patinoire), 12 (d'Épagny à Parcours Santé), 45 (de Balmont à la piscine de Seynod) et 55 (de Quintal à Chavanod et Montagny-les-Lanches) ;
- Modifications de tracé sur les lignes 1, 4, 5, 6, 8 et les Biplus C à F ;
- Suppression des lignes 13, 14, 35, 41, 42, 53, 54 et Biplus H.

L'année 2003 est marquée par trois événements, : Le 2 juin par l'ouverture du pôle d'échanges de la gare d'Annecy, permettant les correspondances entre la quasi-totalité des lignes principales, à l'exception de la ligne 8 ; le 21 juin par la création du réseau de soirée « Noctibus » composé de deux lignes (M et N) circulant du lundi au samedi hors jours fériés de 21 h à 1 h du matin. Enfin, c'est aussi l'année de lancement du service de location de vélos « VélOnecy ».
Le 1er septembre 2004, l'offre de transport de la commune de Seynod (lignes 5, 33 et 45) est renforcée, tandis qu'un projet de site propre de l'avenue du Champ Fleuri est approuvé. Les lignes 14 et 15 sont créées à cette même date, tout comme le nouveau service de transport à la demande de personnes à mobilité réduite nommé « Handibus », mettant fin à l'existence des lignes « Biplus » A à F,.
L'année 2005 est marquée par une augmentation de la fréquentation du réseau, due à l'impact positif des « plans de mobilité employeur/salariés » sur les trajets domicile-travail, tandis que sept parc de stationnement pour voitures sont mis en place. Le 9 décembre, la ligne 2 est prolongée de son ancien terminus « Jean Mermoz » jusqu'au Campus et complète ainsi l'offre de la ligne 4.
L'année 2006 est marquée par l'inauguration du site propre de Champfleuri à Seynod et la mise en service des premiers autobus répondant aux normes Euro 4 d'Europe. Le 1er septembre, le réseau change de logo pour celui encore en vigueur dix ans plus tard.
L'année 2008 est marquée par la refonte le 14 avril[réf. nécessaire] des lignes 3 et 6 pour desservir le nouveau centre hospitalier de Metz-Tessy, aujourd'hui situé sur la commune d'Epagny Metz-Tessy, avec un nouveau viaduc en voie réservée aux bus au desus du Fier et du parc relais. La desserte de l'hôpital est possible avec la ligne 3 qui ne fait plus arrêt à la Piscine-Patinoire Jean-Régis et avec la ligne 6 prolongée de l'aéroport d'Annecy Haute-Savoie Mont-Blanc jusqu'au collège La Salle à Pringy, ces deux lignes gagnant une fréquence d'un bus toutes les 15 minutes, tandis qu'une troisième ligne Noctibus (O) est mise en service[réf. nécessaire],. Le 30 avril, mise en service de la place urbaine, du parc relais ainsi que du pôle d'échanges de Vignières au carrefour entre l'avenue des Carrés et l'allée Jean Mermoz à la place de l'ancien arrêt « Jean Mermoz », entraînant la modification des terminus partiels des lignes 1 et 2 qui s'effectuent désormais à cet arrêt, tandis que l'ancien arrêt « Vignières » disparaît.
L'année 2009 est marquée par la mise en service de neuf autobus répondant aux normes Euro 5 et arborant la nouvelle livrée du réseau. Des dessertes ont été modifiées comme celle de la mairie d'Argonay sur la ligne 9 et celle de la nouvelle ZAC de Périaz à Seynod, sur le tracé de la ligne 55.[réf. nécessaire]
L'année 2010 est celle des 30 ans de la Sibra. Le secteur de Poisy est modifié pour desservir le nouveau collège : tous les services de la ligne 1 sont prolongés jusqu'au nouveau terminus Poisy Collège sauf ceux à destination du lycée agricole de Poisy. La ligne 12 a été restructurée pour l'accès à Lovagny, la branche Poisy Montagne a été supprimée.[source insuffisante] Le 13 décembre, création de la navette provisoire Z entre Seynod - Saint-Jean et Seynod - Périaz. Le 25 octobre, une navette (la C) est mise en place pour desservir le cimetière des Iles au départ du Parc des Sports les lundis, mercredis et vendredis matin.
Le 29 août 2011, le secteur du sud de l'agglomération voit sa desserte entièrement remaniée (Quintal, Montagny-les-Lanches, Chavanod et Seynod) : la ligne 5 est prolongée au centre commercial de Périaz à raison d'un bus sur deux et 45 passages par jour à Vieugy, remplaçant de fait la navette provisoire Z,,. La ligne 8 dessert directement le stade de Chavanod et les lignes 45 et 55 sont remplacées par les lignes 13 et 16 respectivement orientées sur les secteurs Quintal/Vieugy/Balmont et Chavanod/Montagny-les-Lanches.
En 2012, deux autobus à propulsion hybride sont mis en service. La rentrée de septembre voit la mise en place d'un abonnement unique pour les moins de 26 ans en lieu et place des anciens abonnements différenciés collégiens/lycéens et étudiants. Le 3 septembre, les lignes 33 et 62 sont remplacées respectivement par les lignes 18 et 17.
En mars 2013, une boutique en ligne est mise en place, permettant d'acheter sur internet des carnets de tickets ou renouveler son abonnement,. Entre février et mai, les abribus des communes d'Annecy, Annecy-le-Vieux, Cran-Gevrier, Meythet, Poisy et Pringy ont été renouvelés au profit d'équipements plus récents de marque JCDecaux. Le 2 septembre, les pôles d'échanges de la gare et de La Salle Pringy ont été reconfigurés, et les lignes 1 et 8 ont vu leurs couleurs être inversées, et le même mois, Handibus est renforcé avec l'ajout d'un second minibus, le renouvellement du parc existant, et fonctionne désormais les vendredis et samedis soir,.
Le 1er septembre 2014, la ligne 3 est la première ligne du réseau à abandonner les deux périodes horaires depuis la mise en place du système en 1999, elle conserve désormais les mêmes horaires du lundi au vendredi de septembre à juin,,. La ligne 9 est renforcée matin et soir avec un bus toutes les 30 minutes et son itinéraire est modifié dans la zone d'activité de Pringy-Argonay, tout come la ligne Dim'bus K,.

### Passage au statut de SPL
L'année 2016 a vu, le 1er janvier, la Sibra changer de statut au profit de la Société publique locale et la diminution du nombre de communes desservies de 13 à 12 à la suite de la création de la commune nouvelle d'Epagny Metz-Tessy.
Le 29 mars 2016, la desserte du secteur Nord-Est de l'agglomération évolue. Les travaux réalisés par la C2A et financés par l'État entre Annecy et Epagny Metz-Tessy via la création de sites propres et l'installation de la priorité aux feux par détection radio vont permettre de gagner 20 minutes sur le temps de trajet entre les deux communes, et proposer une alternative à la voiture individuelle sur un axe qui accueille plus de 45 000 véhicules par jour. Ces changements seront marqués par la création d'une nouvelle ligne, la refonte d'une ligne existante et la renumérotation d'une autre :
- La nouvelle ligne 7 relie de façon directe Annecy, Cran-Gevrier, Meythet et Epagny Metz-Tessy avec un terminus au Grand Épagny, à raison d'un bus toutes les 17 minutes en moyennes et un temps de parcours de 20 minutes. La ligne propose des horaires « identiques toute l'année » et verra ses arrêts équipés de nouvelles bornes d'information aux voyageurs ;
- La ligne 10 est restructurée pour offrir là aussi une liaison directe entre Annecy et Epagny Metz-Tessy, mais en passant par le Centre hospitalier Annecy Genevois au lieu de Meythet. La ligne propose un bus toutes les 45 minutes de 6 h à 20 h, avec un temps de parcours moyen de 35 minutes ;
- L'ancienne ligne 7, entre Seynod et la Clinique générale, devient la ligne 19, sans changement d'itinéraire ni d'horaire.

Le 29 août 2016, le réseau subit de nouvelles adaptations, en particulier sur les lignes de proximité, :
- La ligne 1 voit son trajet simplifié dans le Parc des Glaisins à Annecy-le-Vieux, via la suppression du trajet en boucle ;
- Modification des horaires des lignes 2, 6, 8, 9, 11, 12, 13 et 16, principalement sur la ligne 2 qui voit son offre renforcée aux heures de pointe du matin pour la desserte du Campus ;
- La ligne 3 est prolongée d'un arrêt pour mieux desservir le parc d'activités Altaïs à Chavanod ;
- La ligne 5 est simplifiée à Seynod par la suppression du terminus partiel au Polynôme, augmentant le nombre de passages au terminus Périaz ;
- La ligne 14 est profondément modifiée et fusionne avec la ligne 15 : entre la gare et le pôle Vignières à Annecy-le-Vieux, la ligne abandonne son ancien trajet pour reprendre celui de la ligne 15 puis reprend son ancien trajet jusqu'à l'arrêt Nant où, au lieu de se diriger vers la route de Thônes et le lieu-dit de Sur-les-Bois, la ligne continue en tronc commun avec la ligne 17 faire terminus à la Piscine-Patinoire. Ce changement provoque la suppression de la desserte de la rue des Pommaries, de l'avenue de Thônes, des Clarines et des lieux-dits Frontenex, Provins et Sur-les-Bois à Annecy-le-Vieux et de trois arrêts à Meythet ;
- La ligne 17 est raccourcie d'un arrêt sur la route de Thônes, le terminus Grand Esserts est ramené à Bulloz - Fruitière, il en est de même pour le Dim'bus L qui change de couleur du violet au bleu ;
- La ligne 19 est renumérotée en ligne 15 afin de ne pas créer de trou de numérotation ;
- La navette du cimetière des Îles est supprimée.

### Le réseau sous la houlette du Grand Annecy
Au 1er janvier 2017, Grand Annecy remplace la communauté de l'agglomération d'Annecy et devient de facto la nouvelle autorité organisatrice de la mobilité.
Au 1er janvier 2018, les lignes 41 (Annecy-Le Châtelard), 42 (Annecy-Cusy) et les lignes 161 et 162 (Annecy-Thorens-Glières) sont sous la compétence du Grand Annecy, sans changement d'offre ou de tarification jusqu'au 30 août 2018.
Le 1er septembre 2018, la tarification SIBRA est étendue à l'ensemble du Grand Annecy et les lignes 31, 171 et Mobilalp'Glières sont reprises par l'agglomération et transférées au réseau SIBRA,. Toutefois, dans la pratique elle n'est réellement étendue aux autres lignes interurbaines, hors gestion SIBRA, qu'à partir du 7 janvier 2019.
Le 29 avril 2019, le réseau est réorganisé autour de deux lignes de bus principales nommées « Rythmo » portant les numéros 1 (Poisy-Parc des Glaisins) et 2 (Seynod Vieugy-Pringy) : la première est une évolution de la ligne existante, la nouvelle est une combinaison des lignes 3 et 5 actuelles. Les tronçons restant des lignes 3 et 5 sont fusionnés en une nouvelle ligne 3 et l'actuelle ligne 2 devient la ligne 5 ; le réseau de soirée est entièrement revu et se basera désormais sur les lignes 1 à 3, plus une ligne N pour desservir certains secteurs. Des changements plus mineurs sont à noter sur d'autres lignes, comme la 7 qui est prolongée à Vignières à certains services ou une amélioration de la fréquence du réseau dominical.
À l'été 2019, la « ligne d'Été » devient la « ligne du Semnoz ».
Le réseau voit ensuite la création d'une troisième ligne « Rythmo » en septembre 2020.
Entre juillet 2021 et mars 2022, dans le cadre d’une réflexion globale de transition écologique de son parc, la Sibra et le Grand Annecy mène une série de tests avec des autobus électriques de différentes tailles. Quatre modèles sont ainsi testés, à raison de deux standards, le Heuliez GX337E et le Mercedes-Benz e-Citaro, un articulé avec le Volvo 7900 EA, et le minibus Karsan Jest Electric. Les deux premiers sont affectés à la ligne 1, tandis que l’articulé assure la ligne 4 et le minibus roule sur l'ancienne navette NS. Un cinquième véhicule, le Scania Citywide BEV, est présenté aux élus et équipes techniques sans toutefois être testé sur le réseau.

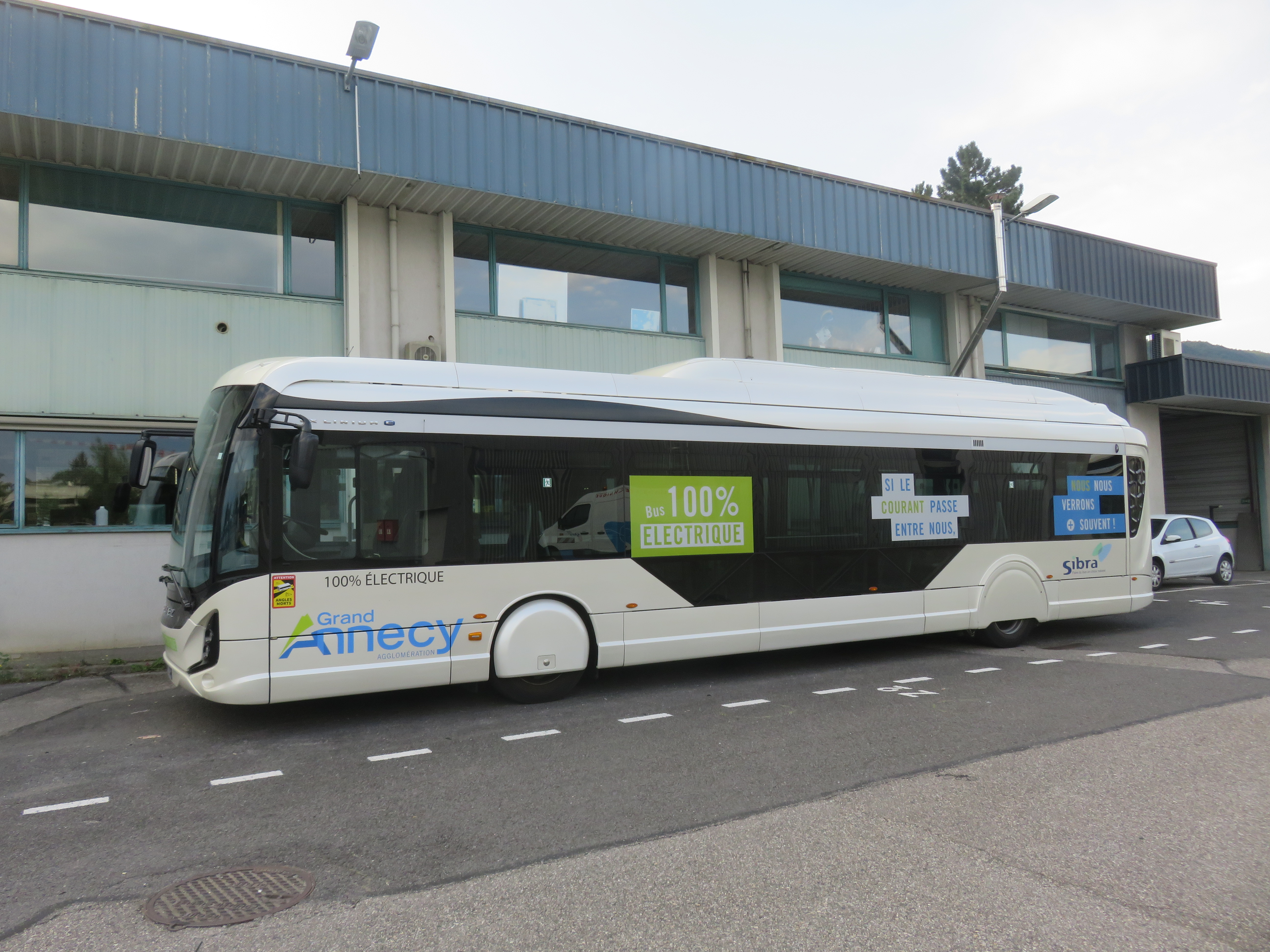
Le Heuliez GX337E testé en juillet 2021.
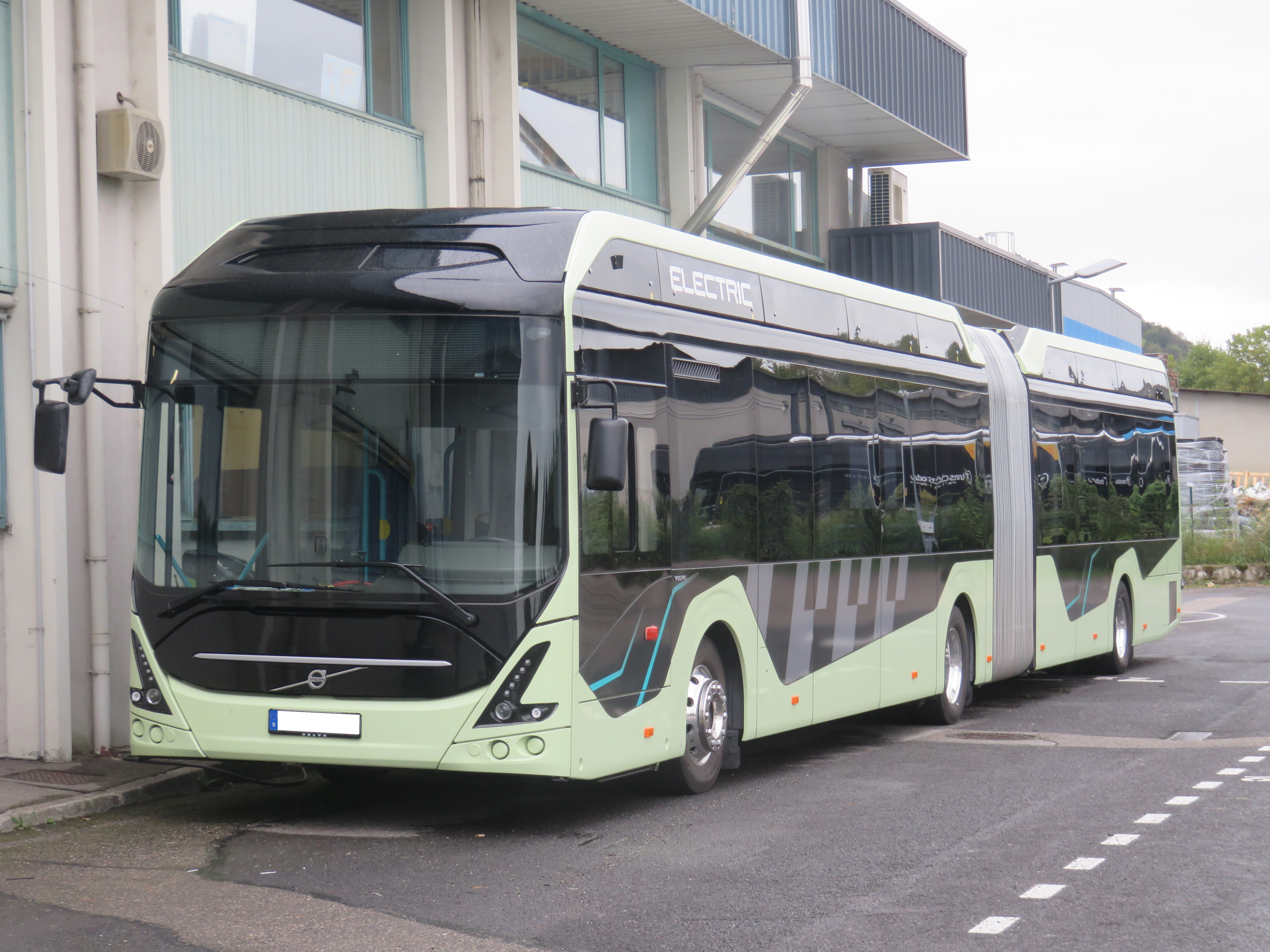
Le Volvo 7900 EA testé en octobre 2021.

En octobre 2022, les communautés de communes Fier et Usses et du Pays de Cruseilles entrent au conseil d'administration de la Sibra avec pour objectif la mise en place des nouvelles lignes en 2024.

## Organisateurs du réseau

### Autorité organisatrice
L’autorité organisatrice du réseau est, depuis le 1er janvier 2017, la communauté d’agglomération du Grand Annecy, qui assure statutairement l’organisation de la mobilité sur son territoire. Celui-ci s’organise autour de 34 communes et s’étend sur 515 km2, couvrant la préfecture haut-savoyarde, Annecy, ainsi que ses communes de banlieue, mais également le versant nord-est des Bauges, une partie de l’Albanais, la plupart des communes environnantes du lac d'Annecy et le versant ouest des Glières.
En tant qu’AOM, le Grand Annecy assume plusieurs rôles, notamment :
- définir les axes de développement des transports sur son territoire ;
- gérer la politique tarifaire du réseau ;
- réunir de manière régulière le comité des partenaires ;
- réaliser les investissements lourds, tels que l’achat de véhicules ou les travaux de voirie nécessaires aux transports.

Évolution de l’AO
L’organisation du réseau de bus urbains par une structure intercommunale débute au 1er janvier 1978 avec la création du SITURA, le Syndicat Intercommunal des Transports Urbains de la Région Annécienne, composé par les communes d’Annecy, Annecy-le-Vieux, Cran-Gevrier, Meythet et Seynod, qui seront rejointes par Poisy en octobre 1978, Pringy en 1983 puis Argonay en 1988. En juillet 1991, le District de l’Agglomération Annécienne (DAA), composé des 8 communes précédentes auxquels s’ajoutent Épagny et Metz-Tessy, est créé et se soustrait au SITURA pour la gestion des transports urbains. Au 1er janvier 2001, le DAA cède sa place à la Communauté de l'agglomération d'Annecy (C2A), auquel adhère trois communes l’année suivante : Chavanod, Quintal et Montagny-les-Lanches. Il n’y aura ensuite aucune évolution majeure jusqu’au 1er janvier 2017, lorsque la C2A fusionne avec les communautés de communes du pays d'Alby-sur-Chéran, du pays de la Fillière, de la rive gauche du lac d'Annecy et de la Tournette pour former le Grand Annecy. Initialement composé de 43 communes, ce chiffre est finalement ramené à 34 à la suite de la création de quatre communes nouvelles : Annecy, Epagny Metz-Tessy, Fillière et Talloires-Montmin.

### Exploitant
Le réseau est exploité, depuis sa création en janvier 1980, par la SIBRA, acronyme de Société intercommunale des bus de la région annécienne. Depuis le 1er janvier 2016, celle-ci est constituée sous la forme d’une Société publique locale (SPL) , dont le capital se divise actuellement entre 11 acteurs :
- le Grand Annecy ;
- les 7 communes issues de l’ex C2A : Annecy, Argonay, Chavanod, Epagny Metz-Tessy, Montagny-les-Lanches, Poisy, et Quintal ;
- la communauté de communes Rumilly Terre de Savoie ;
- la communauté de communes Fier et Usses ;
- la communauté de communes du Pays de Cruseilles.

Avec ce changement de statut, l’exploitation du réseau ne passe plus par des appels d’offres et des délégations de service public, mais par un contrat d’obligation de service public d’une durée de 6 ans entre le 1er janvier 2016 et le 31 décembre 2021, finalement augmenté d’un an jusqu’au 31 décembre 2022. La Sibra devient l’unique intermédiaire du Grand Annecy en termes de mobilité, ce qui permet une intégration plus rapide de nouveaux services, qui peuvent ensuite être sous-traités à d’autres opérateurs.
Évolution du capital
Le capital de l’entreprise a évolué à plusieurs reprises ces dernières années.
La SEM intégrait trois actionnaires privés, dont les actions sont reprises par la C2A au moment de la transformation en SPL afin d’être en conformité avec les statuts interdisant les fonds privés :
- la Chambre de commerce et d'industrie ;
- la Chambre de métiers et de l’artisanat ;
- la Caisse d'épargne.

Au moment de la création de la SPL en 2016, le capital se répartit entre 15 acteurs publics : 
- la C2A ;
- les 13 communes de l’intercommunalité : Annecy, Annecy-le-Vieux, Argonay, Chavanod, Cran-Gevrier, Épagny, Metz-Tessy, Meythet, Montagny-les-Lanches, Poisy, Pringy, Quintal et Seynod ;
- la communauté de communes Rumilly Terre de Savoie.

Ce chiffre est réduit à 14 en 2016 après la création de la commune nouvelle d’Epagny Metz-Tessy, formée par le rapprochement d’Épagny et Metz-Tessy, puis à 9 en 2017 à la suite de la fusion d’Annecy avec les communes voisines d’Annecy-le-Vieux, Cran-Gevrier, Meythet, Pringy et Seynod. Cette même année, le Grand Annecy remplace la C2A et reprend de fait les parts de l’ex intercommunalité.
En octobre 2022 les communautés de communes Fier et Usses et du Pays de Cruseilles entrent au conseil d'administration de la Sibra.

## Le réseau

### Territoire desservi

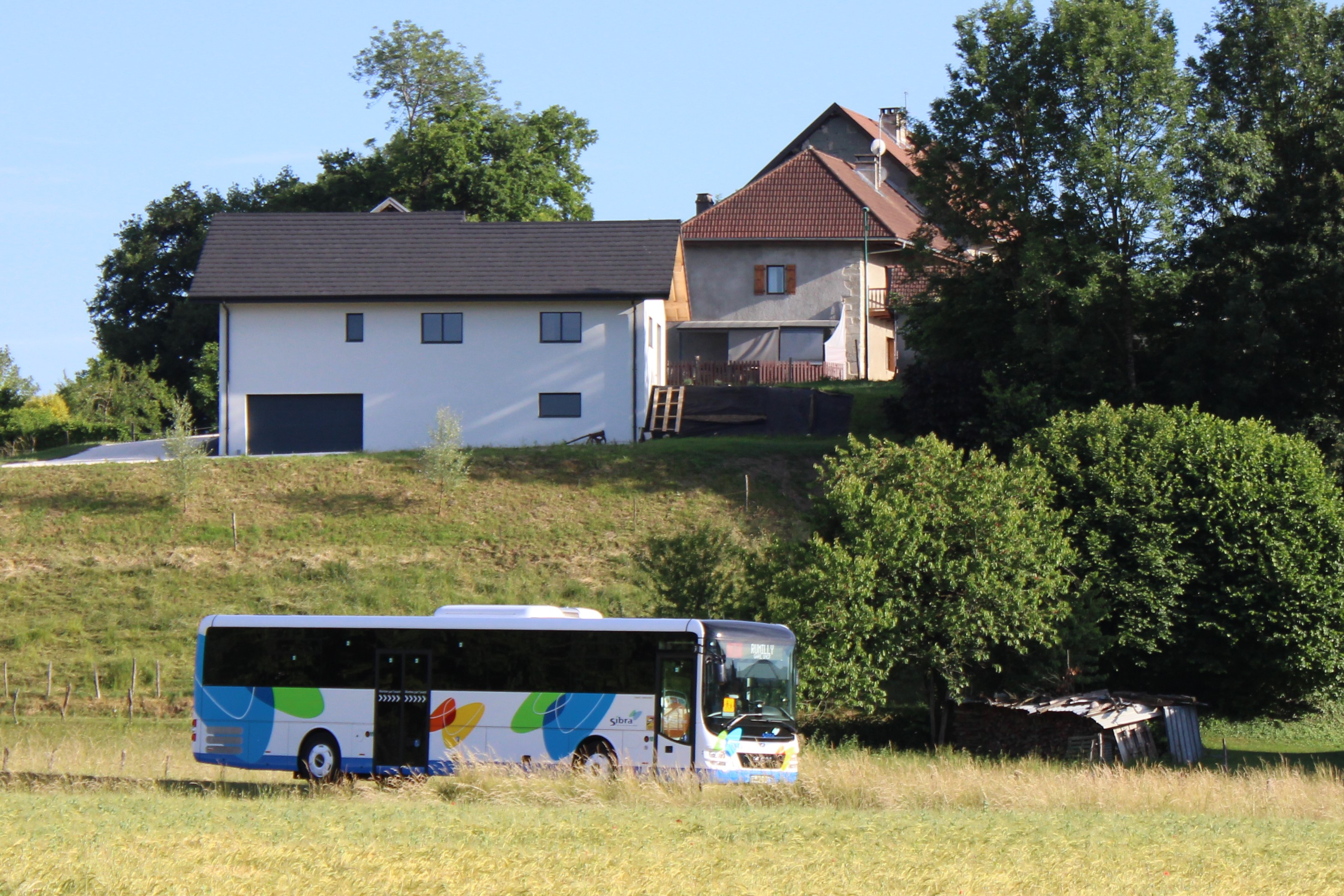
Un car du réseau Sibra à Rumilly, sur la ligne no 31 depuis Annecy, en 5 2022.

À la suite de sa restructuration au 29 avril 2024, le réseau Sibra dessert l’intégralité des communes du Grand Annecy, soit 34 communes, au moins par un service de transport à la demande. À ces 34 communes se rajoutent 6 extérieures au Grand Annecy, portant le nombre de communes desservies à 40. Il s’agit des communes de : 
- Alby-sur-Chéran ;
- Allèves ;
- Annecy ;
- Argonay ;
- Bluffy ;
- Chainaz-les-Frasses ;
- Chapeiry ;
- La Chapelle-Saint-Maurice ;
- Charvonnex ;
- Chavanod ;
- Cusy ;
- Duingt ;
- Entrelacs * ;
- Entrevernes ;
- Epagny Metz-Tessy ;
- Fillière ;
- Groisy ;
- Gruffy ;
- Héry-sur-Alby ;
- La Motte-en-Bauges * ;
- Leschaux ;
- Lescheraines * ;
- Le Châtelard * ;
- Marigny-Saint-Marcel * ;
- Menthon-Saint-Bernard ;
- Montagny-les-Lanches ;
- Mûres ;
- Nâves-Parmelan ;
- Poisy ;
- Quintal ;
- Rumilly * ;
- Saint-Eustache ;
- Saint-Félix ;
- Saint-Jorioz ;
- Saint-Sylvestre ;
- Sevrier ;
- Talloires-Montmin ;
- Veyrier-du-Lac ;
- Villaz ;
- Viuz-la-Chiésaz.

* communes situées hors du Grand Annecy

### Les lignes
Lignes régulières
Le nouveau réseau est mis en place le 29 avril 2024 se compose de 27 lignes :
- trois lignes structurantes nommées Rythmo circulant 7 jours sur 7 selon et proposant un départ toutes les 10 minutes en heures de pointe :

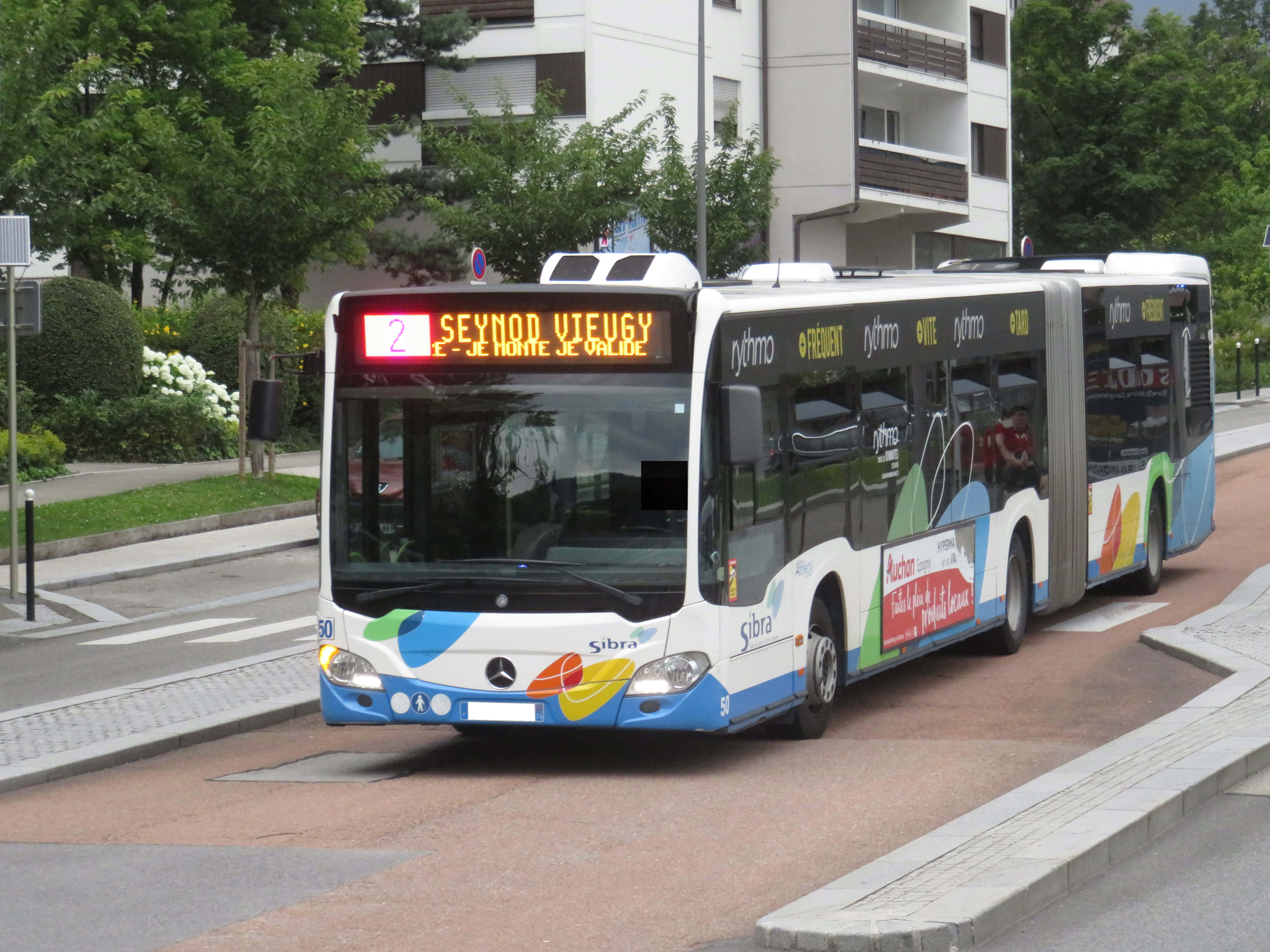
Un Mercedes-Benz Citaro G C2 engagé sur la ligne Rythmo 2 en juillet 2021.

- - Rythmo 1 : Structurante est/ouest du réseau, elle relie le collège de Poisy (le lycée sur certaines courses) au parc d’activité des Glaisins en 13,4 kilomètres et une cinquantaine de minutes, tout en desservant sur son trajet le centre-ville de Meythet, la gare d’Annecy et le campus.
  - Rythmo 2 : Assurant une desserte nord/sud de agglomération en 48 minutes et 13,2 kilomètres, cette ligne relie Pringy au quartier de Vieugy à Seynod via le CHANGE, l’avenue de Genève, la gare d’Annecy, le centre-ville de Seynod et la zone commerciale de Périaz. La ligne est limitée à cette dernière sur environ 1/3 des départs.
  - Rythmo 3 : Améliorée en Rythmo à la rentrée 2020, la ligne est également l’une des plus courtes, reliant en 11 kilomètres et 45 minutes le quartier de Novel au carrefour entre la Route des Creuses et la route des Gorges du Fier à Chavanod, même si certaines courses sont limitées à Gevrier.
- deux lignes dites principales proposant un départ toutes les 15 minutes en moyenne :

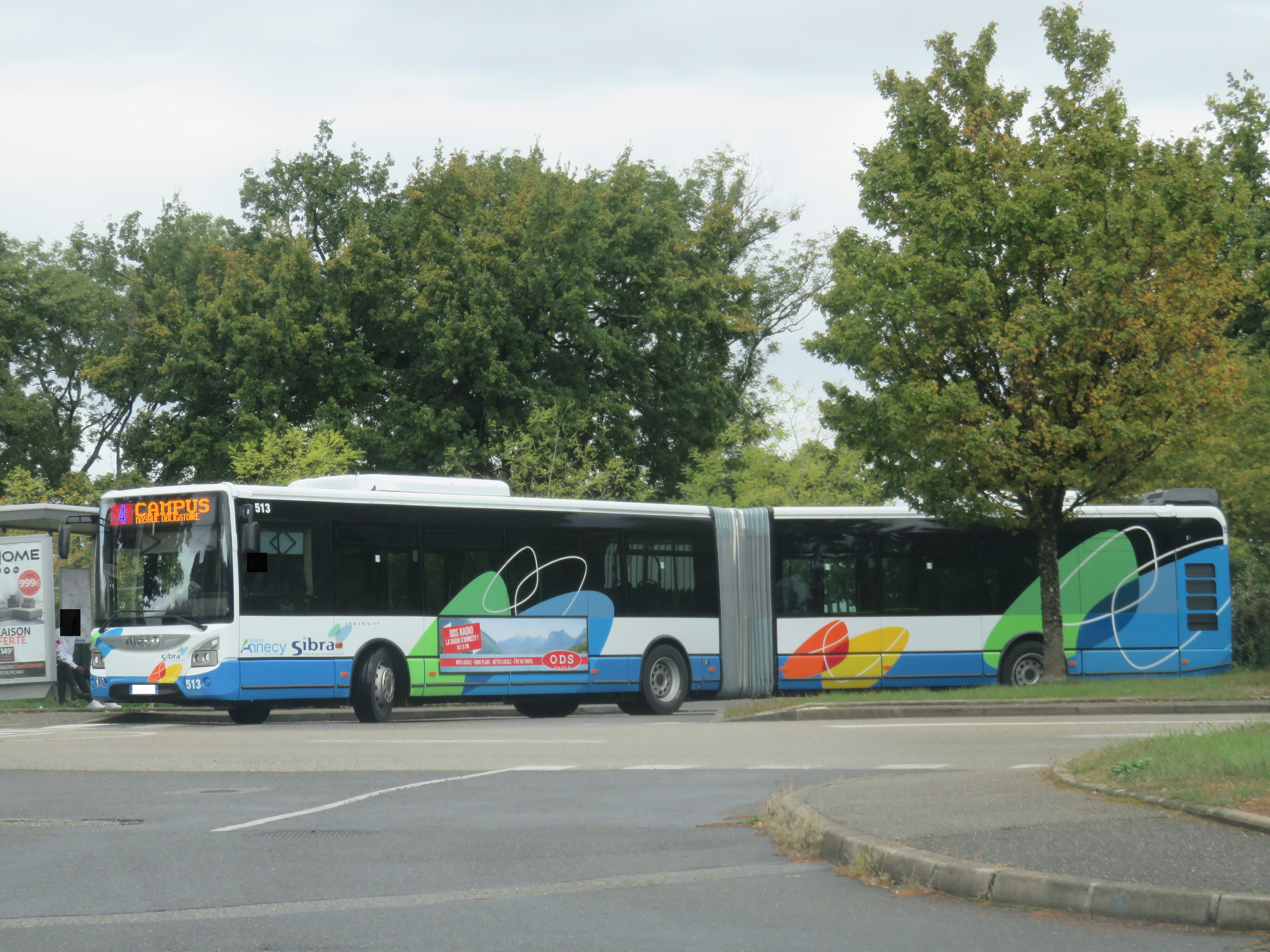
Un Iveco Urbanway 18 sur la ligne 4 en octobre 2021.

- - 4 : en 12,7 kilomètres et une quarantaine de minutes, cette ligne assure le lien entre le campus et le quartier de Neigeos à Seynod via Annecy-le-Vieux, Novel, le lycée Berthollet, la gare et la zone de Vovray.
  - 5 : reliant la piscine-patinoire au parc des Glaisins en 11 kilomètres et 39 minutes, elle dessert la Place des Romains, la gare, le quartier de l’Impérial, le collège des Barattes, le pôle d’échanges de Vignières et l’Espace Rencontre.
- deux lignes dites fortes proposant un départ toutes les 15 à 25 minutes en moyenne :
  - 10 : la ligne assure la liaison la zone commerciale du Grand Épagny et le pôle d’échanges Vignières via la zone d’activités des Îles et le quartier des Pommaries.
  - 11 : cette ligne relie le centre URSSAF de Seynod au pôle d’échanges de La Salle à Pringy en empruntant le contournement d’Annecy entre le complexe sportif Jean Mermoz et le quartier des Creusettes à Poisy avant de remonter par le pôle d’échanges du Rabelais, l’aéroport et le CHANGE.
  - 12 : elle relie la commune de Chavanod à la piscine-patinoire en desservant le Lycée Baudelaire et les centres-villes de Cran-Gevrier et Meythet, le tout en 32 minutes et 9,5 kilomètres.
  - 13 : complémentaire à la ligne 12, cette ligne permet d’assurer le lien entre la piscine-patinoire et le pôle d’échanges de Vignières via le quartier du petit Brogny.
  - 14 : cette ligne remplace la ligne 9 et assure la desserte fine d’Argonay, en rabattement à la piscine-patinoire.
  - 15A : ligne principale de la rive ouest du lac, elle assure la desserte de Sevrier, Saint-Jorioz et Duingt.
  - 15B : ligne assurant une desserte fine de Sevrier et Saint-Jorioz au départ de la gare d’Annecy.
  - assure une desserte plus fine via l’hôpital et l’Avenue de Genève en 38 minutes et 8,7 kilomètres.
- huit lignes de proximité, qui assurent une desserte très fine des communes extérieures d’Annecy et sont en correspondance avec les lignes Rythmo : Un Mercedes-Benz Citaro K C2 sur la ligne no 13 (devenue 23) en 2022.

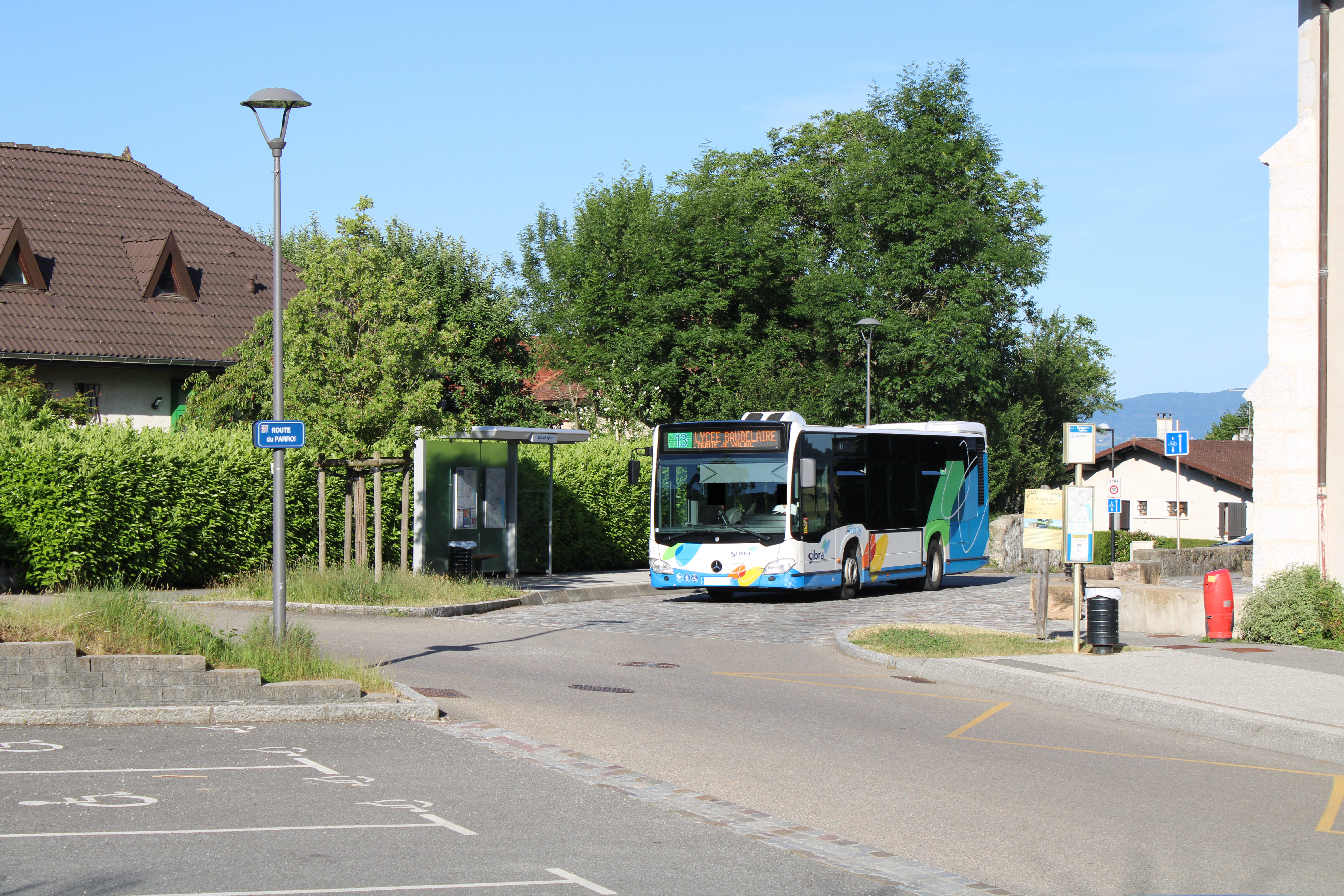
Un Mercedes-Benz Citaro K C2 sur la ligne no 13 (devenue 23) en 2022.

  - 20 : desserte de la rive est du lac d’Annecy, en desservant Veyrier-du-Lac, Menthon-Saint-Bernard et Talloires-Montmin. Selon les heures, elle est en rabattement au pôle d’échanges Vignières ou en terminus à la gare d’Annecy.
  - 21 : ligne de rocade entre le pôle d’échanges de Meythet - Rabelais et Pringy, assurant une desserte fine des chefs-lieux d’Épagny, Metz-Tessy et Pringy.
  - 22 : desserte dine de Poisy.
  - 23 : au départ du lycée Baudelaire, la ligne se rend à Quintal ou Balmont selon les heures.
  - 24 : liaison entre Poisy et la zone commerciale du Grand Épagny.
  - 25 : lien entre Épagny Metz-Tessy et le parc d’activité des Glaisins via Pringy.
  - 26 : ligne de proximité reliant le pôle d’échanges de Vignières à la basilique de la Visitation via les extérieurs d’Annecy-le-Vieux, la gare et la clinqiue générale.
  - 27 : desserte de Seynod et de la zone d’activités de Vovray, reliés ainsi au pôle d’échanges de la gare et au centre d’hébergement d’urgence de la Croix-Rouge via la clinique générale.
- 7 lignes interurbaines. À l’exception de la 80, elles ont pour point de départ la gare routière d’Annecy : Un MAN Lion’s Intercity sur la ligne interurbaine 40 en mai 2022.

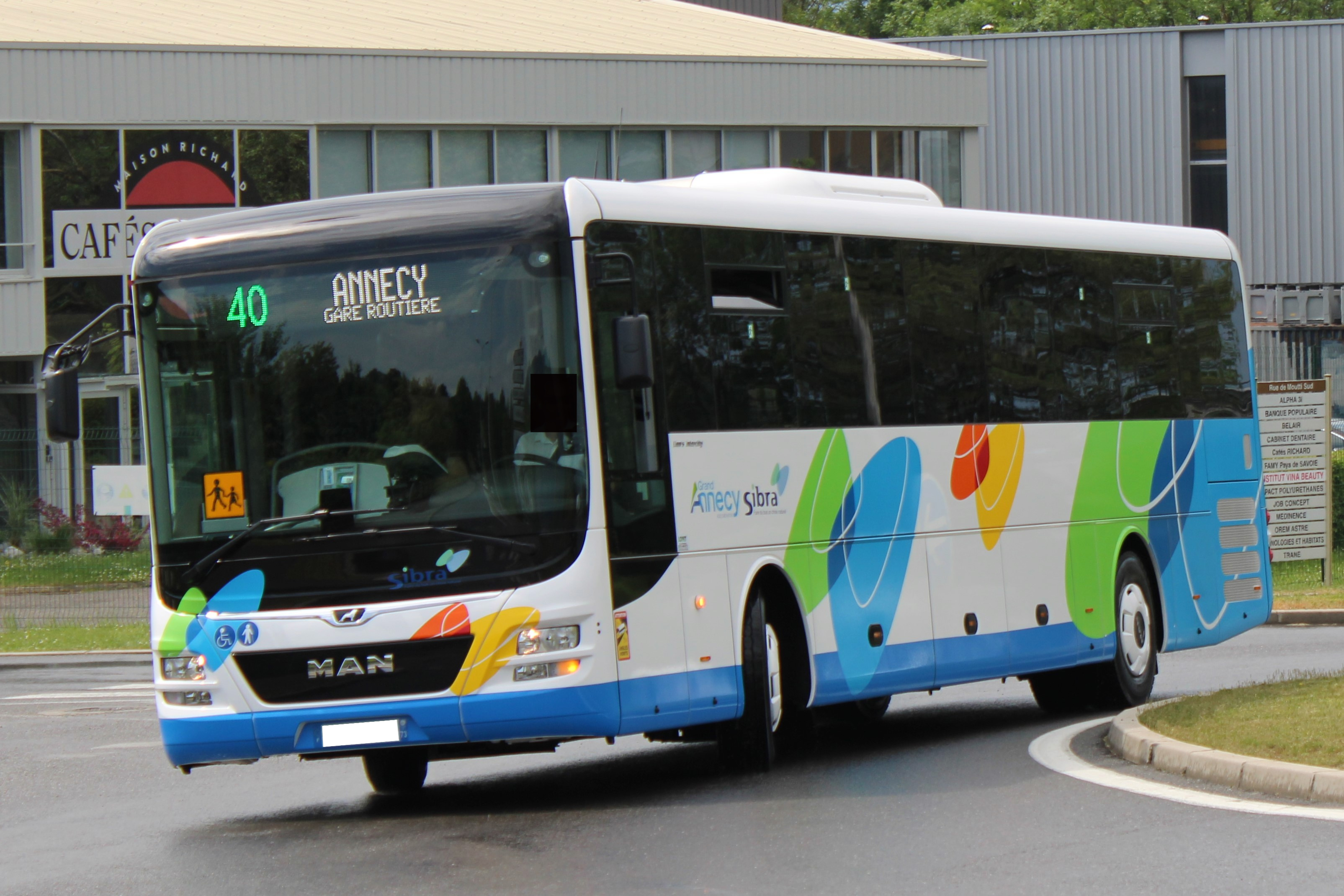
Un MAN Lion’s Intercity sur la ligne interurbaine 40 en mai 2022.

  - 40A : à destination d‘Entrelacs via Seynod, Alby-sur-Chéran et Saint-Félix. Sur certaines courses, la ligne emprunte l’autoroute entre Alby-sur-Chéran et la gare d’Annecy.
  - 40B : vers Cusy via Seynod, Alby-sur-Chéran, Héry-sur-Alby et Chainaz-les-Frasses.
  - 41 : à destination du Châtelard via Seynod, Viuz-la-Chiésaz, Mûres, Gruffy, Allèves, La Motte-en-Bauges et Lescheraines.
  - 42 : à destination de Rumilly via Seynod, Alby-sur-Chéran et Marigny-Saint-Marcel.
  - 80 : seule ligne interurbaine à partir de la piscine-patinoire, elle assure une desserte fine de Saint-Martin-Bellevue et de Groisy.
  - 81 : assure la desserte fine de Villaz et des Ollières jusqu’à Aviernoz.
  - 82 : ligne principale entre Annecy et la gare de Groisy - Thorens - La Caille via Annecy-le-Vieux, Naves, Villaz, Aviernoz et Thorens-Glières.

Lignes saisonnières
Le réseau est complété, en été et en hiver, par un certain nombre de lignes saisonnières regroupées sous les marques Mobil’été et Mobil’hiver.
Pour la saison 2023/2024, les lignes hivernales sont au nombre de sept, à raison de 4 vers le Semnoz (S) et trois vers les Glières (G) : 
- S1 : calquée sur l’historique ligne d’été mais prolongée dans sa partie nord jusqu’au pôle d’échanges de Vignières, elle monte au sommet du Semnoz en passant par l’hôtel de ville.
- S2 : assurant également la desserte du Semnoz au départ d’Annecy, elle passe par le bassin sud.
- S3 : à destination du Semnoz, elle dessert les bords du lac entre Duingt et Sevrier avant de monter par le col de Leschaux.
- S6 : au départ de Saint-Félix, elle assure la liaison entre le Semnoz et le Pays d’Alby.
- G1 : la ligne relie la gare routière d’Annecy en passant par le quartier d’Albigny avant de rattraper le parcours de la ligne 80 à Argonay.
- G2 : au départ d’Évires, la ligne se complète avec la G3 afin de monter au plateau des Glières.
- G3 : calquée sur la ligne régulière 82, la ligne fusionne avec la G2 au chef-lieu de Thorens-Glières.

En 2024, 7 lignes estivales sont mises en place. Elles sont réparties en deux groupes : 2 lignes village (V), assurant une desserte fine de certaines communes, et 5 montagne, dont 3 vers le Semnoz (S) et 2 vers la Forclaz (F) : 
- V1 : il s’agit d’une navette interne assurant une boucle à Sevrier.
- V3 : au départ de Bluffy, elle descend jusqu’au port de Menthon-Saint-Bernard.
- S4 : historique ligne d’été, elle relie la gare d’Annecy au sommet du Semnoz en passant par l’hôtel de ville.
- S5 : équivalent de la S3 hivernale, elle relie la rive ouest du lac au sommet du Semnoz.
- S6 : identique à la ligne hivernale, elle relie Saint-Félix au sommet du Semnoz.
- F1 : au départ de Talloires, la ligne monte à la mairie de Montmin en passant par le col de la Forclaz.
- F2 : à destination de Planfait, elle part du centre de Talloires.

### Sibra à la demande

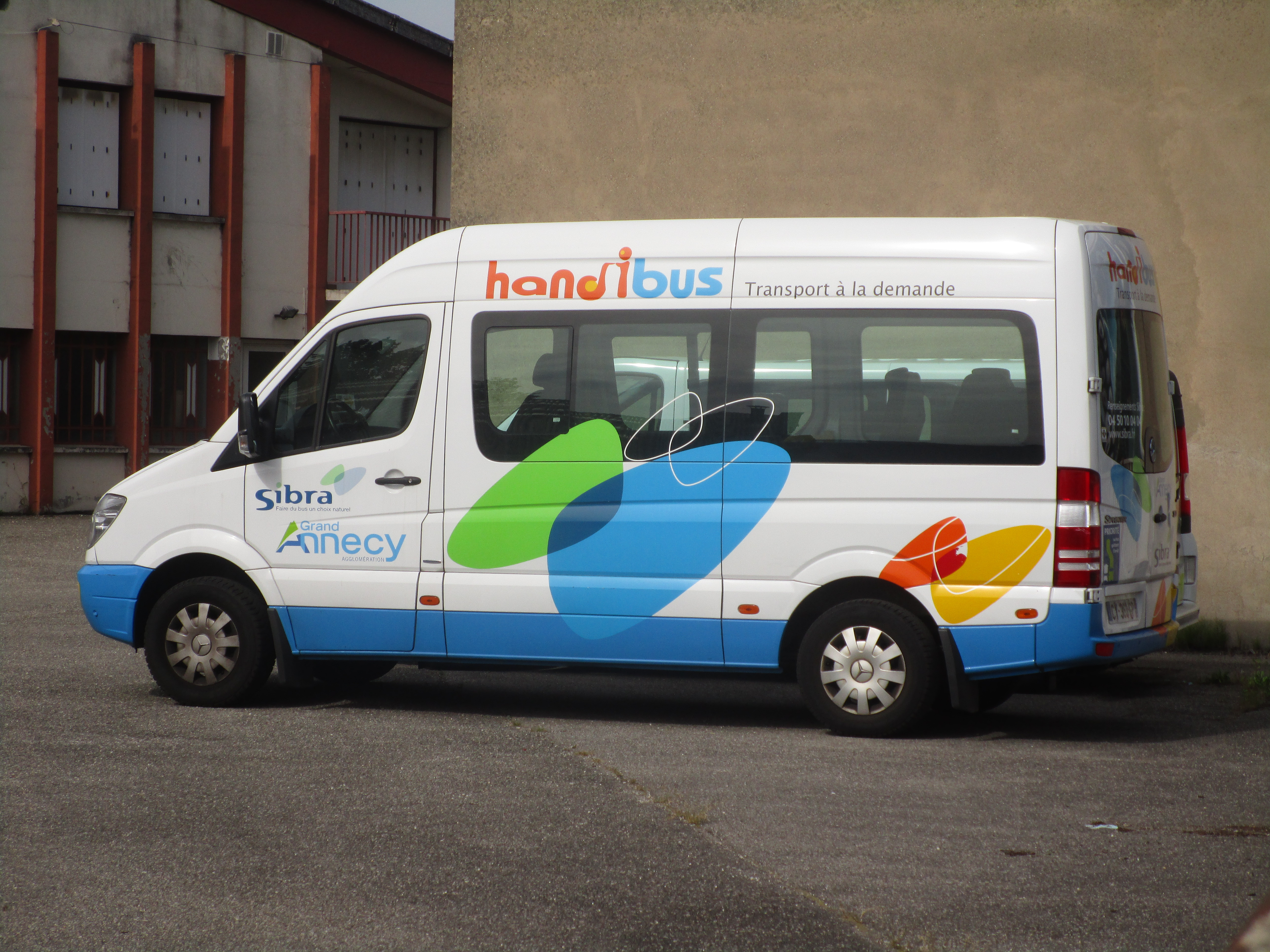
Un véhicule aux couleurs du service Handibus à Cognin en 3 2017.

Sibra à la demande désigne le service de transport à la demande réservé aux personnes à mobilité réduite. Son exploitation est sous-traité à SynerGIHP Rhône-Alpes.
Il assure, sur réservation téléphonique la veille du départ, un trajet en porte à porte pour les personnes ne pouvant pas utiliser le réseau classique. D’abord réservé aux utilisateurs de fauteuils roulants (UFR), le service est ouvert aux déficients visuels et aux personnes souffrants d’un handicap temporaire depuis le 21 octobre 2019. Il fonctionne, hors jours fériés, du lundi au samedi à partir de 8h30. Il s’arrête à 17h30 du lundi au jeudi, et est prolongé jusqu’à minuit les vendredis et samedis soirs,. Son utilisation nécessite toutefois une inscription, gratuite, à renouveler tous les 3 ans pour les titulaires d’une Carte Mobilité Inclusion (CMI) ou tous les six mois pour les personnes en cas de handicap temporaire. Dans ce cas, l’accès est service est soumis à l’approbation de la commission d’attribution.
Le parc de véhicules, composé actuellement de quatre Mercedes-Benz Sprinter spécialement aménagé, est régulièrement augmenté,. En effet, lancé avec un seul Renault Trafic aménagé en 2004, le service voit son parc renouvelé et augmenté d’un second véhicule en septembre 2013. Un troisième véhicule est mis en service en 2018, suivi d’un quatrième ne roulant que les après-midi lors de l’extension des personnes pouvant utiliser Handibus,,. En avril 2022, une réunion avec les associations de personnes à mobilité réduite conclut à la nécessité d’augmenter le parc afin de disposer de 5 véhicules.
Cette évolution du parc est à mettre en parallèle avec la fréquentation du service, qui n’a cessé d’augmenter depuis son lancement. En 2007, 2439 sont assurées. En 2019, ce chiffre atteint 5814, avant de retomber à 4242 en 2020 en raison des confinements successifs liés à la pandémie de Covid-19,. Il repart toutefois à la hausse par la suite, puisque 6261 demandes sont faites en 2021, parmi lesquelles 247 ne sont pas réalisées faute de véhicule disponible.

### Projets
Un projet de bus à haut niveau de service est mené conjointement par le Grand Annecy et le conseil départemental de la Haute-Savoie entre La Balme-de-Sillingy et Annecy. Ce projet a pour objectif d'apporter une alternative à l'automobile dans un secteur en forte croissance démographique et engorgé aux heures de pointe. La section de 3,8 km entre Sillingy et Gillon a été financé en partie par l'État à hauteur de 1,48 million d'euros, tandis que le coût global du projet s'élève à près de 15 millions d'euros.
En février 2019, les élus du Grand Annecy ont voté à l'unanimité le lancement d'une étude opérationnelle de 18 mois sur la réalisation d'un tramway, ou d'un ensemble combinant tramway et bus à haut niveau de service, ainsi que des parcs relais ; il est toutefois déjà établi par l'agglomération que la « colonne dorsale » de cet éventuel projet serait l'axe Seynod-Parc d'activités des Glaisins, les autres axes étudiés étant le bord du lac et la desserte vers Épagny.
Le Grand Annecy devrait se doter de cinq « axes forts », exploitées en tramway et/ou en bus à haut niveau de service dont la première serait mise en service en 2026.
Les cinq axes prévus, en étoile depuis le centre d'Annecy, sont :
- vers Seynod (axe de l'actuelle ligne « Rythmo » 2) ;
- vers le parc d'activités des Glaisins à Annecy-le-Vieux (axe de l'actuelle ligne « Rythmo » 1) ;
- vers Pringy et l'hôpital (axe de l'actuelle ligne « Rythmo » 2) ;
- vers la rive ouest le long du lac, incluant la réhabilitation du tunnel de Puya autrefois utilisé pour la ligne d'Annecy à Albertville ;
- vers Épagny et Poisy (en partie dans l'axe de l'actuelle ligne « Rythmo » 1).

### Arrêts
En 2015, le réseau était composé de 724 arrêts de bus. Les 40 arrêts les plus importants sont équipés de bornes d'information en temps réel. L'objectif fixé pour 2015 est que 85 % des arrêts soient accessibles aux personnes à mobilité réduite. Entre 2012 et 2015, près de 210 arrêts ont été mis aux normes.
L'aménagement des arrêts pour les personnes à mobilité réduite répond à deux principes :
- La sécurité, avec un placement des arrêts en aval des carrefours ;
- L'accessibilité du cheminement, avec un arrêt conçu pour pouvoir être parcouru en totalité par une personne en fauteuil roulant.

La mise en accessibilité des arrêts répond à quatre objectifs :
- Assurer la sécurité et le confort pour les personnes à mobilité réduite en respectant les normes ;
- Optimiser les conditions d’accostage des véhicules pour faciliter l'accès aux voyageurs ;
- Réduire les lacunes horizontales entre le bus et le quai  afin de faciliter la montée ou descente des personnes à mobilité réduite ;
- Garantir l’accessibilité du cheminement d'accès à l'arrêt pour ne pas briser la chaîne de déplacement, ce qui est une exigence de la loi pour l'égalité des droits et des chances, la participation et la citoyenneté des personnes handicapées de 2005.

En janvier 2017 et pour une durée d'un mois, des tests d'antennes relais à faible puissance implantées dans du mobilier JCDecaux, dont des abribus, ont lieu à Annecy, le long du lac, à l'initiative de l'opérateur Orange.

## Identité visuelle

### Logos
Le logo du réseau n’a connu que très peu d’évolutions et n’a été modifié qu’à quatre reprises en plus de 40 ans. Il s’articule sur le même modèle, avec le nom du réseau inscrit en bleu et souligné d’une inscription, depuis le début des années 1990.
Le premier logo, très simpliste, voit le jour avec la création du réseau en 1980. Décliné en blanc ou en orange selon le fond, il se compose des cinq lettres SIBRA inscrites en majuscules. Le I, surmonté d’un point, est découpé dans le sens de la hauteur en quatre parties, à raison de trois sur la moitié gauche pour une seule grande dans la partie droite.
Il faut ensuite attendre 1992 et la reprise de la gestion du réseau par le DAA pour voir apparaitre un nouveau logo. Le nom est désormais inscrit en lettres minuscules, à l’exception du S qui est stylisé et semble prendre la forme d’une montagne. Le tout est incliné vers la droite pour donner une impression de vitesse, et est souligné d’un trait bleu. En dessous de celui-ci, le DAA rappelle sa marque, en inscrivant en lettres majuscules la signification de l’acronyme : « Disctrict de l’agglomération annécienne ».
Avec la mise en service des premiers bus équipés de filtres à particules, la protection de l’environnement est mise en avant par l’apparition d’un papillon bleu vert qui vient s’accoler au nom du réseau. Le DAA ayant cédé sa place à la C2A, c’est désormais le slogan du réseau, « Laissez-vous conduire ! », qui souligne l’ensemble.
C’est en 2007 qu’apparait le logo actuel. La police d’écriture est modifiée, et le papillon est désormais stylisé sous la forme de deux triangles croisés aux couleurs chaudes, avec une aile verte et bleue, la partie centrale étant bleu foncée. Le S reste majuscule, mais sa partie haute s’aligne sur les autres lettres, laissant la partie basse précédée le slogan du réseau : « Faire du bus un choix naturel ».

Logo de 1992 à 2001.
Logo de 2001 à 2007.
Logo utilisé depuis 2007.

### Livrée des véhicules

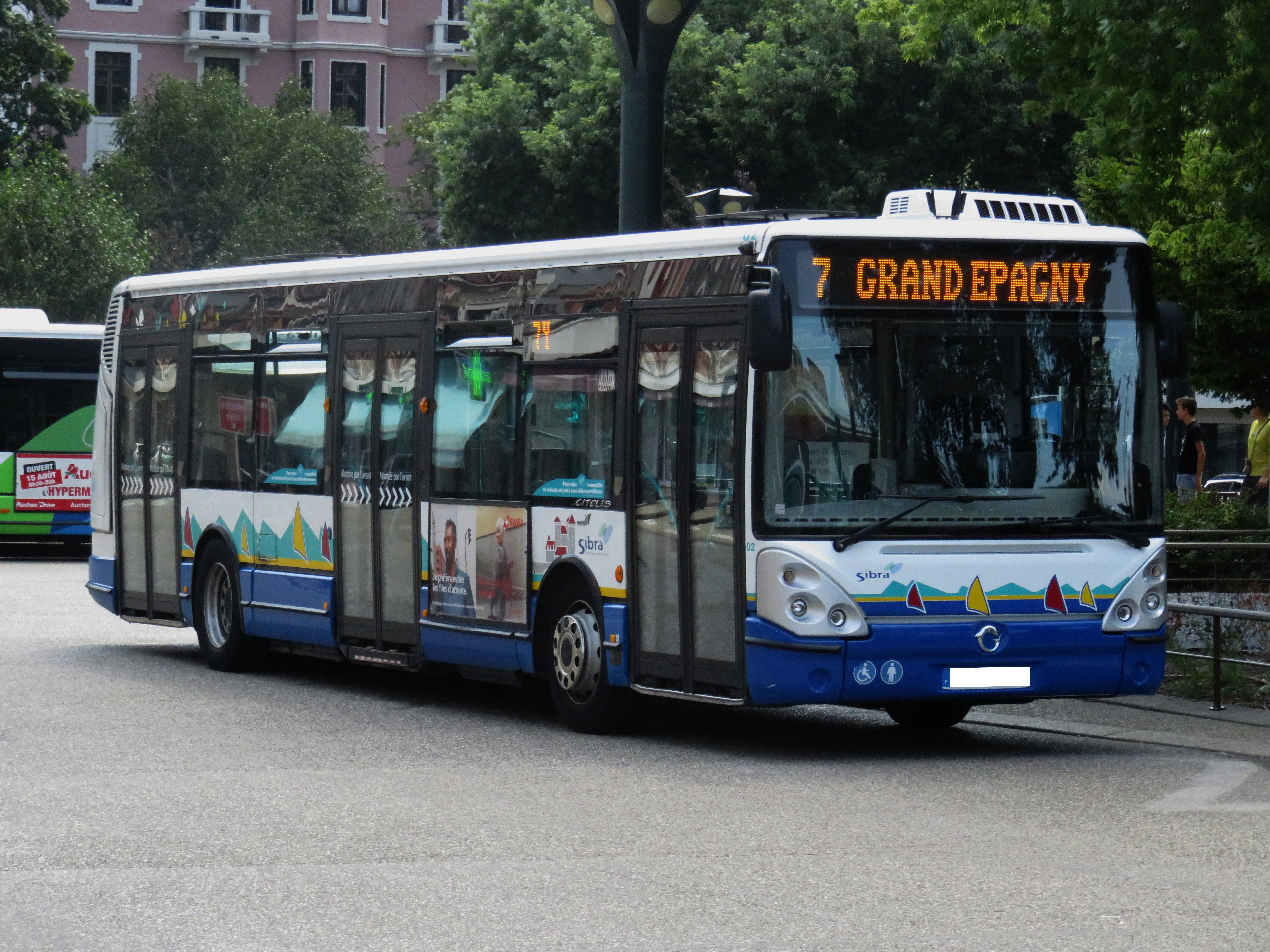
En 2018, cet Irisbus Citelis 12 de 2007 arborait toujours la livrée de 1996, remplacée 2 ans après sa mise en service.

La livrée du réseau est modifiée à intervalles assez irrégulier, la plus courte ayant été en vigueur pendant 4 ans entre 1992 et 1996, alors que celle de 1996 est restée la découpe officielle pendant 13 ans, jusqu’à son remplacement en 2009. Toutefois, en raison du nombre important de véhicules et des coûts d’une telle opération, il n’est pas rare de voir des véhicules proches de la réforme ou livrés dans les années précédant un changement d’identité visuelle circuler avec une ancienne livrée pendant plusieurs années après son remplacement. Ainsi, il était encore possible de voir des autobus avec la livrée de 1996 à la fin des années 2010.

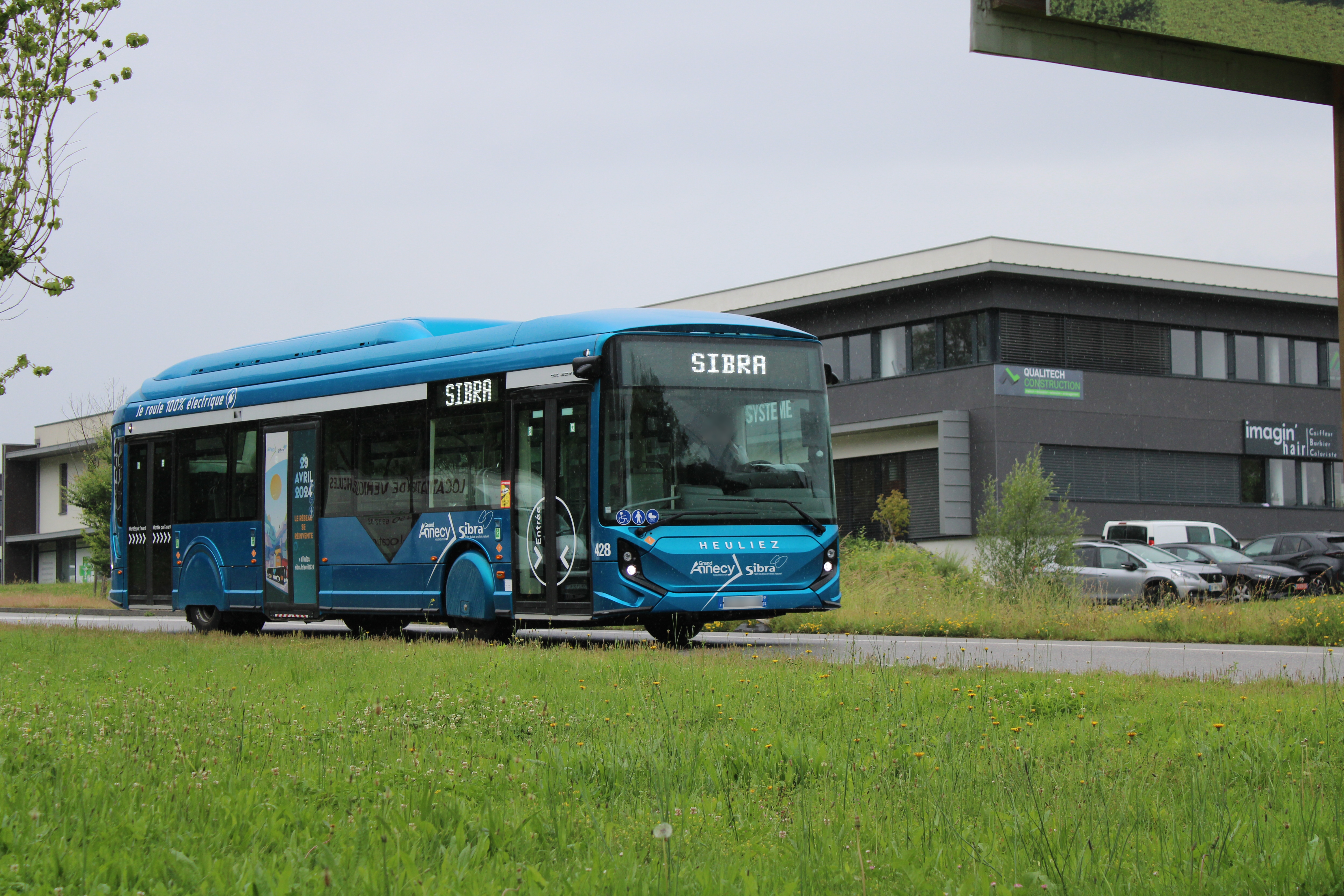
Les Heuliez GX 337 Elec livrés en 2023 arborent une découpe différente des autres véhicules.

En septembre 2023, lors de la mise en service des six premiers bus électriques du réseau, des Heuliez GX 337 Elec, ces véhicules arborent une nouvelle découpe destinée à les différencier des autres véhicules. Ils sont intégralement bleu métallisé, afin de rappeler la cinématique électrique BlueMotion. Afin de s’adapter à ce nouveau coloris, l’ensemble des inscriptions du réseau ainsi que les logos sont déclinées en blanc.

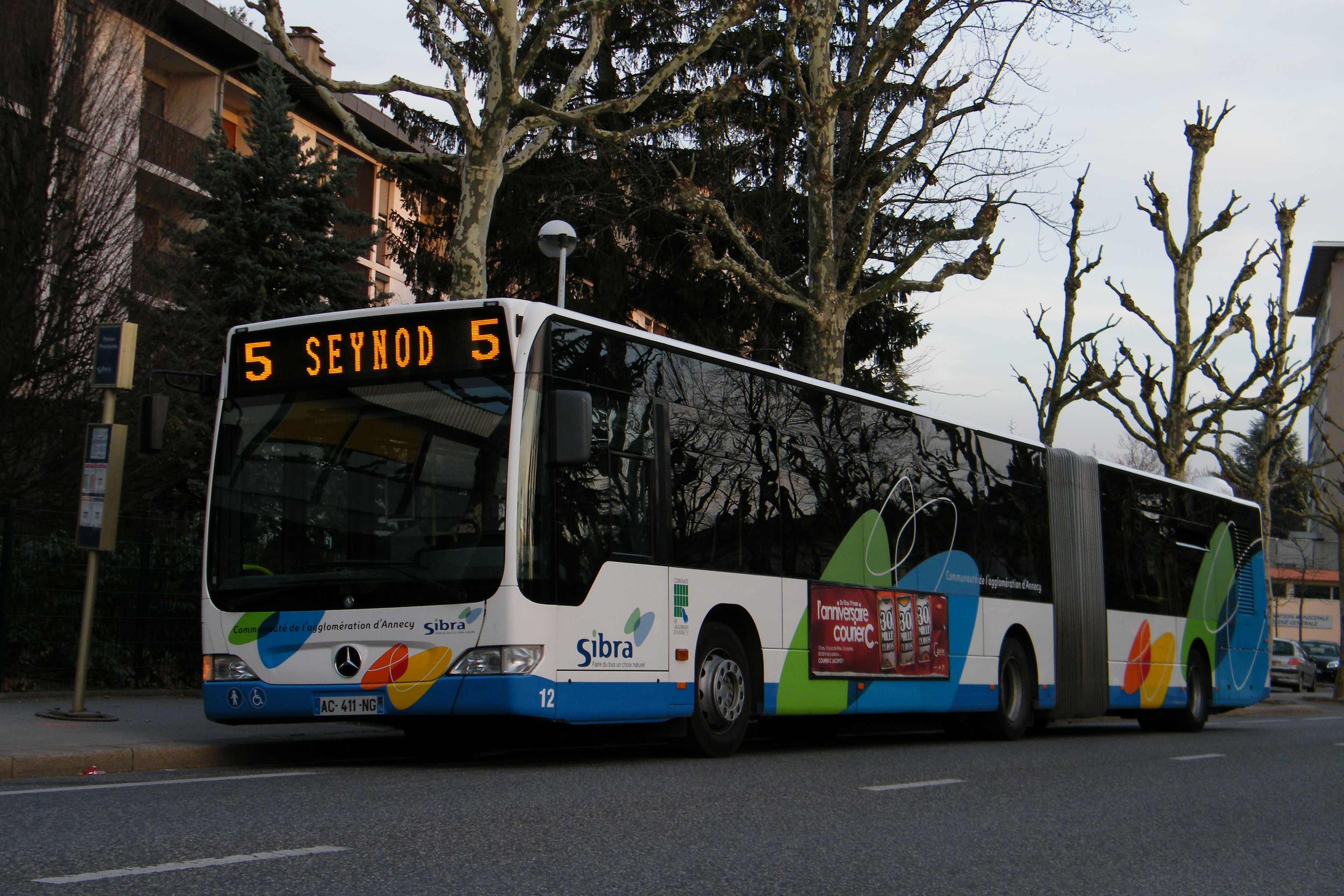
Les Mercedes-Benz Citaro G Facelift livrés en 2009 sont les premiers véhicules à arborer les nouvelles couleurs.

La découpe actuelle date de septembre 2009 et est apparue lors de la livraison des premiers véhicules répondant aux normes €5 du réseau, 7 Mercedes-Benz Citaro G Facelift et 2 Mercedes-Benz Sprinter. Elle représente des papillons stylisés, composés de deux triangles entrecoupés et déclinés en couleurs chaudes, avec du vert et du bleu qui devient foncé au centre, ou froides avec du jaune et du orange virant au rouge à l’endroit où les formes se superposent. Ils sont entrecoupés par le rappel du motif en contour blanc, également répété sur les vitres. Ce motif de papillons est destiné à mettre en avant la préservation de l’environnement avec un parc de véhicules récents et répondant aux dernières normes anti-pollution. Le bas de caisse des véhicules est quant à lui bleu foncé, tandis que le logo du réseau est présent sur toutes les faces, doublé de celui du Grand Annecy (ou de la C2A avant 2017) au-dessus de l’essieu avant ou sous le poste de conduite selon les modèles. Enfin, le slogan du réseau est rappelé seulement sur les véhicules urbains au-dessus des portes avant et centrales. La montée à l’avant sur les véhicules standards est rappelée, sur les portes centrales et arrière, par la mention « Montée par l’avant » soulignée de flèches pointant vers la porte avant, qui elle arbore un rond orange barré de la mention « Montée » et précédée d’une flèche vers le bas. Sur les articulés, qui disposent du libre-service, ce motif est présent sur toutes les portes.

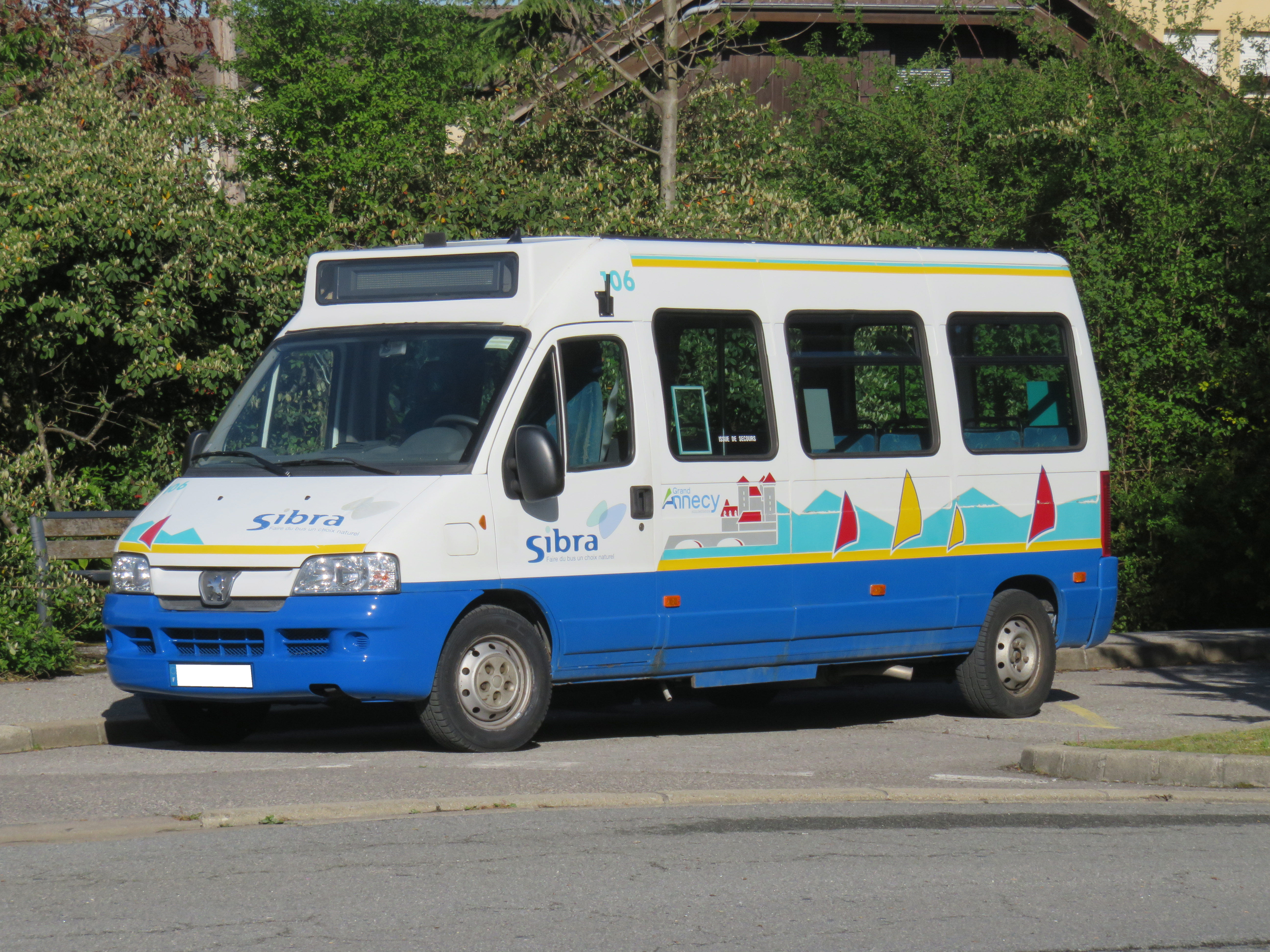
Ce Durisotti Boxer, ici en 2019 avec les nouveaux logos, a toujours la version originale de la livrée de 1996.

Il faut remonter à 1996 pour voir un changement intégral de la livrée des véhicules. À cette date, le réseau se dote de ses 8 premiers véhicules surbaissés, des Renault Agora S, et les dote d’une livrée colorée afin de les distinguer des autres véhicules. C’est à cette date qu’apparait le bas de caisse bleu foncé, destiné à rappeler le lac. La carrosserie est ornée de formes jaunes et rouges imitant des voiliers, avec en arrière-plan une ligne jaune rappelant les plages surmontée d’une forme vert bleu en dent de scie rappelant les montagnes environnantes. Le château d'Annecy est quant à lui présent au-dessus de l’essieu avant. La partie située au-dessus des vitres change quant à elle de couleurs au fil des années et est, à l’origine, dotée d’une bande jaune surmontée d’une seconde vert bleu. Lors de la mise en service des premiers véhicules équipés de filtre à particules en 2001, une bande unique, bleue aux extrémités et dégradée en blanc au centre, est barrée par l’inscription « Ce bus est équipé d’un filtre à particules », et des petits papillons sont présents à l’arrière du véhicule. En 2004, avec l’arrivée des Volvo 7700A répondant à la nouvelle norme €4, c’est l’ensemble du toit du bus qui se pare de bleu foncé. Les papillons restent, mais le message devient « Nouvelle norme euro 4 : ce bus préserve notre air pur ! ».

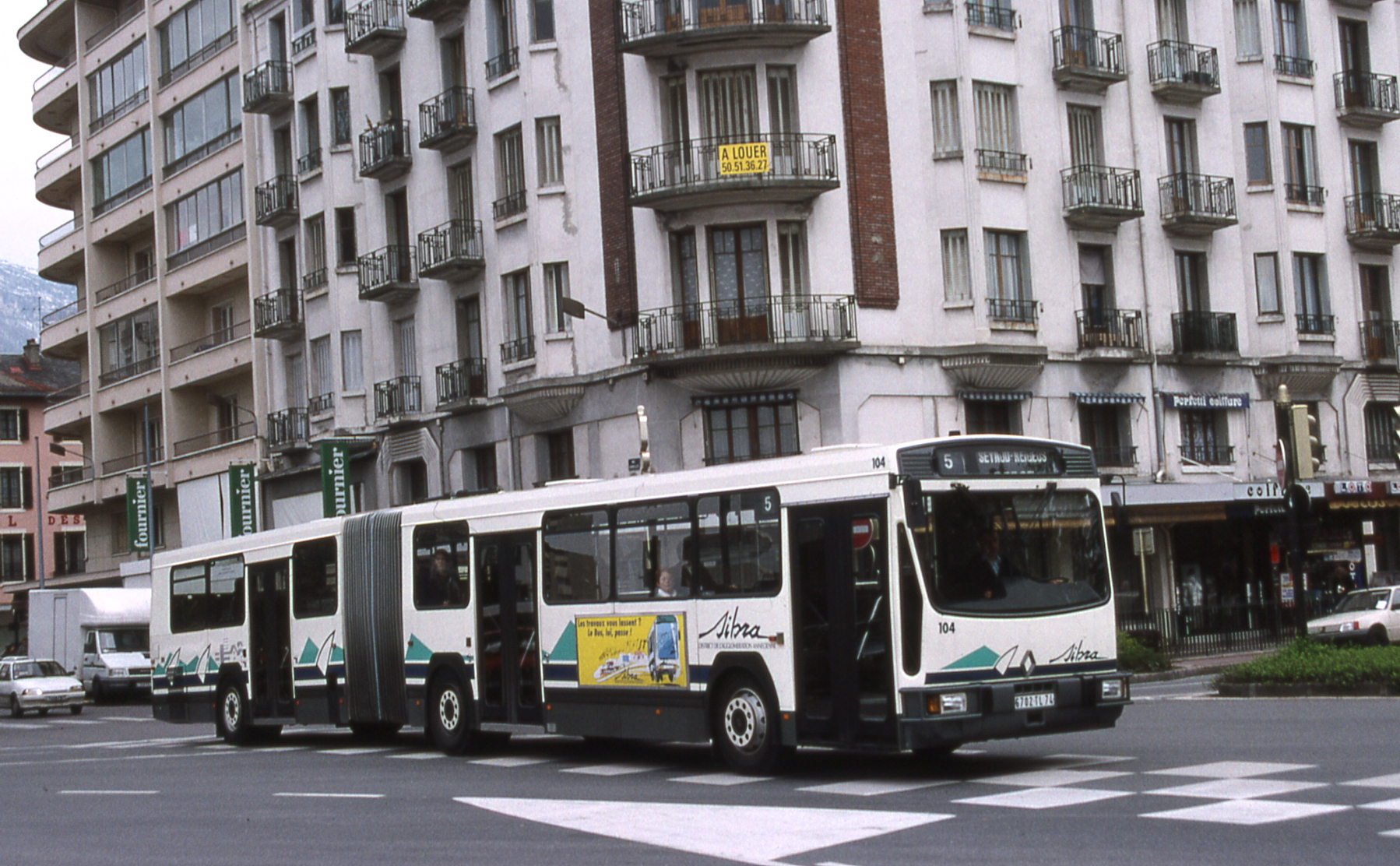
Ce Renault PR 180.2, mis en service au début de l’année 1991, est remis aux nouvelles couleurs en 1992.

La découpe précédente apparait en 1992 avec la mise en service des premiers Heuliez GX 187, mais est surtout lié à un fait politique, puisque le réseau passe sous la compétence du DAA. Aussi, c’est le seul cas où l’ensemble du parc est repeint, y compris les véhicules proches de la réforme ou livrés l’année précédente. Remplacée quatre ans plus tard, en 1996, elle donne toutefois les grandes lignes de la découpe pour près de 20 ans, puisque c’est à ce moment qu’apparait pour la première fois l’image des voiliers sur le lac, mais dans une version très peu colorée. Le lac est représenté par une large bande bleue foncée, entrecoupé de simples triangles blancs rappelant les voiliers. En arrière-fond, les montagnes en dent de scies bleu vert sont alternent avec des représentations d’habitations, dont seuls les toits et fenêtres sont représentés en gris, le reste des bâtiments n’étant pas représentés. On note toutefois que, sur les minibus du réseau de proximité Biplus, les montagnes sont roses afin de distinguer les deux réseaux.

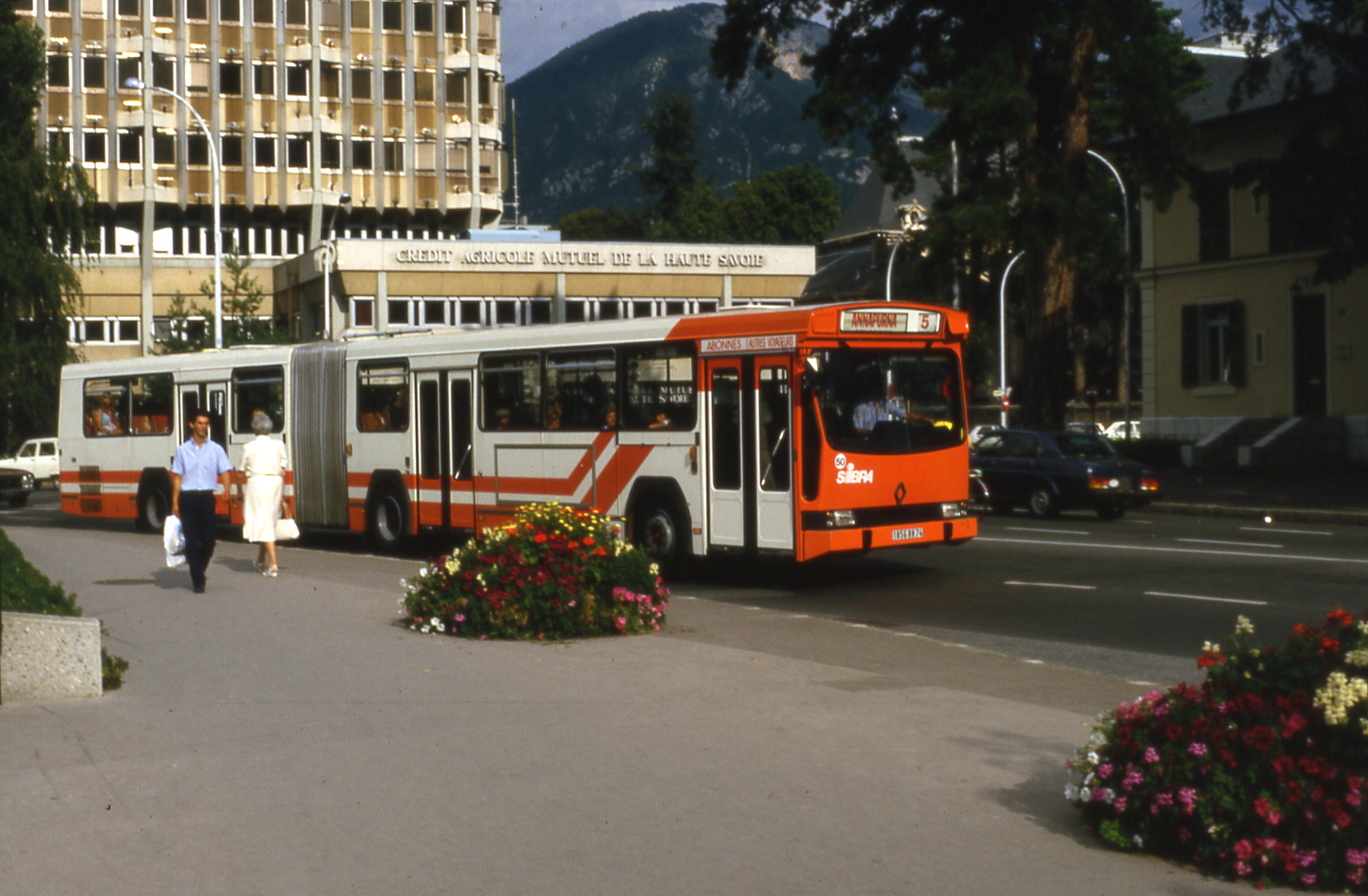
Ce Renault PR 180 de 1981, l’un des deux premiers bus articulés du réseau, est peint avec la première livrée du réseau.

La livrée originelle, apparue avec le réseau en 1980, est complètement différente des autres. En effet, à cette date, les véhicules sont principalement blancs. La face avant est quant à elle orange, et une large bande de cette couleur s’étend du pavillon à la partie basse du rétroviseur. Englobant la partie haute de la porte avant, elle se divise en deux au-delà de celle-ci. D’ici, les deux bandes parallèles descendent en oblique, la première venant longer le bas de caisse tandis que la seconde passe au niveau du passage de roues. Elles font ainsi le tour du véhicule avant de revenir de l’autre côté sur le même principe.

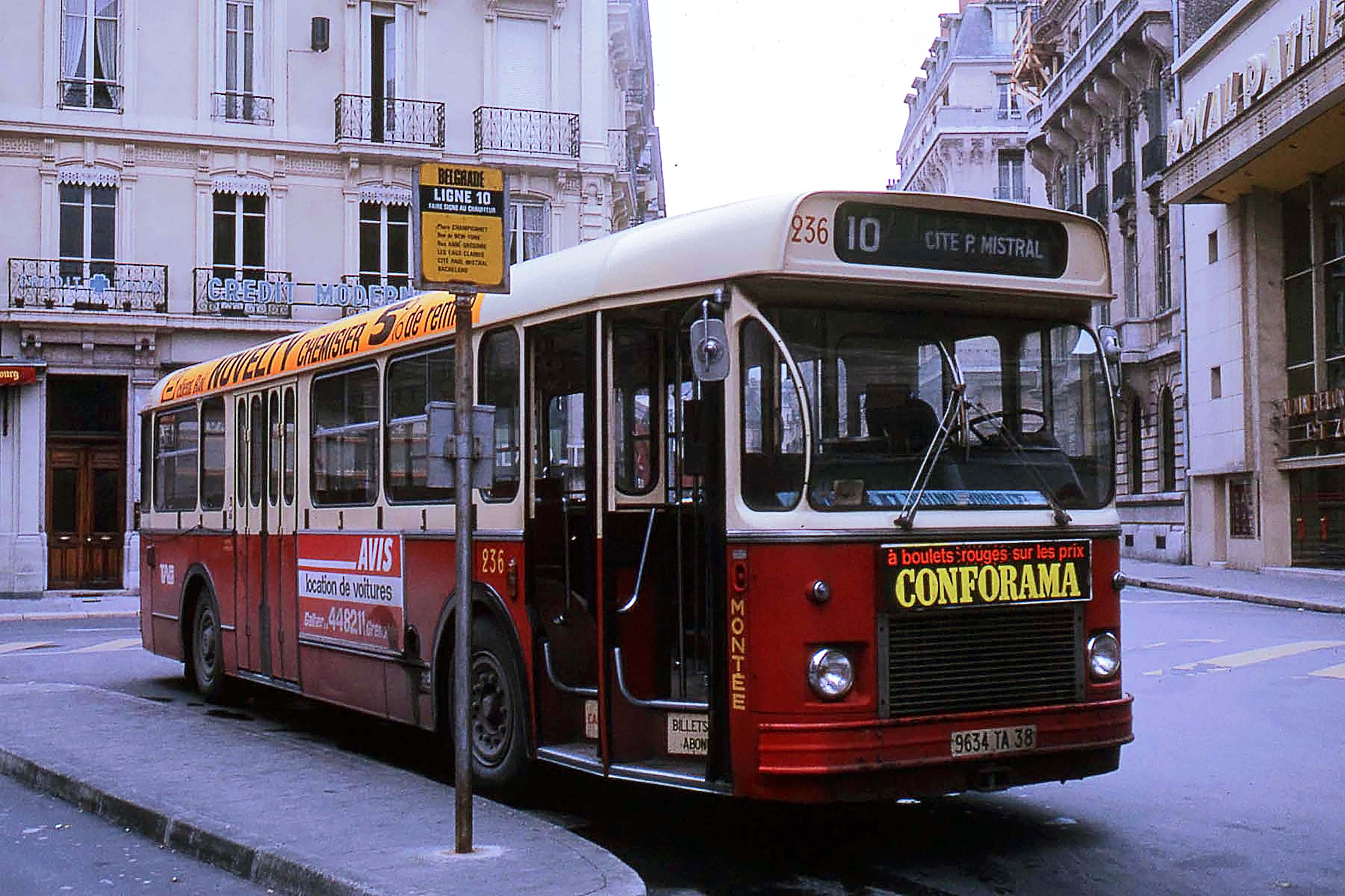
Les premiers bus de la Sibra, issus du précédent réseau, arborent une livrée rouge et crème similaire à ce Saviem SC 10 de Grenoble.

Toutefois, à la création du réseau en 1980, le parc se compose, en plus de 22 véhicules neufs, d’un vingtaine de Saviem SC 10 hérités du précédent réseau. Les plus récents sont rapidement mis aux nouvelles couleurs, mais le renouvellement des plus anciens par des unités neuves est envisagé. Afin d’éviter des frais supplémentaires, les bus mis en service dans la première moitié des années 1970 sont maintenus dans leurs anciennes couleurs, à l’exception du logo qui est ajouté sur les différentes faces. La livrée est toutefois relativement simple, et commune à de nombreux réseaux français de l’époque, puisque la partie haute, qui englobe le pare-brise et les fenêtres, est de couleur crème, tandis que la partie basse est rouge.
Livrées saisonnières

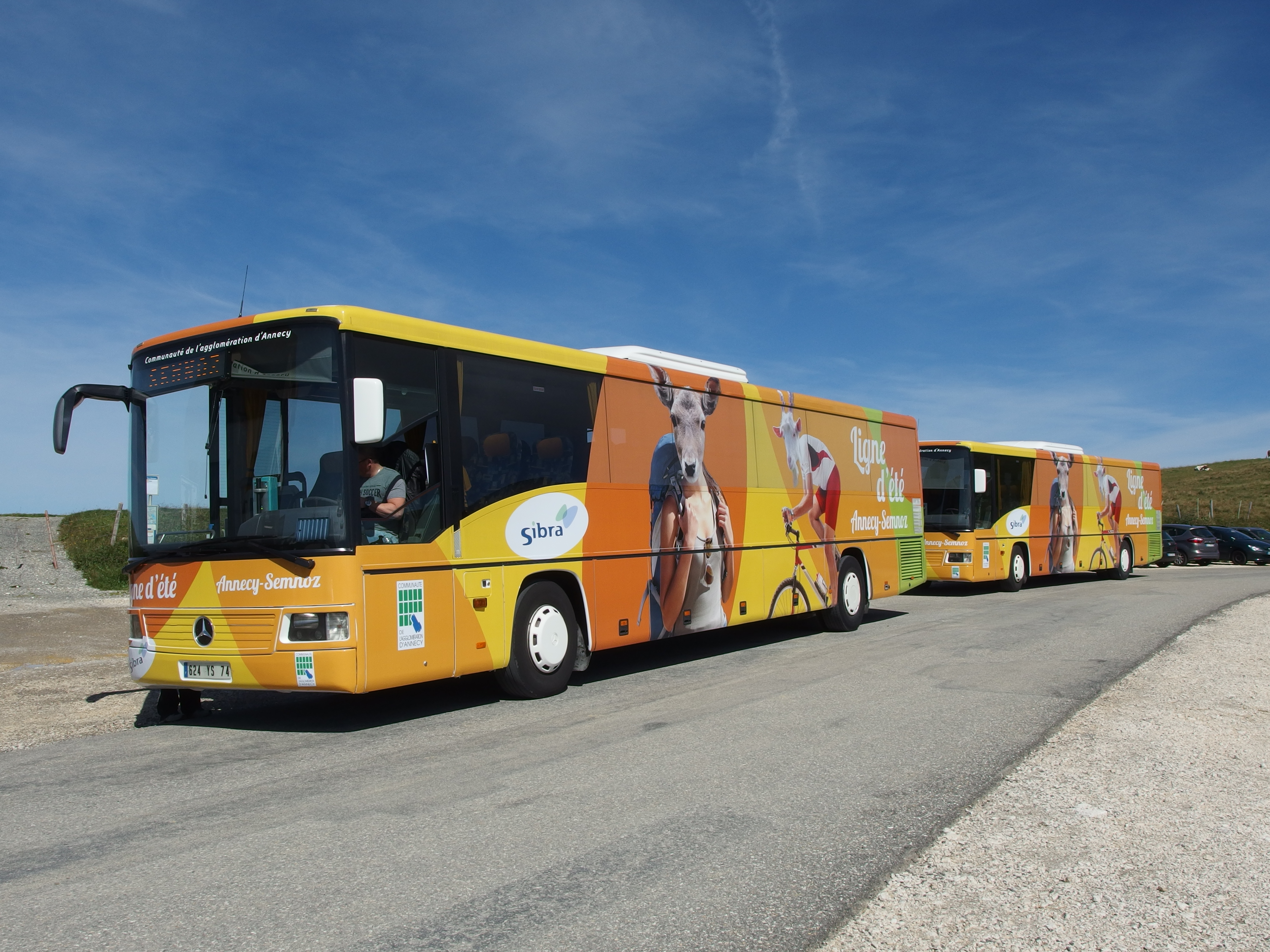
À partir de 2014, les Mercedes-Benz Integro de la ligne d’été représentent des humains à tête d’animaux faisant différentes activités.

Afin de se distinguer du réseau principal, les lignes saisonnières ont une livrée particulière depuis le lancement de la ligne d’été en 1997. Cette dernière a vu ses couleurs évoluer à chaque changement de matériel, soit en 2000, 2005, 2011 et 2014. Ainsi, les derniers véhicules en date, deux Mercedes-Benz Integro, arborent une livrée composée de orange, jaune et vert, avec des photomontages d’humains à tête d’animaux faisant différentes activités, comme une biche avec un sac de randonnée et une chèvre faisant du VTT.

À partir de l’été 2019, la diversification des lignes estivales puis hivernales entraine une uniformisation de la charte graphique des lignes saisonnières autour d’un fond et de symboles orange (ou rouge pour les hivernales) spécifiques à chacune. Les lignes des plages (renommées du lac en 2021) ont une livrée faite de reflets d’eau avec des poissons et des parasols, les lignes montagnes d’été ont un fond de champ de fleurs avec des têtes de vaches, tandis que celles d’hiver ont des sapins enneigés avec des flocons. Sur les flancs du véhicule, il est rappelé l’offre de la ligne (nombre d’allers-retours, prix, amplitude horaire...) ainsi que le mot lac ou le nom de la montagne desservie (Semnoz, Forclaz ou Glières).

Déclinaisons de la découpe des lignes saisonnières entre 2019 et 2022
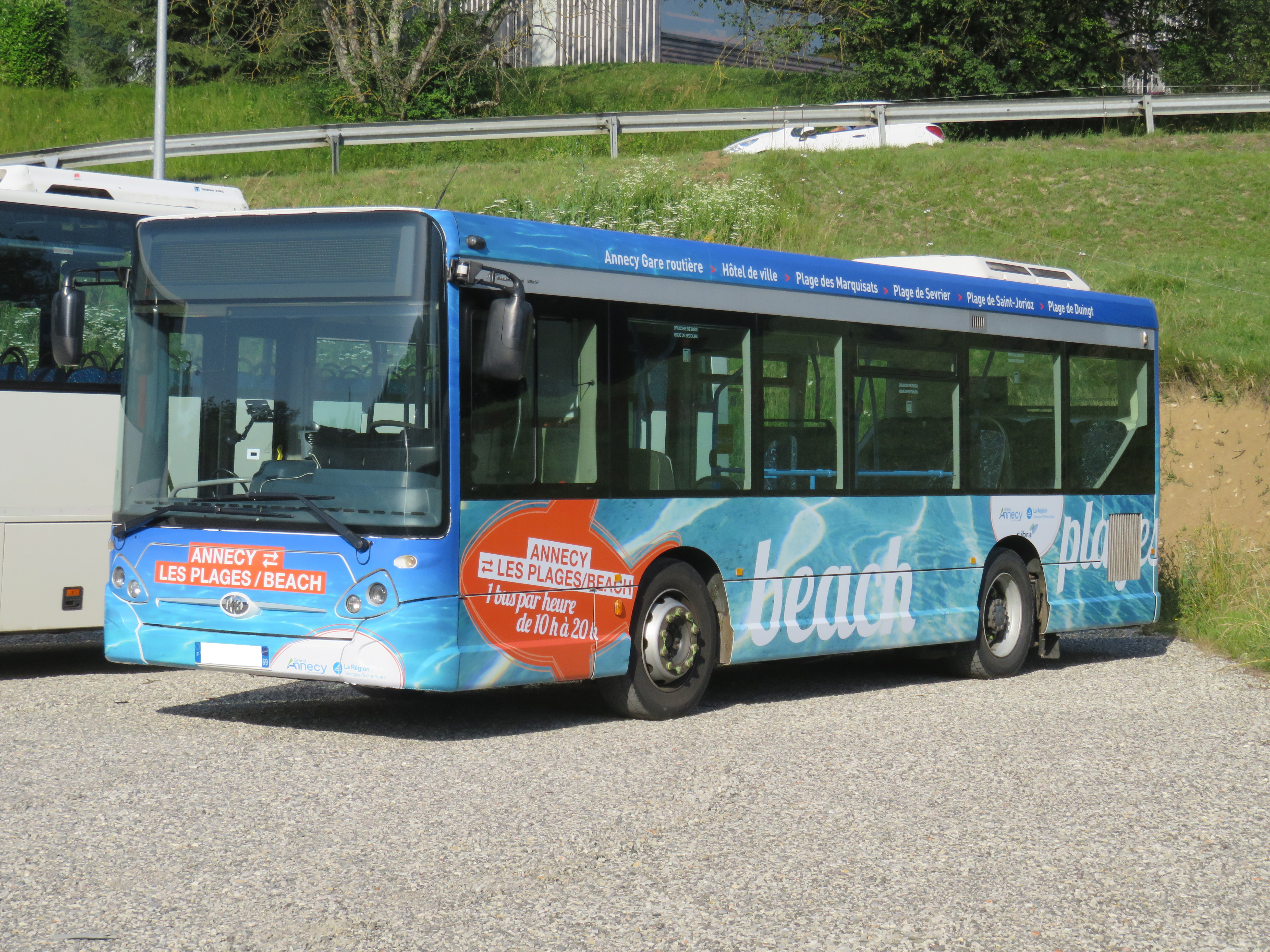
La livrée des lignes des plages en 2019 et 2020.
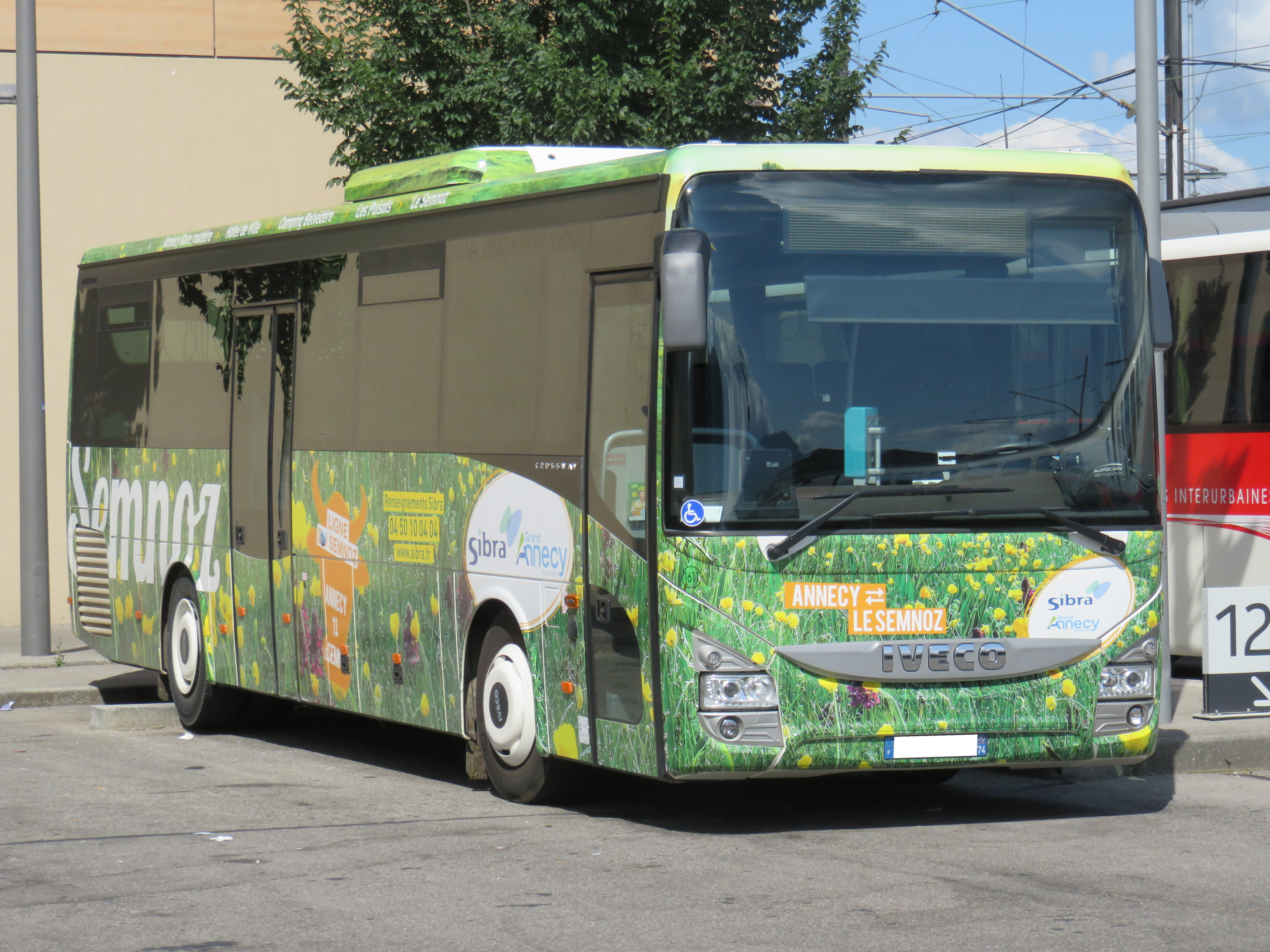
La livrée estivale des lignes montagne.
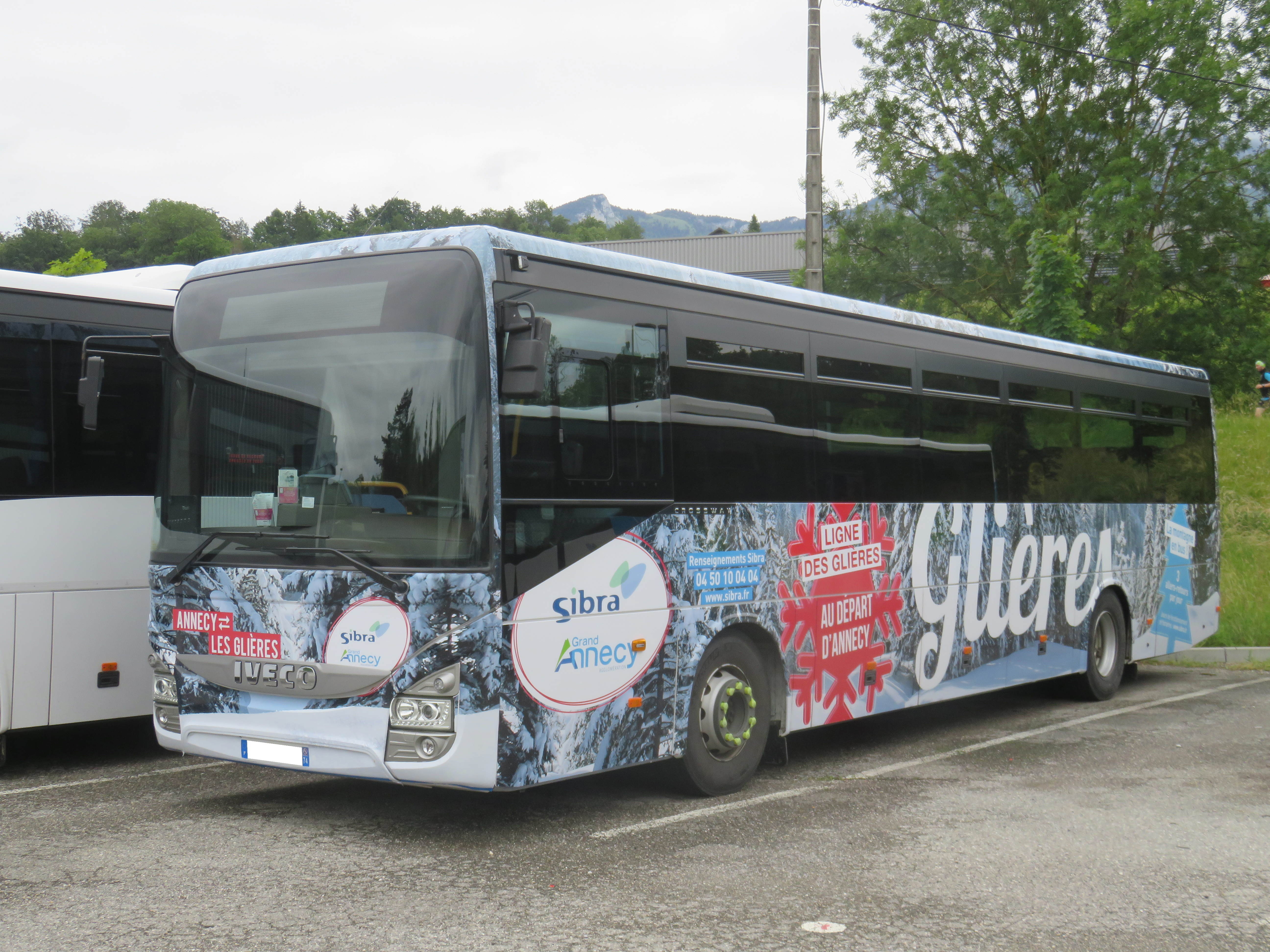
La livrée hivernale des lignes montagne.

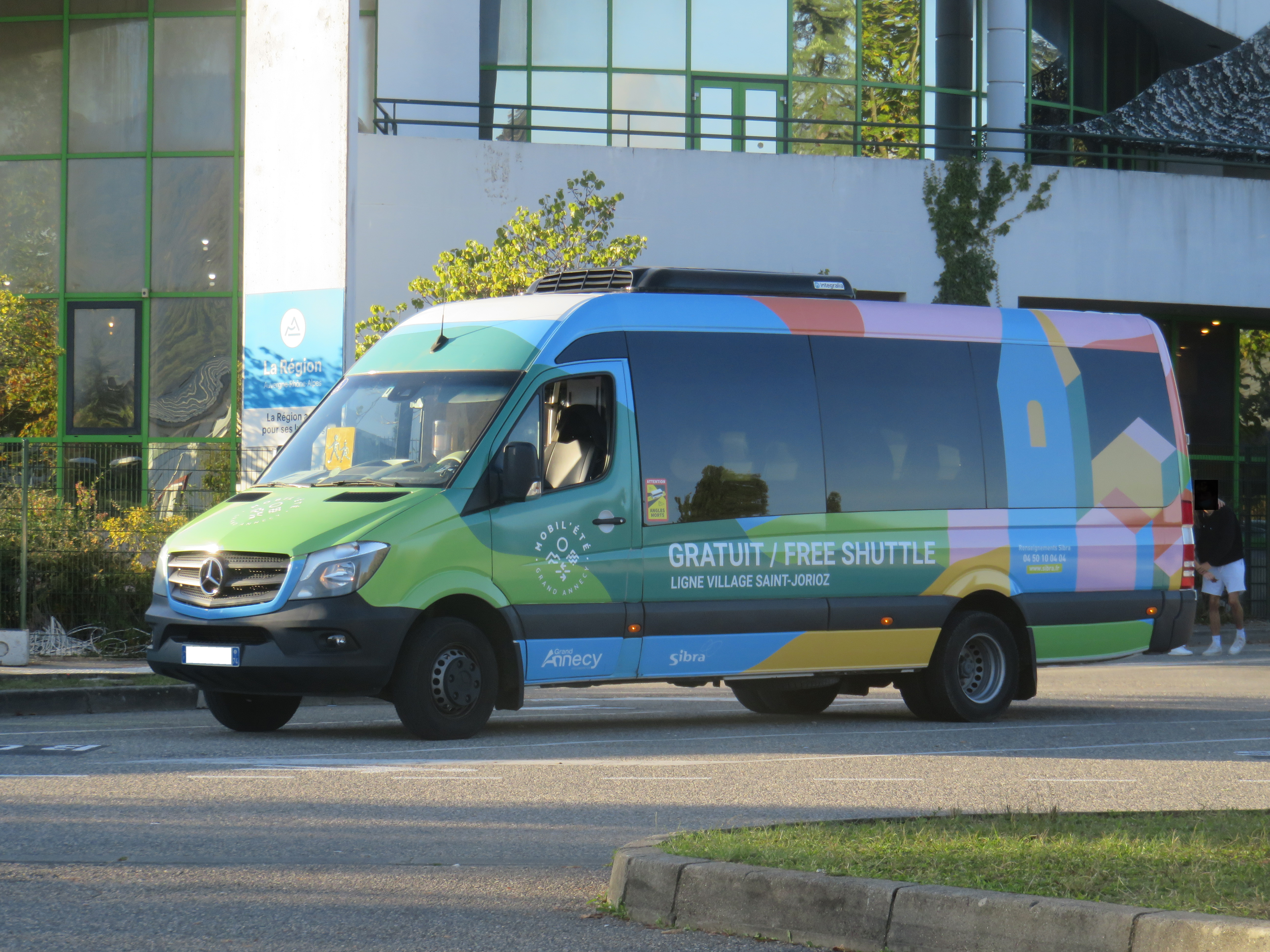
La livrée des lignes village.

En 2021, les lignes villages rompent avec cette charte graphique en arborant une livrée plus stylisée, avec un paysage de village autour de son clocher et des formes vertes et bleues symbolisant respectivement les montagnes et le lac. Le nom de la commune desservie et le rappel de la gratuité, mis en place dans le cadre du dispositif Mobil’été, est également inscrit sur chaque véhicule.

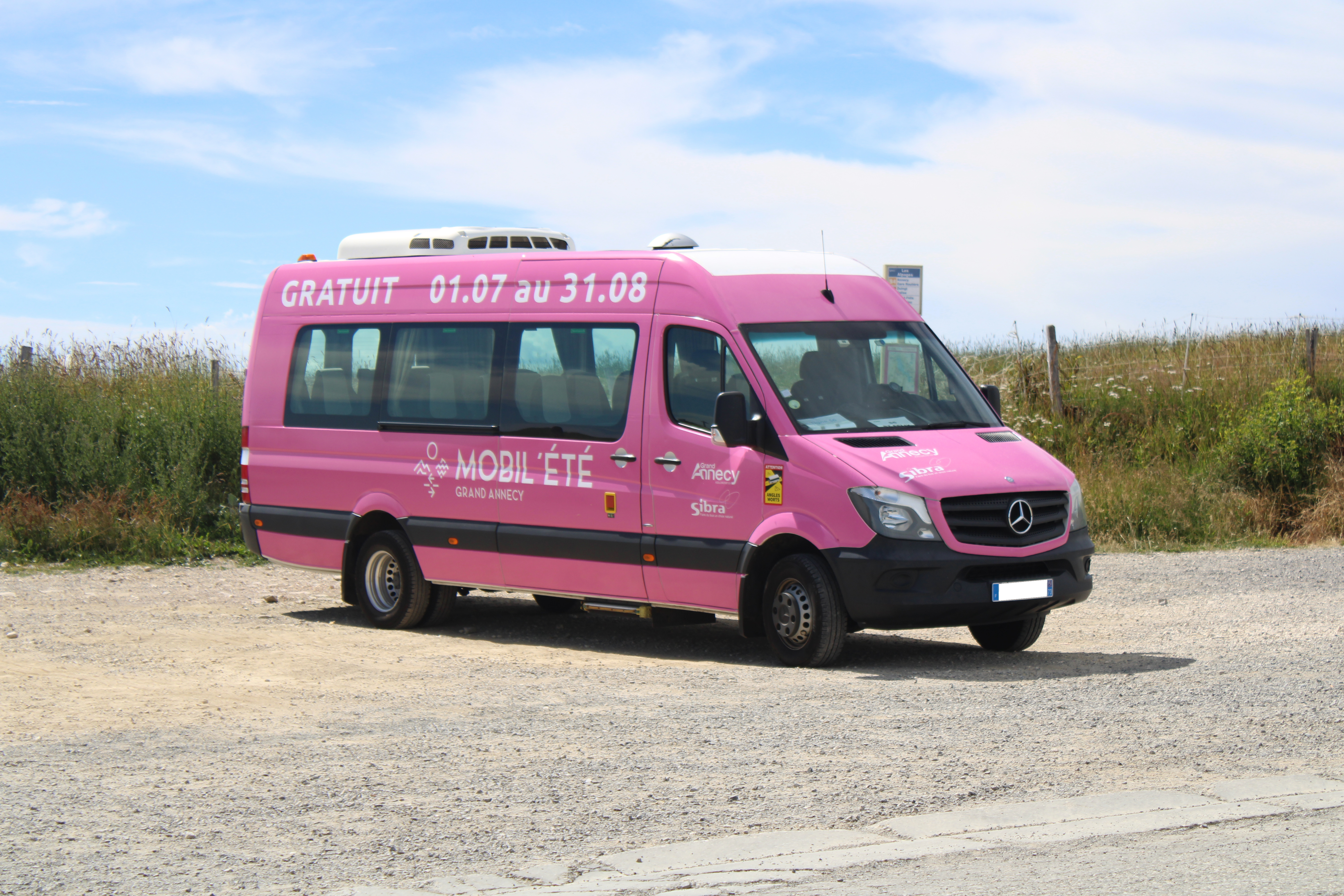
La livrée des lignes saisonnières à partir de 2022.

À l’été 2022, le dispositif Mobil’été étend la gratuité à l’ensemble du réseau. Toutefois, afin de maintenir la distinction entre le réseau régulier et les lignes saisonnières, les véhicules affectés à ces dernières sont intégralement floqués en rose et rendus neutre, puisque la mention de l’offre à laquelle ils sont rattachés disparait au profit du rappel de la gratuité pour les mois de juillet et août.
Autres livrées

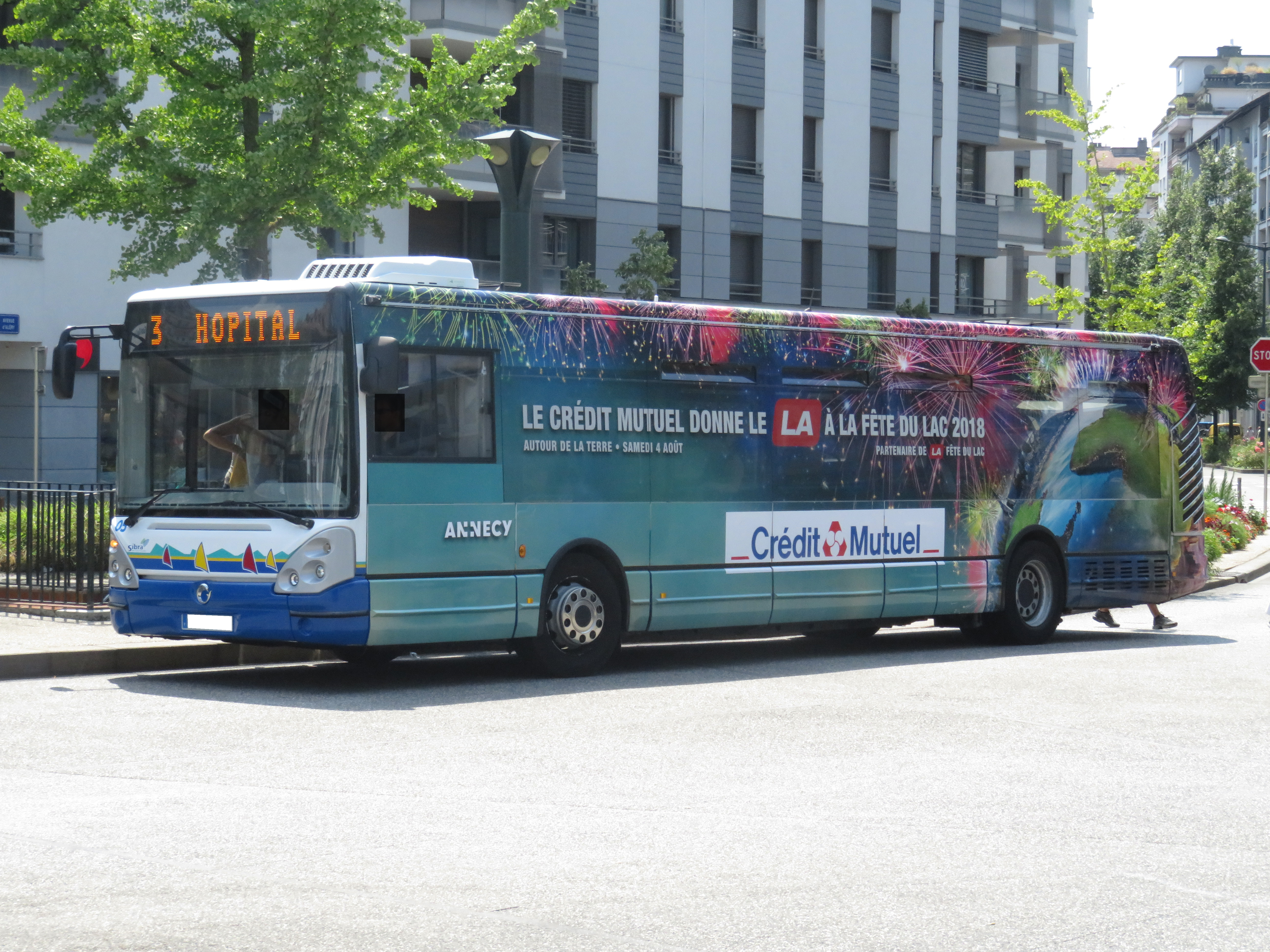
Chaque été, un véhicule est intégralement floqué pour la Fête du Lac.

Il n’est pas rare non plus de voir circuler sur le réseau des véhicules avec d’autres livrées que celles décrites ci-dessus.
Il arrive que certains véhicules soient floqués pour des événements particuliers. Ainsi, un bus est intégralement floqué chaque été pour la fête du lac. Sa livrée se compose, en 2018 et 2019, d’un feu d’artifice barré de la mention « Le Crédit Mutuel donne le LA à la Fête du lac » et le logo de la banque, celle-ci étant partenaire de l’événement,.
À l’inverse, certains véhicules circulent avec une livrée très légère, arborant uniquement les logos du Grand Annecy et de la Sibra. Cette découpe, très présente en 2018 lors de l’intégration des lignes régionales, devient relativement rare et se principalement sur les véhicules de réserve des sous-traitants, ainsi que sur ceux en prêt ou en démonstration.

## Intermodalité

### Pôles d'échanges

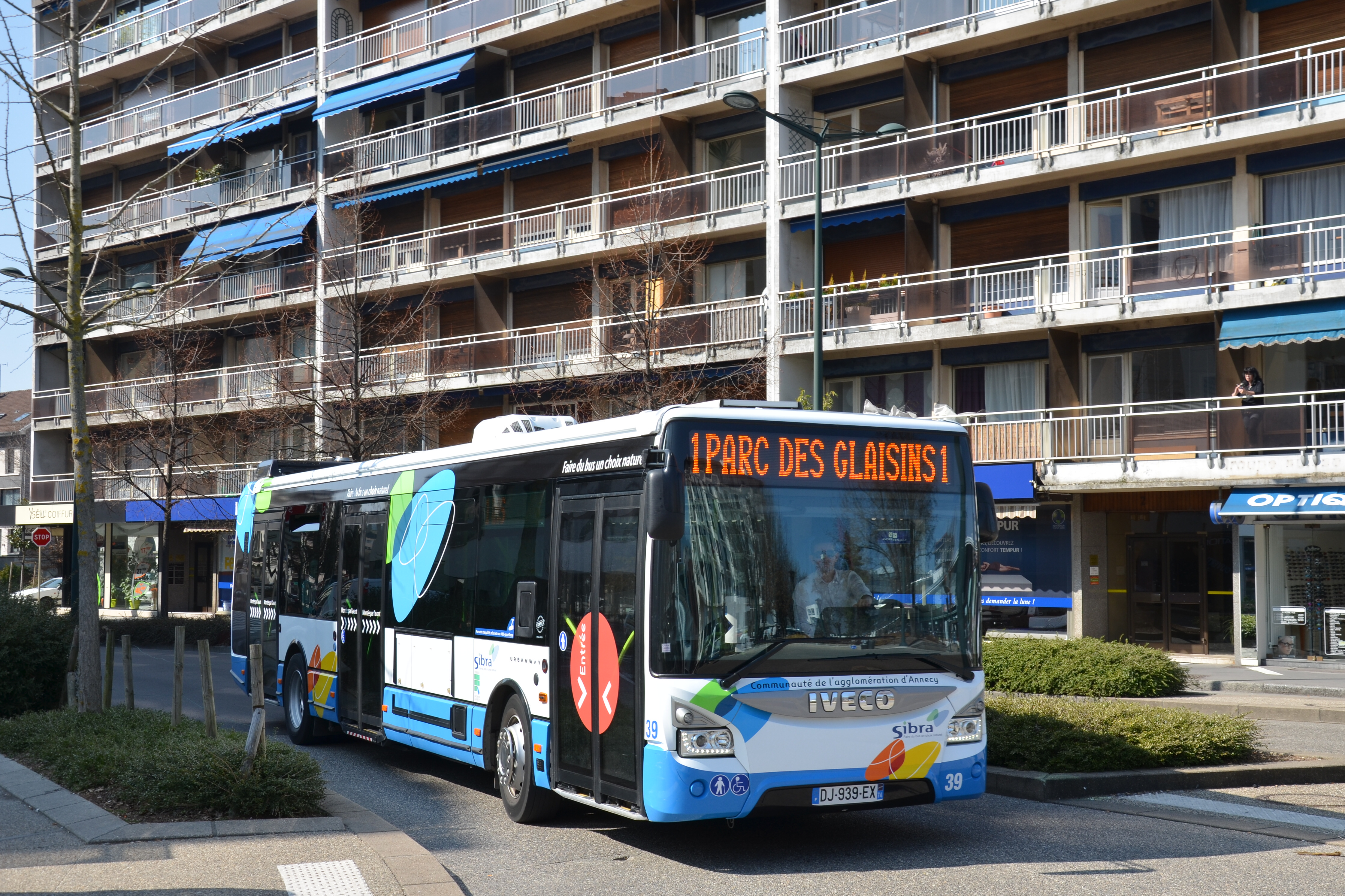
Iveco Bus Urbanway 12 au pôle d'échanges de la gare.

Le réseau est composé de cinq pôles d'échanges, des arrêts permettant des correspondances rapides et faciles entre deux bus sur un même lieu.
| Pôle d'échanges              | Lignes desservant le pôle                                              |
| ---------------------------- | ---------------------------------------------------------------------- |
| Gare d'Annecy Gare routière  | 1 2 3 4 5 10 15A 15B 20 26 27 A la gare routière : 40A 40B 41 42 81 82 |
| La Salle Pringy              | 2 11 14 21 25 80                                                       |
| Meythet Le Rabelais          | 1 10 11 21 22                                                          |
| Saint-Jean, à Seynod         | 2 4 11 23 27 40A 40B 41 42                                             |
| Vignières, à Annecy-le-Vieux | 1 5 10 13 20 26 82                                                     |

### Parc relais et de proximité
Le réseau dispose de onze parc de stationnement permettant de garer son véhicule sur un parking en périphérie et de prendre le bus pour se déplacer en ville,.
La différence entre ces deux types de parcs est la suivante, :
- Les « parcs relais » sont réservés aux détenteurs d'un abonnement annuel « Liberté ». Particulièrement destinés aux personnes extérieures au Grand Annecy, ils sont desservis en moyenne toutes les sept à 20 minutes ;
- Les « parcs de proximité » sont gratuits et ouverts à tous les utilisateurs. Ils sont desservis en moyenne toutes les sept à 45 minutes, pour rejoindre le pôle d’échanges de la gare d'Annecy en 5 à 20 minutes, 22 et 35 minutes pour les parcs les plus éloignés (Mille Club et La Bottière).

| Nom                              | Commune                  | Capacité   | Accès en bus                                        | Image |
| -------------------------------- | ------------------------ | ---------- | --------------------------------------------------- | ----- |
| Parc des sports                  | Annecy                   | 136 places | Ligne 5, arrêt « Parc des sports »                  |       |
| Le Météore                       | Annecy (Meythet)         | 30 places  | Lignes 1 10 11 21 22, arrêt « Meythet Le Rabelais » |       |
| Parc de la Bottière/Grand Épagny | Epagny Metz-Tessy        | 15 places  | Lignes 10 24, arrêt « Grand Épagny »                |       |
| Parc du Mille Club               | Poisy                    | 40 places  | Ligne 1, arrêt « Route de Monod »                   |       |
| Parc de Sous-Vernod              | Poisy                    | 20 places  | Ligne 1, arrêt « Sous-Vernod »                      |       |
| Parc de l'Aéroport               | Annecy (Meythet)         | 120 places | Ligne 11, arrêt « Base civile »                     |       |
| Parc de Vignières                | Annecy (Annecy-le-Vieux) | 30 places  | Lignes 1 5 10 13 20 26 82, arrêt « Vignières »      |       |
| Parc Colmyr                      | Annecy                   | 40 places  | Lignes 15A 15B, arrêt « Marquisats »                |       |
| Parc de Périaz                   | Annecy (Seynod)          | 135 places | Ligne 2, arrêt « Seynod Périaz »                    |       |
| Parc de Chaux-Balmont            | Annecy (Seynod)          | 72 places  | Lignes 40A 40B 41 42, arrêt « Chaux-Balmont »       |       |
| Parc d'Alby-sur-Chéran           | Alby-sur-Chéran          | 152 places | Lignes 40A 40B, arrêt « P+R Alby »                  |       |
| Saint-Jean                       | Seynod                   | 120 places | Lignes 2 4 23 11 27, arrêt « Saint-jean »           |       |

### Interconnexion avec les autres réseaux
J’yBus

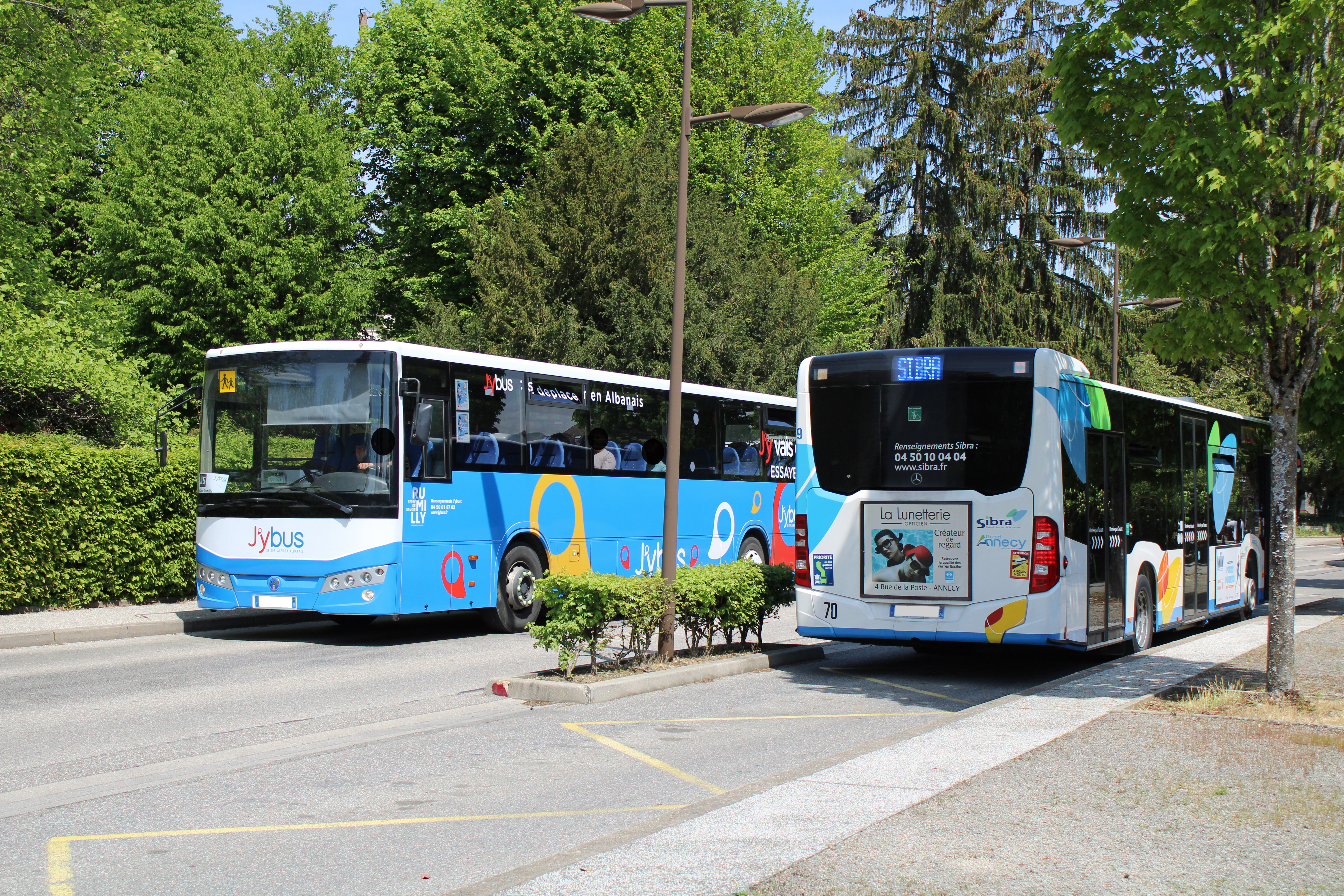
Correspondance entre les lignes Rythmo 1 du réseau Sibra et J4 de J’yBus à Poisy.

Avec la ligne 42, le réseau Sibra traverse le territoire de la communauté de communes Rumilly Terre de Savoie et entre de fait en correspondance avec le réseau urbain de cette dernière, J’yBus, mis en place en septembre 2019,.
Afin de faciliter les correspondances entre les deux, les arrêts de la ligne interurbaine ont été fusionnés avec ceux du réseau urbain. Cinq arrêts sont ainsi mutualisés, ce qui permet de croiser les 3 lignes : Gare, Sises, Cassin Moulin, Dadon et Madrid. De plus, en faisant terminus à la gare, la 42 dessert le point central du réseau rumilien et permet de rejoindre tant les lignes du réseau urbain que les TER,,. On note également que les horaires du J’yBus sont calculés pour desservir ce point à quelques minutes des départs et arrivées de la ligne. S'il existe des abonnements combinés entre les deux réseaux, les tickets unités ne sont pas compatibles, le réseau de Rumilly n’étant pas doté de la billettique OùRA,.
De nouvelles correspondances sont disponibles depuis janvier 2023, avec l’intégration au réseau J’yBus des anciennes lignes départementales 32 et 33, qui deviennent respectivement J5 et J4. Au départ de la gare de Rumily, la première fait son terminus au lycée de Poisy après avoir traversé Vallières-sur-Fier, Hauteville-sur-Fier et Nonglard, et permet donc une correspondance avec les lignes Rythmo 1, 22 et 24. La seconde, qui part également de la gare de Rumilly, traverse Sales, Marcellaz-Albanais et Étercy avant d’assurer son terminus à Chavanod, assurant le lien avec les lignes Rythmo 3 et 12.
Ondéa

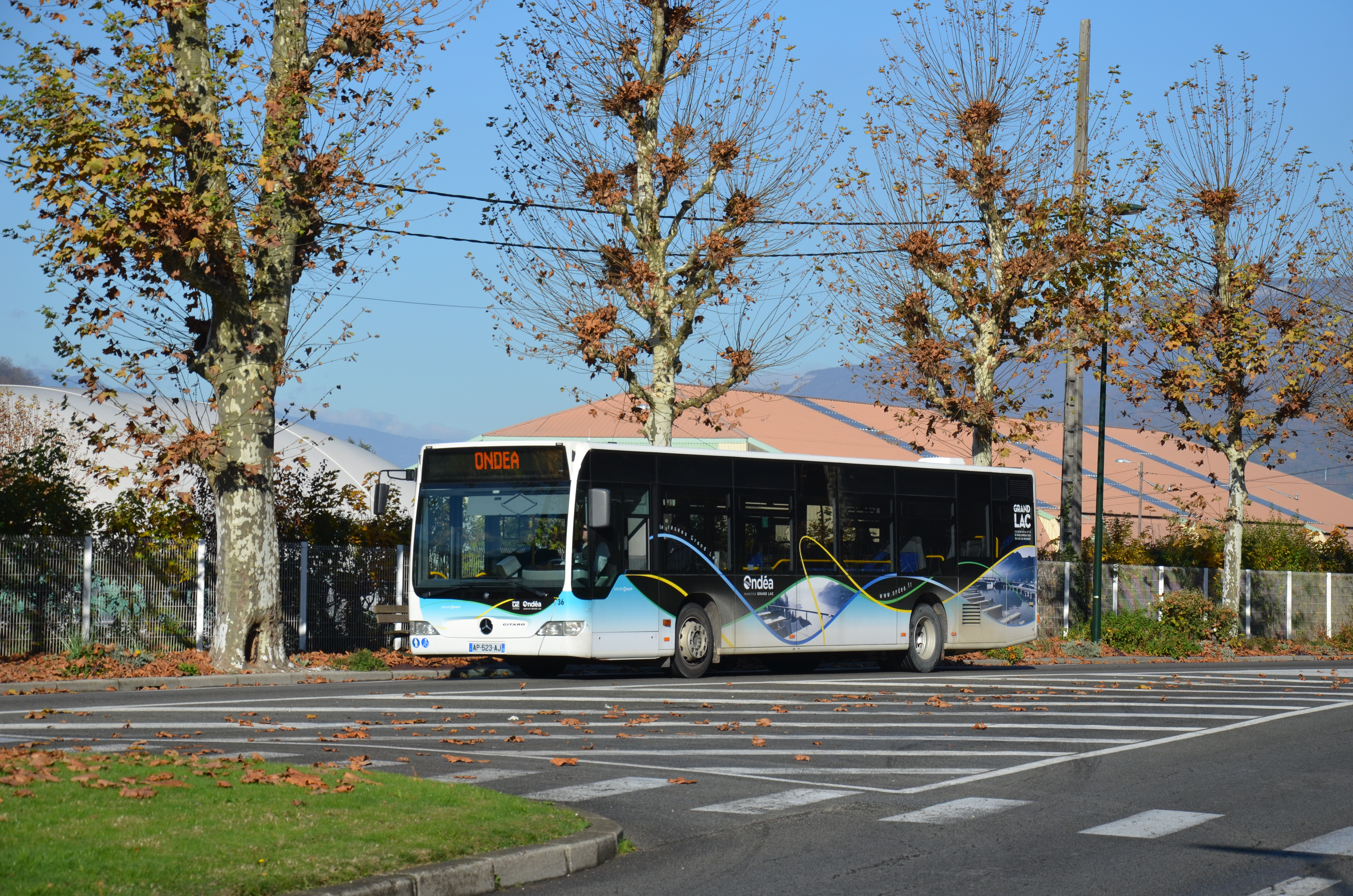
A Albens, il est possible d’utiliser le service Mobéa avant de faire une correspondance avec les lignes régulières du réseau aixois.

La ligne 40A du réseau Sibra se rend à la gare d’Albens, commune déléguée d’Entrelacs. Celle-ci étant rattachée à la communauté d’agglomération Grand Lac, elle est desservie par le réseau urbain d’Aix-les-Bains, Ondéa.
La principale offre sur le territoire est le service de transport à la demande (TAD), baptisé Mobéa, dont le secteur D couvre le territoire de l’ancienne communauté de communes du canton d'Albens. Nécessitant une réservation, qui peut se faire par téléphone ou depuis le site ou l’application du réseau, il dispose de plus de 80 points d’arrêts et permet de rejoindre, à des horaires prédéfinis du lundi au samedi, trois points d’intérêts que sont les gares SNCF d’Albens et d’Aix-les-Bains, ainsi que le centre commercial de Grésy-sur-Aix. Les mercredis et samedis, deux autres points, la Rue de Genève et la plage d’Aix-les-Bains, sont desservis. Tous ces arrêts sont desservis par les lignes régulières du réseau d’Aix-les-Bains, qui irriguent le territoire de l’ancienne CALB, et la gare d’Aix-les-Bains permet également la correspondance avec les autres secteurs du TAD et cinq lignes du réseau régional Cars Région Savoie,.
Dans une moindre mesure, 11 régulières prennent leur départ au niveau du pôle d’échanges, situé à environ 700 mètres de la gare, et une dernière à destination de Chambéry part de la Place Montillet, à 250 mètres de la gare SNCF. Il s’agit toutefois de lignes à vocation scolaire, qui ne fonctionnent que du lundi au vendredi hors vacances scolaires à raison de deux départs le matin et un retour le mercredi midi ou le soir les autres jours de semaine.
Il n’existe pas, en août 2022, de tarification combinée entre les deux réseaux.
Cars Région

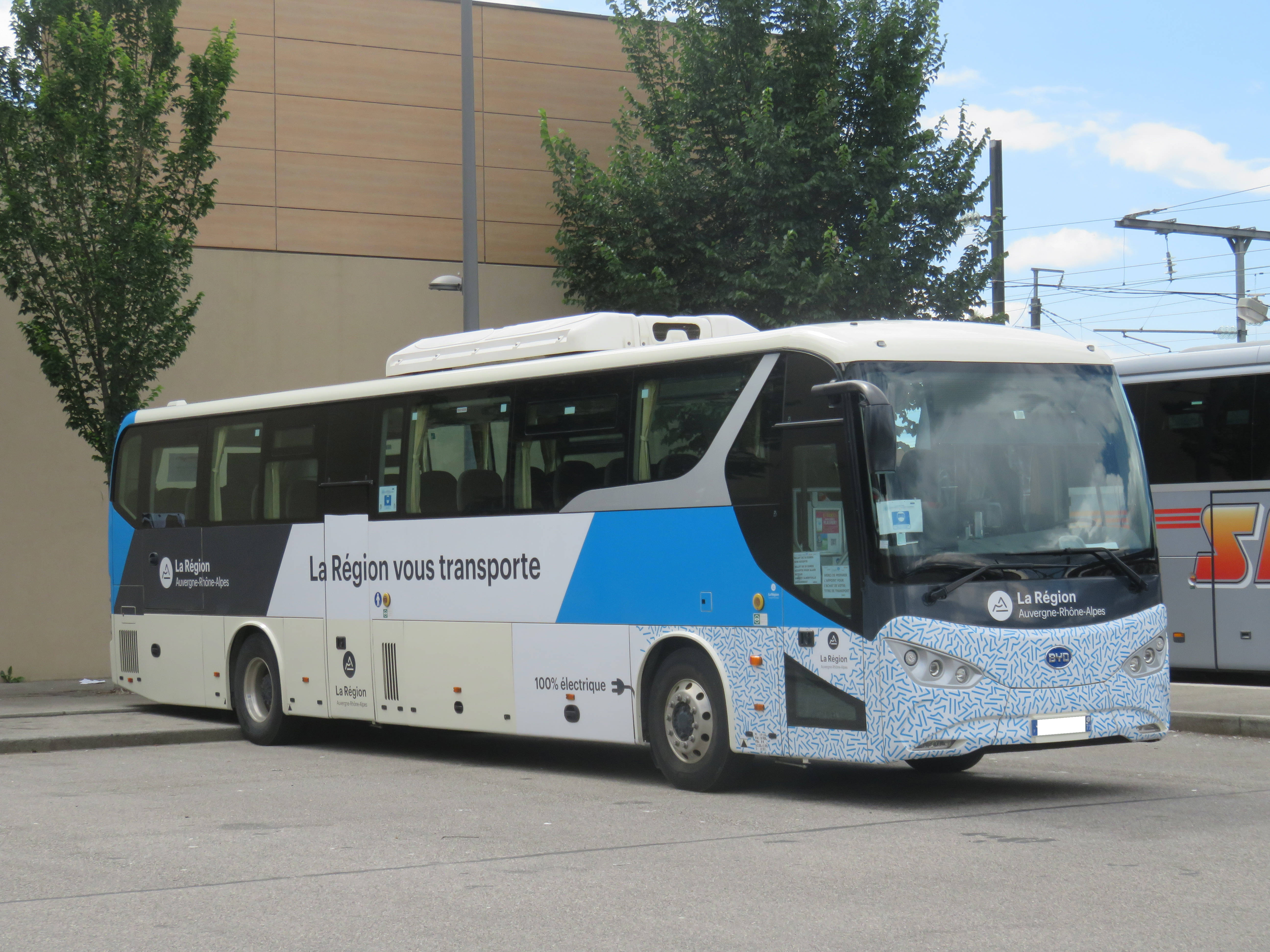
Dans le périmètre du Grand Annecy, les lignes Cars Région sont au tarif Sibra.

La gare routière d’Annecy est desservie par un certain nombre de lignes du réseau régional, baptisé Cars Région Haute-Savoie. Il est ainsi possible d’entrer en correspondance avec la plupart des lignes du réseau Sibra, puisque les lignes interurbaines stationnent à cette même gare routière, tandis que les bus urbains disposent d’un pôle d’échanges devant la gare SNCF attenante.
Au total, six lignes du réseau régional à destination d’Annecy restent de la compétence de la région, les autres ayant été en grande majorité transférées au Grand Annecv entre 2018 et 2021. Trois d’entre elles restent à l’intérieur du département de la Haute-Savoie et ont pour destination Seyssel avec la Y21 ou La Clusaz et Le Grand-Bornand (selon les horaires) pour les Y62 et Y63. La ligne Y51 se rend jusqu’à Albertville, en Savoie, tandis que la Y22 se dirige vers Valserhône dans l’Ain. On note également l’existence d’une ligne transfrontalière, numérotée 272, qui se rend au centre-ville de Genève, en Suisse,.
Un certain nombre d’arrêts du réseau Sibra sont desservis par ces lignes afin de faciliter les correspondances pour les passagers. Ce chiffre varie selon les lignes. Ainsi, excepté la gare routière, on dénombre 4 arrêts communs pour les Y21 et Y22, 16 pour la Y51, 6 pour la Y62, 5 pour la Y63, et 5 pour la transfrontalière 272.
La tarification des lignes régionales est spécifique à chaque itinéraire. Il existe toutefois des accords tarifaires avec le Grand Annecy. Ainsi, sur l’ensemble du territoire intercommunal, la tarification Sibra est appliquée depuis janvier 2019. Pour toute montée hors de ce périmètre, l’offre «car+bus» permet aux usagers de se déplacer pendant deux heures sur le réseau Sibra avec leur ticket de car dans le cas d’un aller simple, et pendant 24 heures avec un billet aller-retour.

### VélOnecy: location de vélos

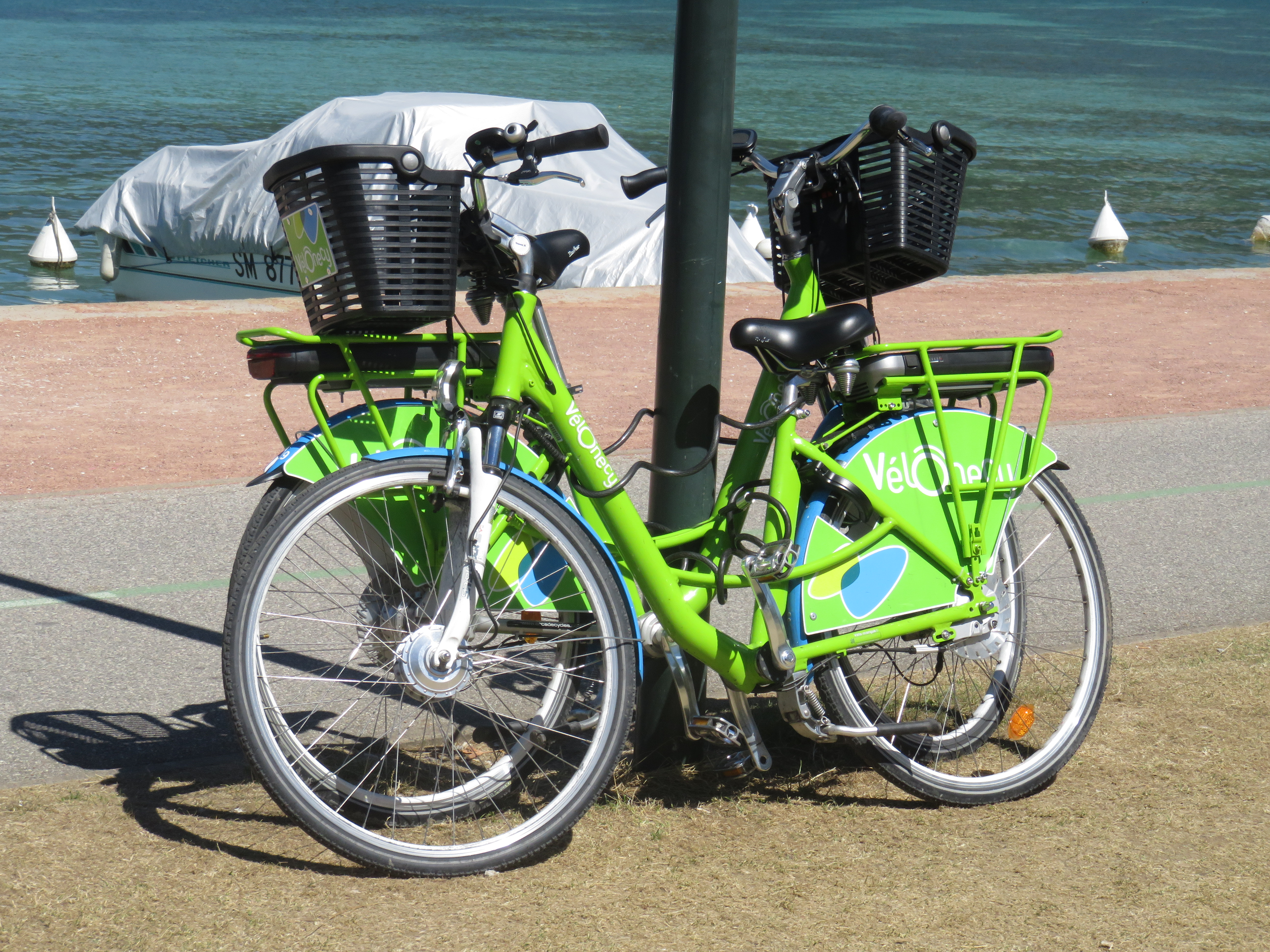
Deux VélOnecy.

VélOnecy est un service proposant près de 200 vélos à la location selon plusieurs formules : à la journée, à la semaine, au mois ou à l'année. Des tarifs réduits sont proposés aux étudiants, aux abonnés Sibra, aux résidents de la C2A et aux voyageurs de la SNCF.
Trois types de vélos sont proposés : vélo classique, vélo à assistance électrique et vélo pliant. Une consigne à vélos de 250 places est mise à disposition pour tout type de vélos (VélOnecy ou non) dans le sous-sol de la gare d'Annecy, tandis qu'un service de gravure anti-vol est aussi proposé. L'agglomération annécienne dispose de 120 km de voies cyclables, bandes et pistes réunies.
La flotte est renforcée début 2019 avec 300 vélos à assistance électrique supplémentaire et si cette augmentation d'offre est un succès, 300 autres vélos seront achetés fin 2019.

### Citiz: autopartage
Citiz Alpes-Loire (ex-Citélib') est un service d'autopartage appartenant au réseau coopératif Citiz et disponible dans les départements de l'Isère, de la Loire, de la Savoie et de la Haute-Savoie. Ce service compte six stations à Annecy et une à Cran-Gevrier, une huitième est en projet à Argonay. Des tarifs préférentiels CitéLib' sont proposés aux abonnés Sibra et inversement.

## Exploitation

### État de parc

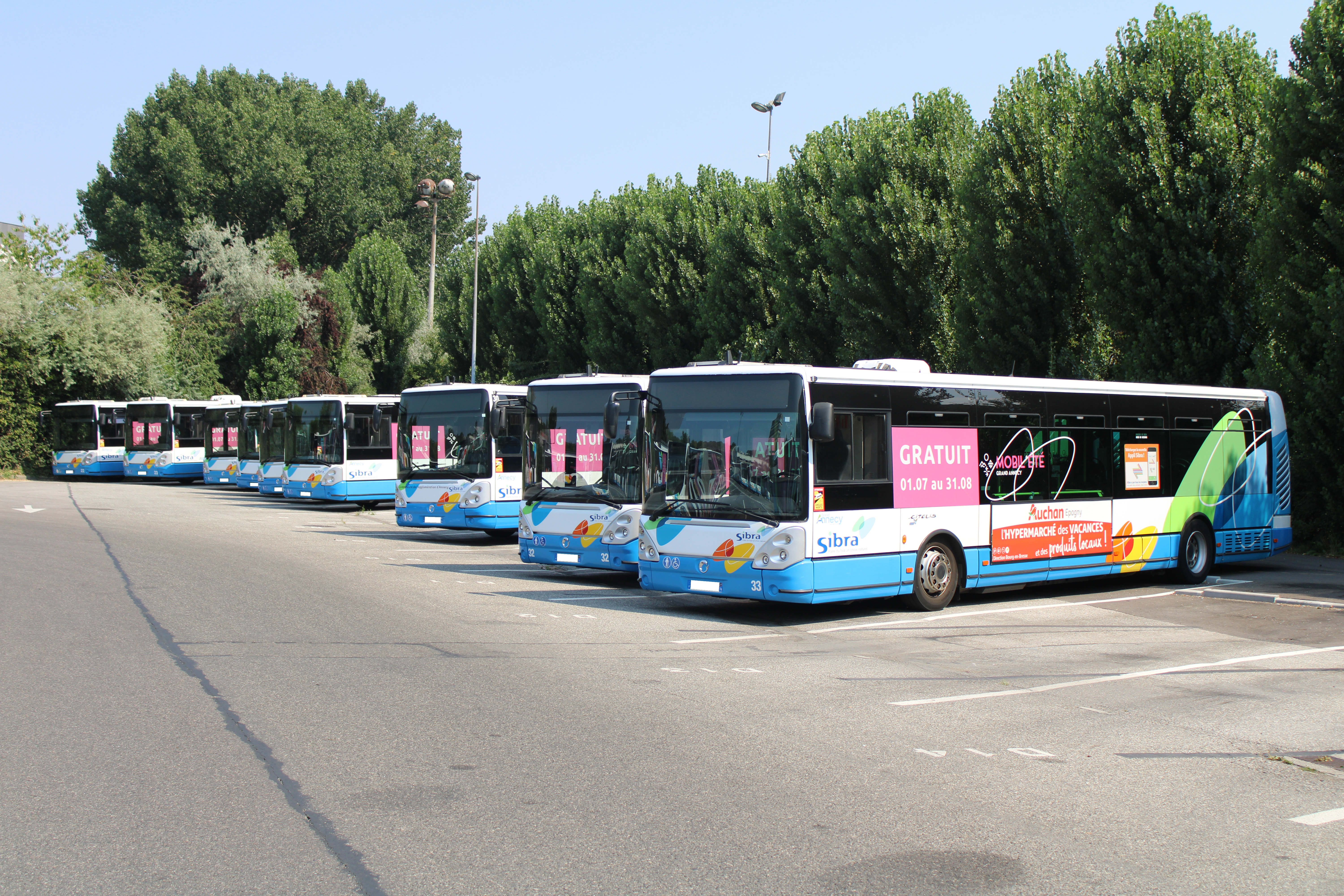
Alignement de plusieurs autobus au dépôt de la Sibra en juillet 2022.

Au 31 décembre 2021, l’exploitation du réseau Sibra mobilise 153 véhicules, à raison de 123 autobus pour le réseau urbain et 30 pour la partie interurbaine (28 autocars et 2 véhicules légers). Ce chiffre ne prend pas en compte les véhicules dédiés aux lignes scolaires et saisonnières, mutualisés par la plupart des transporteurs assurant les contrats liés à ces services. L’agglomération est propriétaire d’une large partie du parc, avec 108 véhicules, dont 95 sont mis à disposition de la SIBRA et 13 sont prêtés au groupe Trandev pour assurer des lignes en sous-traitance.
Ce chiffre n’a cessé d’augmenter au fil des années. D’abord propriété de Crolard, qui exploite un petit réseau avec 5 autobus dès 1959 puis 13 en 1967, les véhicules sont rachetés par les communes en 1971, et le parc est étoffé et renouvelé pour atteindre les 18 autobus en 1976. En 1978, à la création du SITURA, c’est celui-ci qui reprend le matériel et le porte, dès l’année suivante, à 25 unités mises à disposition de la SECOMA, une filiale de Crolard chargée de l’exploitation du réseau. À la création de la Sibra en 1980, c’est celle-ci qui se voit confier l’entretien du parc de 45 véhicules et le fonctionnement du réseau. Les deux premiers articulés, des Renault PR 180, sont mis en service en 1981. En 1998, ce n’est pas moins de 75 autobus qui sont nécessaires pour l’exploitation des différentes lignes, à raison de 22 minibus, 40 standards et 13 articulés. 20 ans plus tard, en 2017, le parc se décompose (hors lignes scolaires) en 26 autobus articulés, 56 standards, 4 midibus et 26 minibus, soit un total de 112 véhicules.

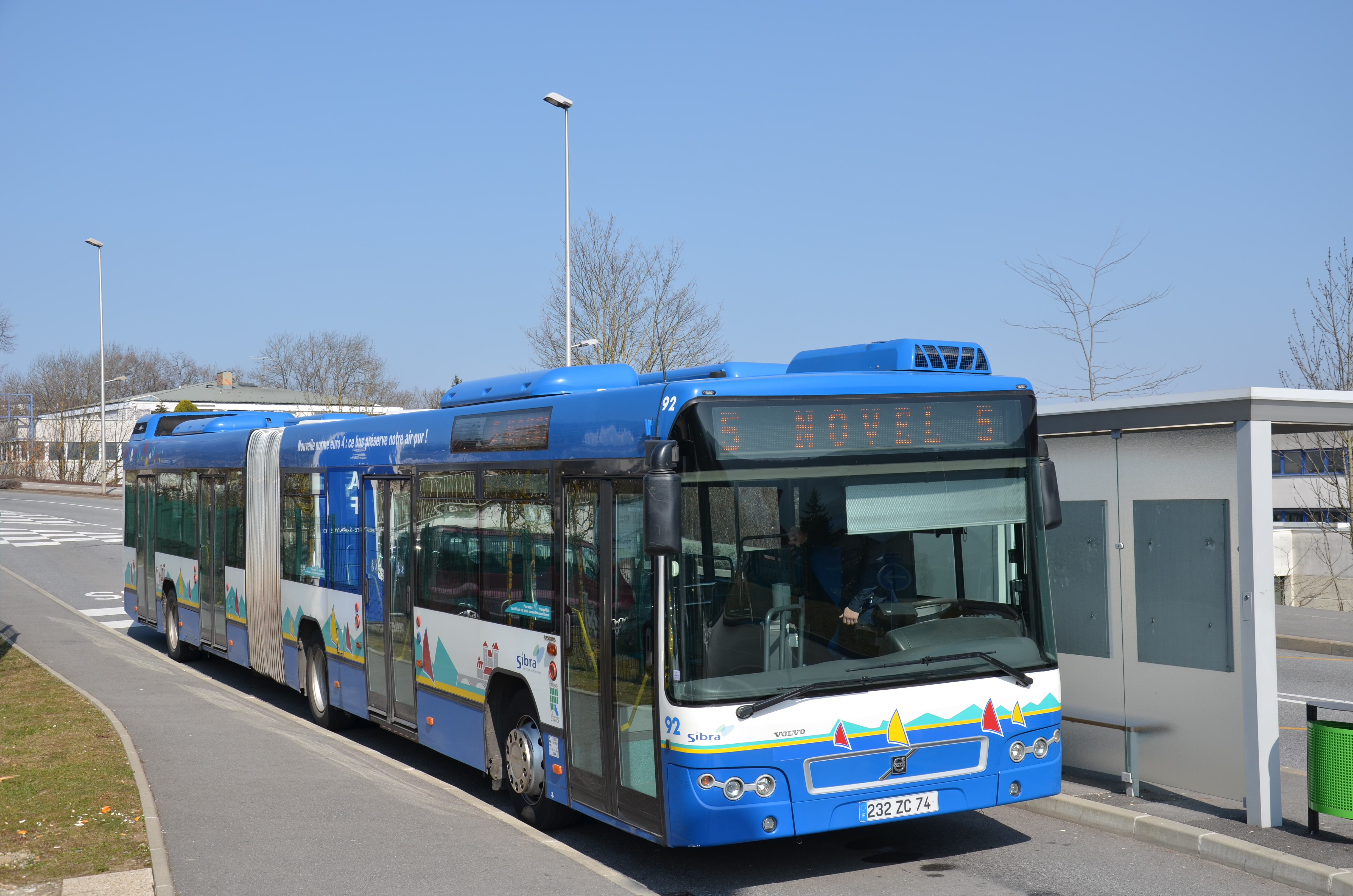
En 2006, la Sibra se dote des premiers bus €4 d’Europe avec une série de Volvo 7700A et d’Irisbus Citelis 12.

Soucieuse de la préservation de l’environnement et de conserver un parc récent, qui est l’un des plus modernes de France, la Sibra renouvelle régulièrement ses véhicules. La moyenne d’âge du parc en 2017 est de 6 ans, avec un maximum de 12 ans pour les unités les plus anciennes. Les nouveaux véhicules répondent aux normes environnementales, puisque la Sibra se dote en 2006 des premiers véhicules d’Europe répondant à la norme €4, puis d’autobus €5 en 2009.
La Sibra a également exploité quelques autobus à propulsion alternative. Ainsi, en décembre 1998, un Renault Agora S motorisé au GNV est mis en service sous le numéro 35. Revendu en 2007, il termine sa carrière à Lille où il sert de pièces détachés. Le 17 septembre 2012, ce sont deux Irisbus Citelis 12 Hybrid qui sont inaugurés et intègrent le parc. Numérotés 28 et 29, ils sont réformés et vendus en juillet 2022 à Keolis Dijon Mobilités,. En avril 2022, 4 MAN Lion’s Intercity fonctionnant au biogazole sont mis en service par les Voyages Loyet, sous-traitant chargé des lignes 31 et 40.

### Dépôts

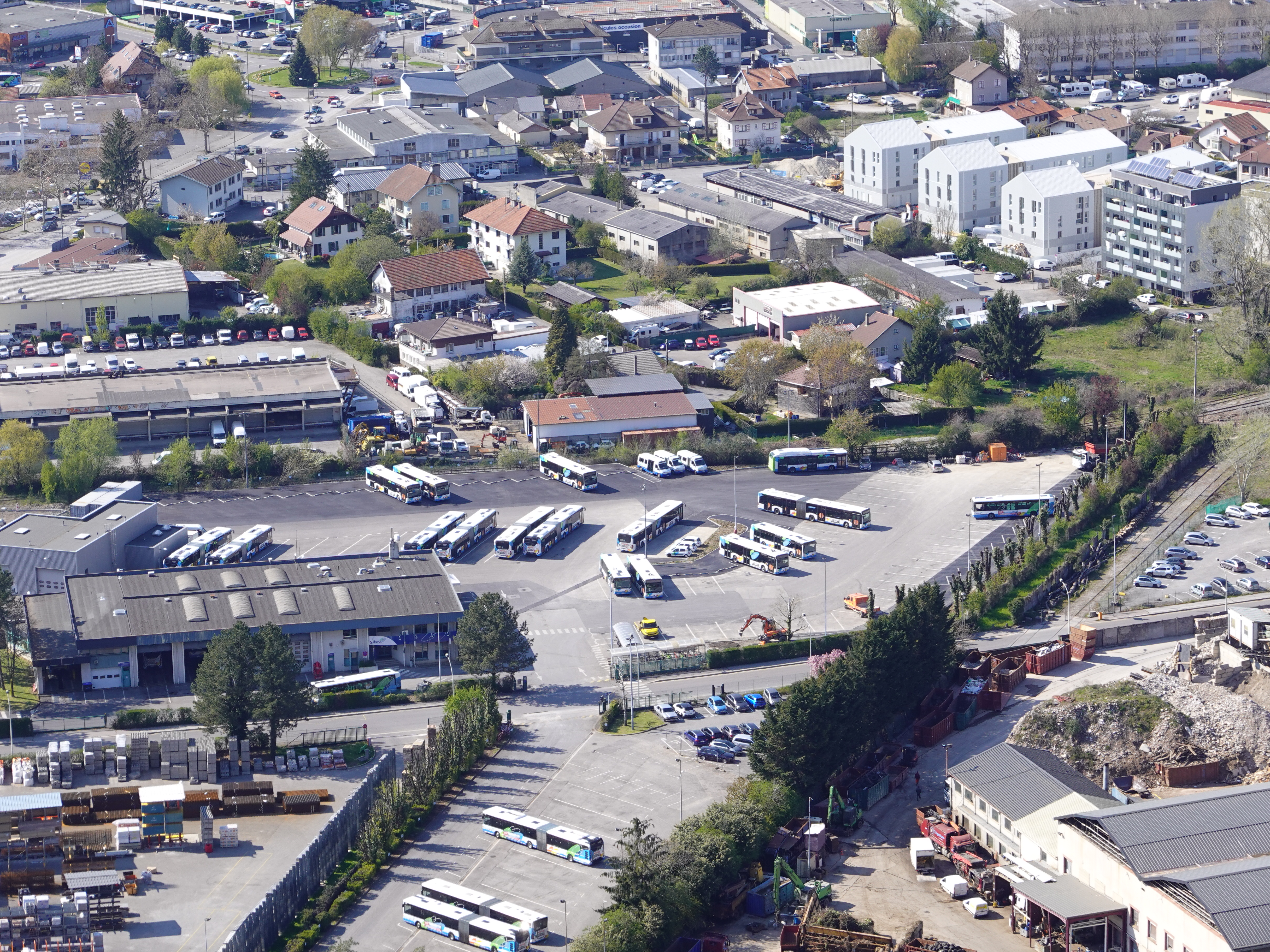
Vue aérienne du dépôt de la Sibra.

Les véhicules du réseau exploités par la Sibra sont remisés dans le dépôt d'autobus construit spécialement à cet effet en 1980 sur le territoire de la commune de Seynod. Situé au 66 chemin de la Prairie à Annecy (45° 53′ 16″ N, 6° 07′ 09″ E), dans la zone d’activités de Vovray-Barral, il sert également de siège social pour la société. Il se compose d’une station de lavage et de deux pompes à gazole, accolées à un atelier couvert assurant un suivi régulier des véhicules et pouvant accueillir simultanément jusqu’à cinq autobus articulés, dont un sur fosse et quatre sur élévateur. Celui-ci fait partie d’un plus grand bâtiment qui accueille les services d’exploitation, comme le centre de régulation, mais aussi les bureaux des ressources humaines, du suivi financier ou encore du marketing. Les véhicules sont stationnés en extérieur sur deux terrains situés de part et d’autre de la route. Les autobus standards, une partie des articulés et les minibus du service Handibus sont garés autour du bâtiment, tandis que le reste des articulés est stationné en face. Le dépôt est desservi par les lignes 4 et 27 du réseau au niveau de l’arrêt « Sibra », situé devant le dépôt.

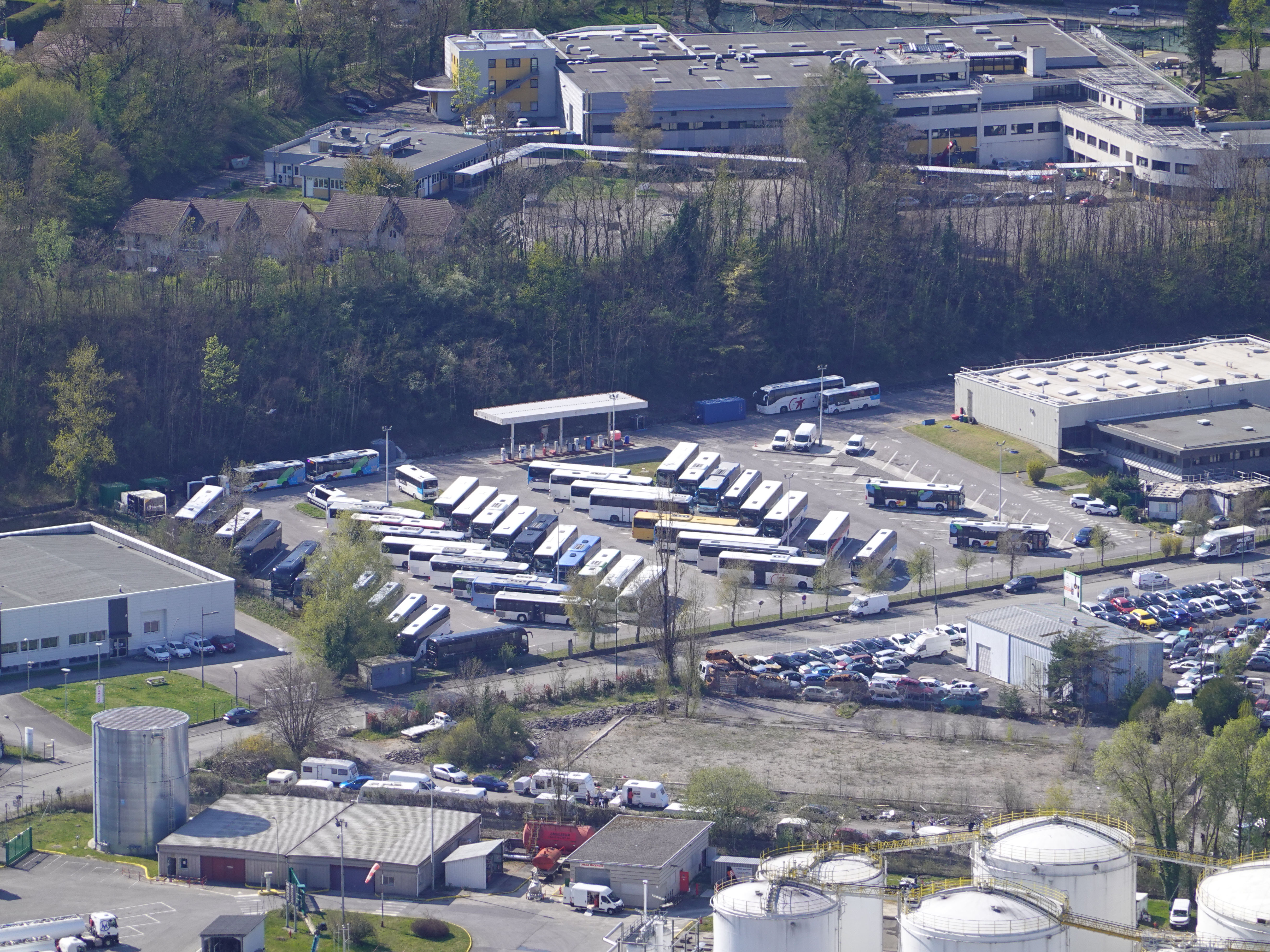
Vue aérienne du dépôt de Transdev Haute-Savoie dans la ZA de Vovray.

Les véhicules des sous-traitants assurant les lignes régulières et scolaires du réseau stationnent leurs véhicules dans leurs dépôts respectifs :
- Transdev Haute-Savoie, quelquefois appelé Transdev Crolard, assure la sous-traitance d’une partie des lignes urbaines, ainsi que des lignes interurbaines no 20-80-81-82 et une partie des lignes saisonnières. Le groupe utilise le dépôt issu du rachat de l’entreprise Crolard, situé au 10 rue de la Césière à Annecy (45° 53′ 02″ N, 6° 06′ 42″ E ), dans la zone d'activités de Vovray-Barral. Accessible par la ligne 27 au niveau de l’arrêt « Loverchy Village », il accueille l’ensemble des véhicules affectés au réseau, que ce soit les lignes urbaines, interurbaines, saisonnières ou encore scolaires.
- Loyet, chargé de l’exploitation des lignes 40A-42, d’une partie des départs des lignes 15A-15B et de la ligne S6[72], utilise deux de ses trois dépôts savoyards :
  - au 299 route d'Orly à Entrelacs (45° 46′ 55″ N, 5° 56′ 57″ E)[73]. Situé à proximité du terminus sud de la ligne 40A, il accueille les véhicules des lignes du Pays d’Alby.
  - au 798 route des communaux à Gilly-sur-Isère (45° 38′ 58″ N, 6° 22′ 09″ E)[73]. Non desservi par le réseau, il accueille une partie des véhicules des lignes du lac.
- Francony, en partenariat avec sa filiale SABA, exploite les lignes 40B, 41, 15A-15B et les lignes saisonnières au départ de Duingt[74]. Les dépôts des deux entreprises sont donc utilisés, et sont respectivement situés:
  - Avenue Denis Therme au Châtelard (45° 41′ 13″ N, 6° 08′ 07″ E)[75]. Il sert principalement pour les lignes du secteur des Bauges, se trouvant au niveau du terminus de la ligne 41.
  - 10 rue de la Bouverie à Annecy, dans la zone d'activités de Vovray-Barral (45° 52′ 54″ N, 6° 06′ 43″ E)[76]. Situé à proximité de l’arrêt « Vovray » de la ligne 27, il abrite principalement les véhicules des lignes du lac.
- Philibert Transport, qui assure une partie des départs sur les lignes 15A-15B, stationne ses autocars sur son dépôt de Villaz, installé au 1 Route des Grands Bois[77].

### Accidents
Les accidents sur le réseau sont assez rares, mais ils sont souvent relayés par la presse en raison de leur caractère inédit et impressionnant.

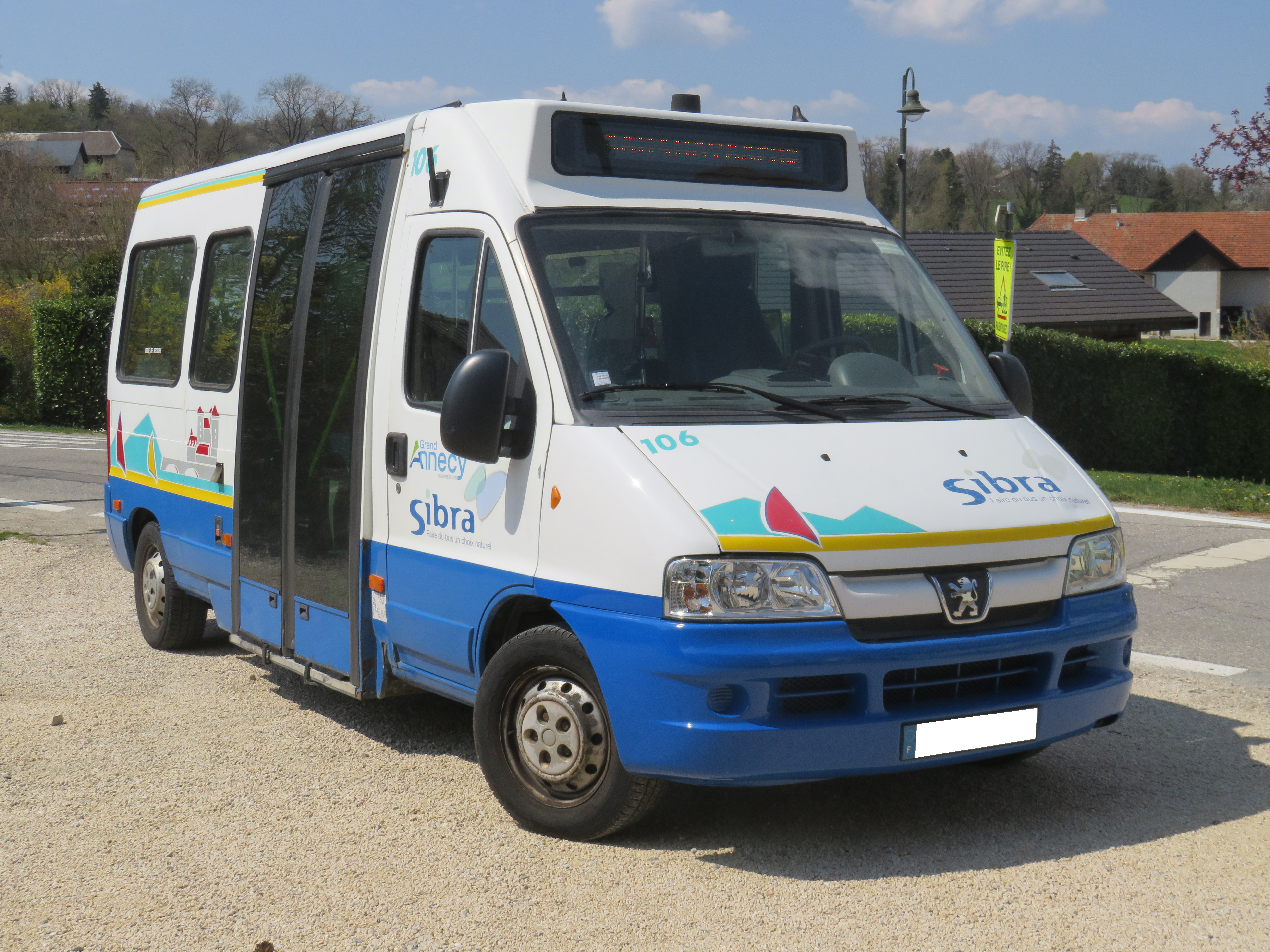
Le Durisotti Boxer no 106, similaire à celui détruit par le feu en juin 2013.

Ainsi, l’un des plus impressionnants survient au pôle d’échanges de la gare d’Annecy le 18 juin 2013, lorsque le moteur d’un minibus utilisé pour les relèves conducteur, le Durisotti Boxer (carrossé sur une base de Peugeot Boxer) no 107, s’embrase subitement alors qu’il se trouve à l’arrêt,. L’incendie ne fait aucune victime, le personnel n’étant pas encore remonté à bord, mais le véhicule est entièrement détruit,. Son emplacement ne gêne pas la circulation des autres autobus, mais un certain nombre de photos est relayé dans les médias locaux,. Plus récemment, le 7 avril 2022, un Iveco Crossway du groupe Transdev assurant le service scolaire no 128 de la Sibra, reliant Montagny-les-Lanches à Argonay, glisse sur la chaussée rendue glissante par les intempéries des jours précédents,,. Le véhicule se couche dans le fossé attenant mais l’accident, bien que spectaculaire, ne fait que deux blessés légers parmi les élèves,. Ils sont conduits à l’hôpital d’Annecy pour des examens de contrôle,. Les autres élèves sont quant à eux emmenés au lycée Lachenal, le terminus de la ligne, par un autre car. Le véhicule endommagé est sorti du fossé par un treil puis réparé dans les semaines suivantes et remis en service.
Quelques accidents corporels sont également à recenser. Le plus grave se déroule le 8 décembre 2021 vers 17h30, lorsqu’une piétonne âgée de 75 ou 76 ans (selon les sources) se fait écraser le pied par un bus de la Sibra,. L’accident, survenu à la tombée de la nuit sous de mauvaises conditions météo, se déroule à la sortie de la voie de bus de Courier, au niveau du carrefour de la Rue Carnot et du Boulevard Decouz,. Il mène à l’amputation du pied de la victime,. Un autre se déroule le 11 juin 2020 en milieu d’après-midi, lorsqu’une cycliste est heurtée par un bus de la ligne 3 au niveau du carrefour entre les rues Sommeiller et Jean Jaurès après avoir traversée la voie devant le véhicule. La victime est projetée au sol par la collision, qui lui luxe l’épaule.

### Sécurité
Tous les véhicules du réseau sont suivis en temps réel par GPS et sont équipés d'un système de vidéosurveillance.
Conformément à la législation en vigueur, l’ensemble du parc est soumis à un contrôle technique, effectué par un centre indépendant et reconnu, valable 6 mois. Au cours de cette visite, tous les éléments de sécurité ainsi que l’arrimage des sièges, le fonctionnement des portes ou encore les feux sont vérifiés.
Les portes sont dotées de bords sensibles, capable de remarquer la présence d’un corps étranger entre les battants. En cas d’anomalie, cette sécurité entraîne un phénomène de réversion, c’est-à-dire la réouverture des portes. En cas de problème empêchant l’ouverture des battants depuis le poste de conduite, deux mécanismes, l’un à l’extérieur et l’autre à l’intérieur, sont installés à proximité des portes latérales et permettent de déclencher la décompression, c’est-à-dire le fait de vider les réserves d’air comprimé, rendant ainsi les battants inertes et maniables à la main.

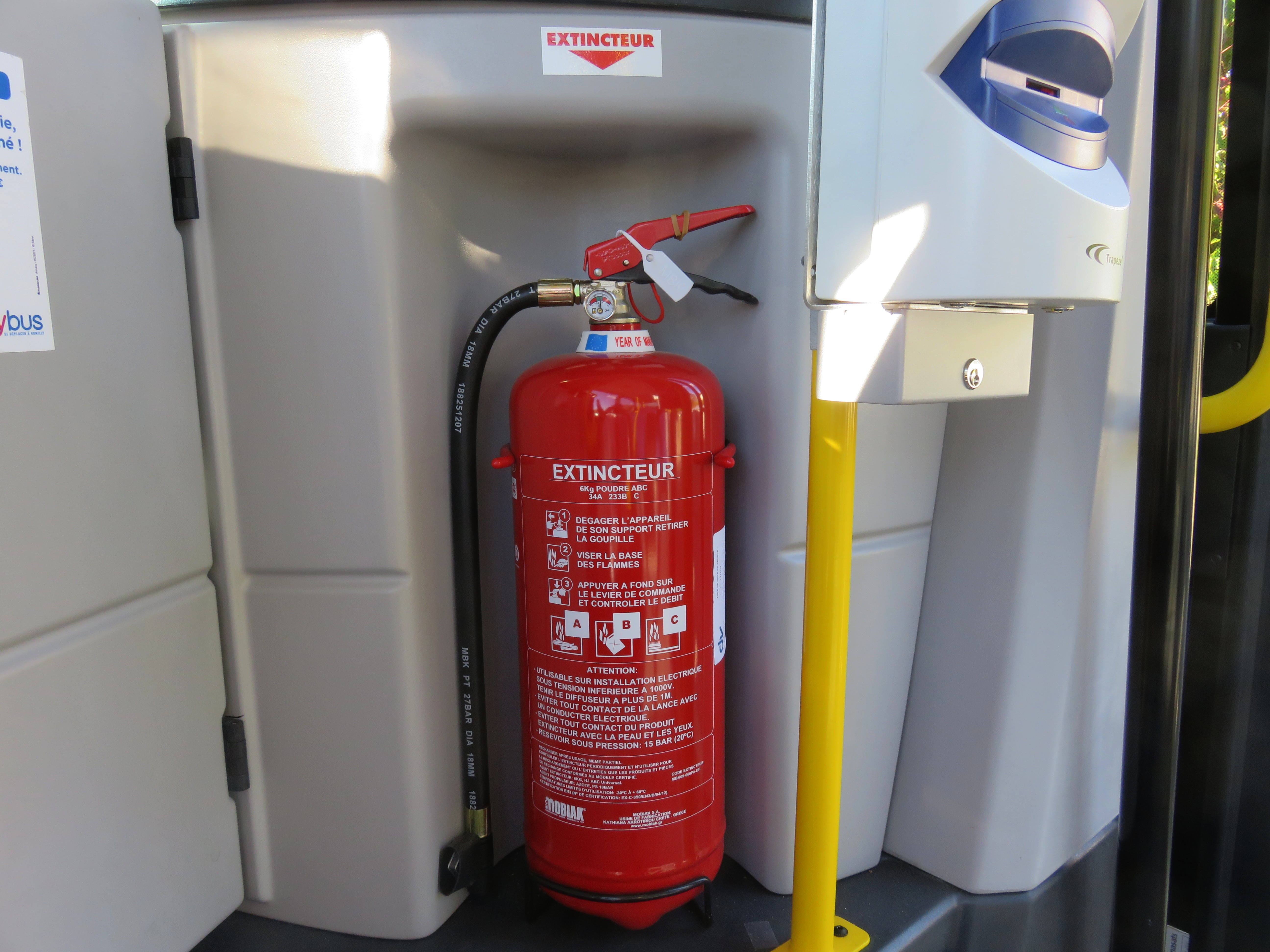
Un extincteur.

Ils sont également dotés de moyens de lutte contre l’incendie, notamment un extincteur, qui est situé contre le poste de conduite.
Enfin, tous les bus sont équipés de marteaux brise-vitre situés derrière le conducteur. Conformément à la législation en vigueur pour les minibus, une vitre latérale et la glace arrière des véhicules, signalés par la mention « Issue de secours », peuvent être brisées afin d’évacuer le bus en cas d’urgence (incendie, accident, ...).

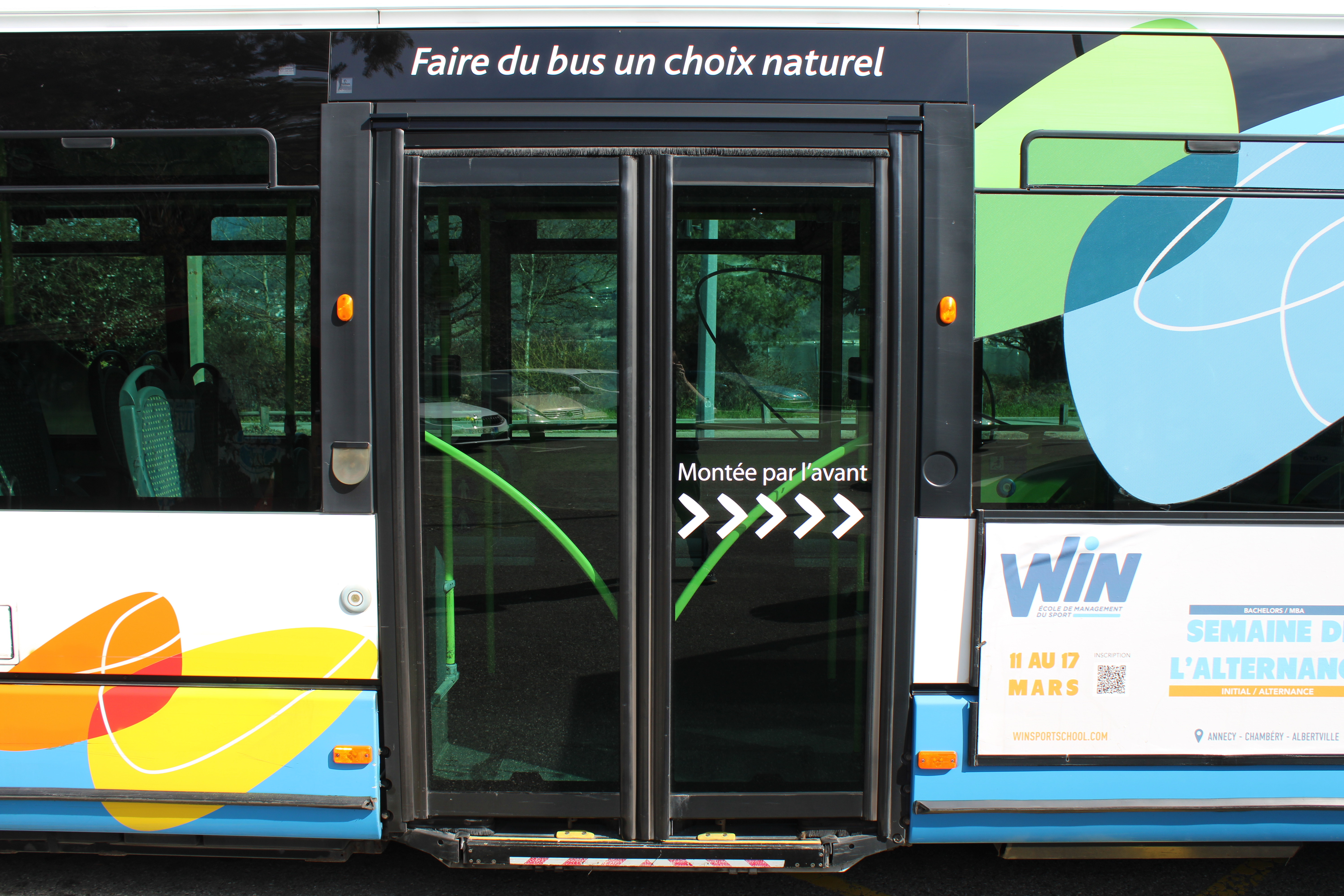
Des portes dotées de bords sensibles.
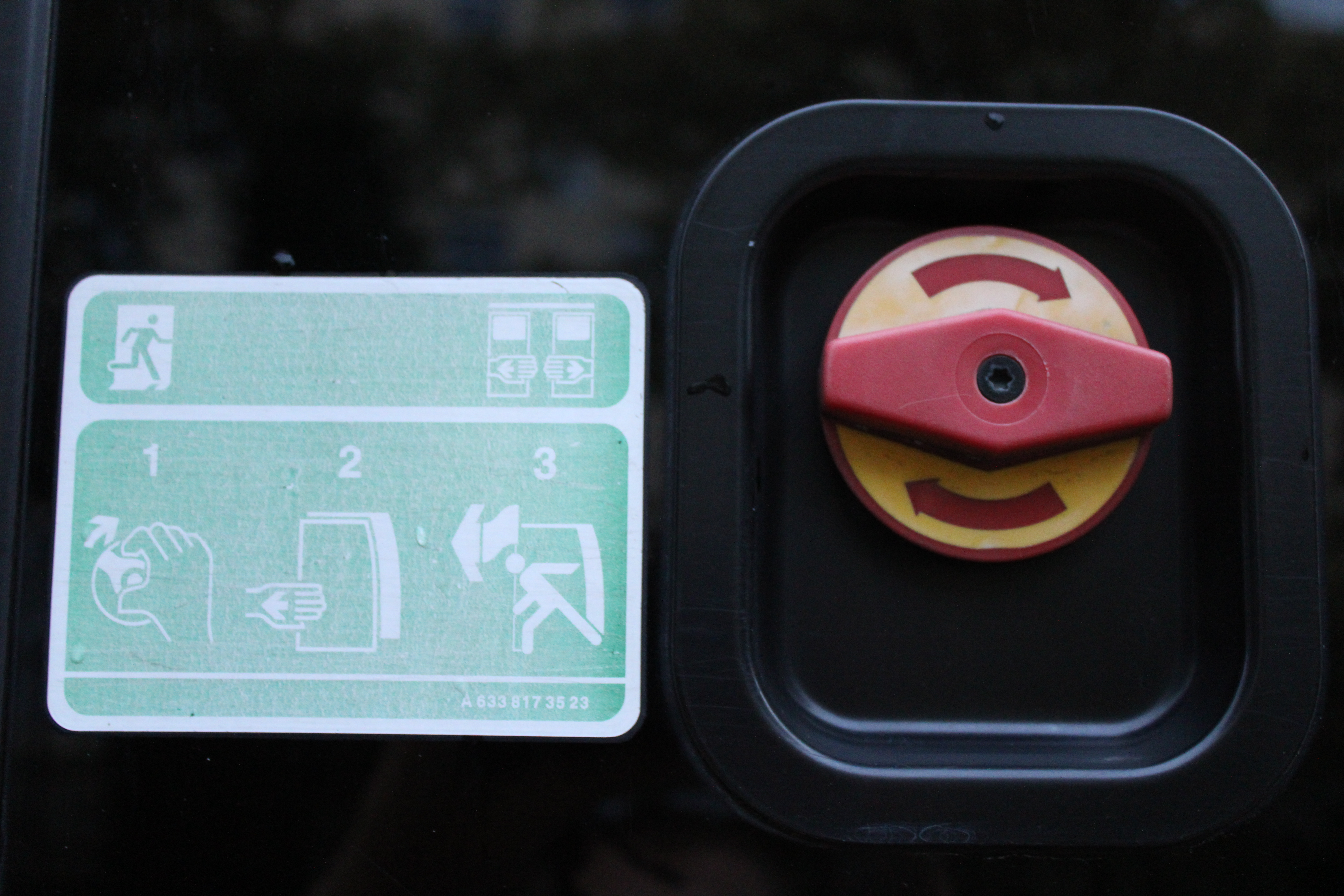
Le système d’ouverture de secours des portes depuis l’extérieur.
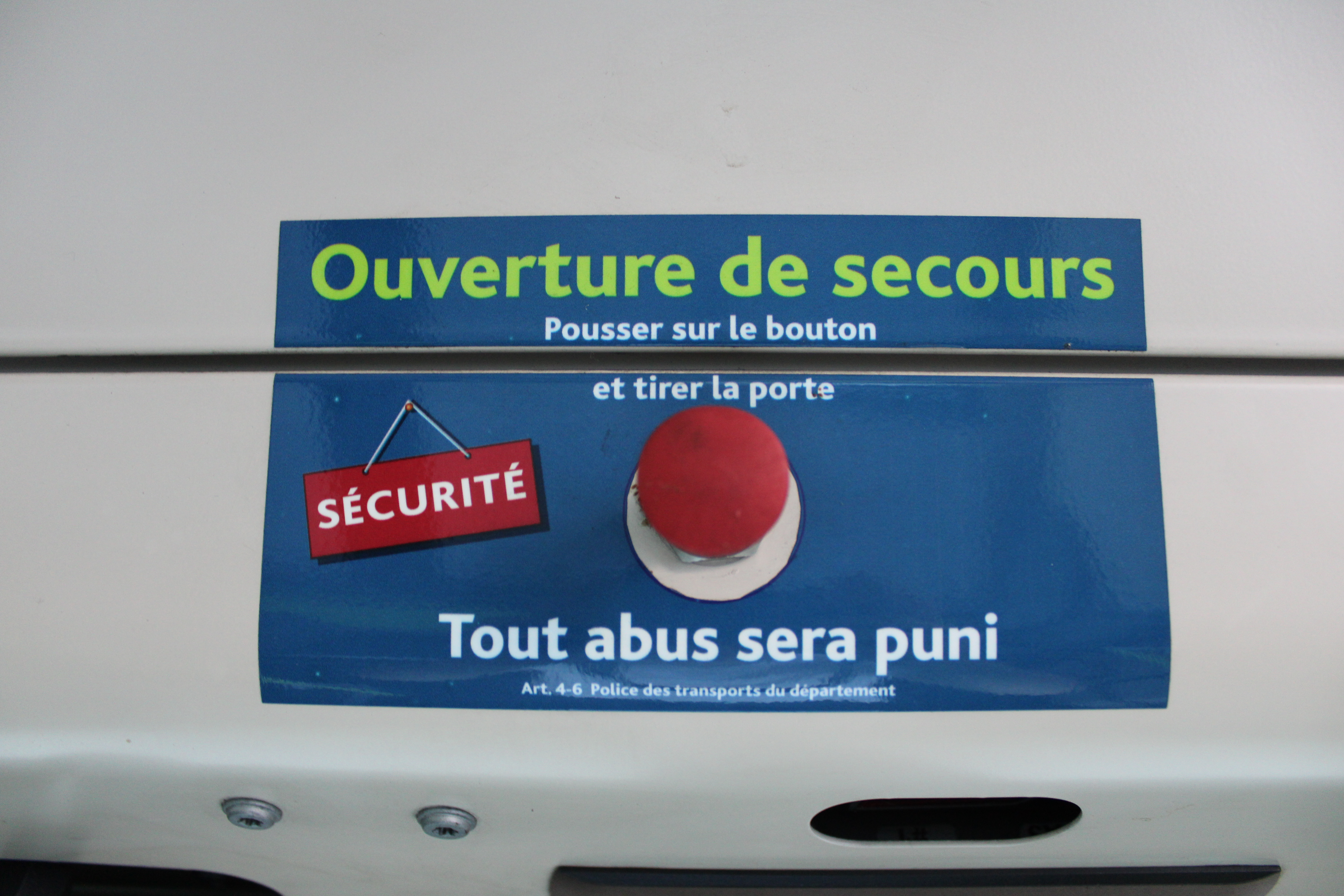
Le bouton d’ouverture de secours des portes depuis l’intérieur.
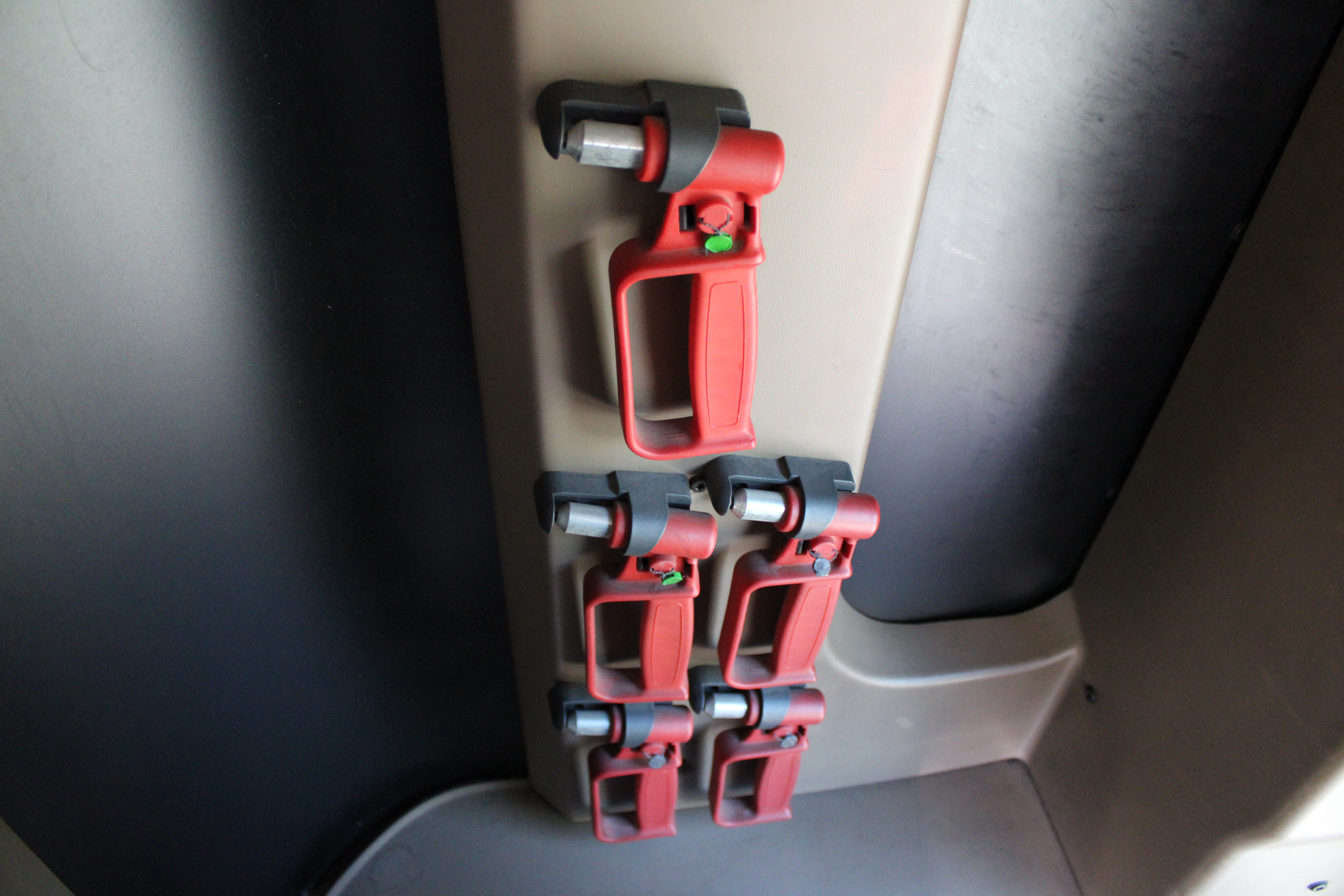
Les marteaux brise-vitre.

### Personnel d'exploitation
La Sibra compte 205 salariés répartis en :
- 169 personnes en « production » dont 149 conducteurs-receveurs ;
- 10 mécaniciens ;
- 11 au service administratif et comptable ;
- 13 au service marketing ;
- deux au service informatique.

La refonte du réseau en avril 2019 nécessite l'embauche de 18 conducteurs supplémentaires.

### Information aux voyageurs
Le réseau est doté d'un Système d'aide à l'exploitation et d'information aux voyageurs (SAEIV) nommé Satélis, acronyme de Système d'aide à la transmission et à l'échange de l'information permet d'assurer le suivi en temps réel des bus, mais aussi de coordonner l'information aux voyageurs sur les différents supports (girouettes, bandeaux lumineux embarqués dans les bus, bornes d'information aux arrêts...). Ce système est couplé à un centre de régulation ouvert en 2000 qui, à l'aide de trois régulateurs, permet de surveiller le réseau en temps réel, ligne par ligne et bus par bus,.
Chaque arrêt est équipé d'un Code QR permettant à l'aide d'un smartphone équipé d'un capteur photo et d'une application adéquate d'obtenir les horaires en temps réel. Les 40 arrêts les plus importants du réseau disposent de bornes d'information aux voyageurs (BIV) informant en temps réel des deux prochains bus de chaque ligne desservant l'arrêt. Les horaires et les plans du réseau sont consultables sur le site web du réseau, accessible aussi bien depuis un ordinateur que depuis un smartphone. Il est aussi possible de recevoir des alertes info trafic par SMS ou de s'abonner à une newsletter informant sur les dernières actualités du réseau.

### Tarification et financement

#### Tarification
Avec la mise en service intégrale du Léman Express le 15 décembre 2019, le réseau forme la zone 380 du nouveau système tarifaire transfrontalier Léman Pass ; les trajets internes au réseau continueront à s'effectuer avec sa tarification propre.
La tarification est identique sur l'ensemble du réseau et ouvre l'accès à l'ensemble des lignes ainsi qu'aux lignes régionales pour des parcours internes à l'agglomération. Elle est définie par le Grand Annecy. Certains titres comme les abonnements ou les carnets de tickets peuvent être achetés sur internet, sur le site officiel du réseau. Le ticket à l'unité existe aussi sous forme de E-Ticket, qui consiste à scanner un Code QR avec son smartphone après avoir acheté le ticket sur ce dernier. Depuis le novembre 2020, le réseau propose un système billétique reposant sur la carte OùRA!, la carte à puce RFID régionale qui sert notamment pour les abonnements Léman Pass, ainsi que sur un système de billet rechargeable pour les titres occasionnels.
Les titres occasionnels proposés sur le billet rechargeable sont : le titre « un voyage », vendu au prix de 1,50 € ou 1 € en version « Air pur » lors des pics de pollution, ou son équivalent « dix voyages », permet dans la limite d'une heure après la date de première validation de se déplacer pour un trajet aller-retour, les correspondances étant autorisées, ainsi que des pass « 24 heures » et « 7 jours » qui permettent de se déplacer de façon illimitée sur tout le réseau.
Les abonnements sont proposés à l'année, au mois ou même au trimestre pour les jeunes : « Jeune » pour les moins de 26 ans, « Adulte » et « Senior » pour les personnes âgées de plus de 65 ans. Il est possible de regrouper les différents abonnements d'une famille.
L'offre « Car + Bus » permet d'utiliser un ticket « aller simple » Cars Région Haute-Savoie validé à destination d'Annecy, qu'il soit à l'unité ou en carnet, dans un bus de la Sibra dans un délai de deux heures à compter de la date d'émission du titre. Pour les tickets « aller-retour », la période de validité sur le réseau Sibra passe à 24 heures.
La gratuité s'applique sous conditions :
- enfants de moins de 5 ans accompagnés par un parent ;
- personnes âgées de plus de 65 ans et demandeurs d’emplois sous certaines conditions de ressources ;
- invalides de guerre et leur guide ;
- policiers et gendarmes en service.

Le réseau est totalement gratuit du 1er juillet au 31 août 2022 dans le cadre de l'opération « Mobil'été ».
Les bénéficiaires de la CMU-C et de l'AME disposent d'une réduction de 50 % sur les abonnements adultes et jeunes (mensuels et trimestriels uniquement) et les titres dix voyages (jeunes et adultes uniquement). Les abonnés Sibra disposent de tarifs préférentiels sur les services VélOnecy et Citiz,.
Un abonnement « Liberté annuel Unireso », qui permettait de combiner le réseau Sibra, la ligne départementale T72 et la zone 10 de la communauté tarifaire Unireso (correspondant au canton de Genève) a vu sa vente suspendue. Fin 2019, la tarification SIBRA devrait être utilisable dans les trains de la ligne L2 du Léman Express pour des trajets entre les gares de l'agglomération.

#### Financement
Le financement du fonctionnement des lignes (entretien, matériel et charges de personnel) est assuré par la Sibra. Cependant, les tarifs des tickets et abonnements dont le montant est limité par décision politique ne couvrent pas les frais réels de transport, les usagers ne payant qu'une partie du coût réel, le reste étant supporté par l'autorité organisatrice, Grand Annecy, qui compense le manque à gagner. Elle définit les conditions générales d'exploitation ainsi que la durée et la fréquence des services. L'équilibre financier du fonctionnement est assuré par une dotation globale annuelle à la Sibra grâce aux contributions des collectivités publiques et au versement mobilité payé par les entreprises, qui est à un taux de 0,90 %, ce qui est assez bas pour une agglomération de 100 000 à 250 000 habitants où la moyenne nationale est à 1,40 %.
78 % des voyageurs disposent d'un abonnement.

#### Points de vente
Le principal point de vente est l'Espace Sibra situé 21 rue de la Gare à Annecy (45° 54′ 04″ N, 6° 07′ 15″ E), ouvert du lundi au samedi. Il est complété par 54 points de vente partenaires dans une vingtaine de communes (bar-tabac et commerces) : Annecy (38 en tout : 21 points de vente pour la commune déléguée homonyme, quatre points de vente chacun pour Annecy-le-Vieux, Cran-Gevrier et Seynod, trois pour Meythet et deux pour Pringy), Epagny Metz-Tessy (trois points de vente), Alby-sur-Chéran, Chavanod, Cusy, Fillière, Groisy, Gruffy, Menthon-Saint-Bernard, Poisy, Quintal, Saint-Félix, Saint-Jorioz, Sevrier, Talloires-Montmin, Veyrier-du-Lac et Villaz (un point de vente chacun).

## Impact socio-économique

### Trafic
De 2001, date où le Plan de déplacements urbains a été adopté et 2010, l'offre du réseau a augmenté de 22 %, entraînant une hausse de la fréquentation de 47 %.
| Année | Fréquentation (voyages) | Offre kilométrique | Voyages par km | Voyages par an et par habitant |
| ----- | ----------------------- | ------------------ | -------------- | ------------------------------ |
| 1999  | 9 403 747               | 3 722 172          | 2,53           | 72                             |
| 2000  | 9 585 887               | 3 767 967          | 2,54           | 73                             |
| 2001  | 10 085 323              | 3 665 792          | 2,75           | 75                             |
| 2002  | 10 540 035              | 3 769 845          | 2,80           | 79                             |
| 2003  | 11 186 053              | 3 991 114          | 2,80           | 83                             |
| 2004  | 11 666 078              | 4 050 911          | 2,88           | 86                             |
| 2005  | 12 067 996              | 4 043 279          | 2,98           | 89                             |
| 2006  | 12 505 336              | 4 071 639          | 3,07           | 92                             |
| 2007  | 12 747 000              | 4 143 000          | 3,08           | 93                             |
| 2008  | 13 443 640              | 4 378 709          | 3,07           | 98                             |
| 2009  | 14 408 000              | 4 433 000          | 3,25           | 103                            |
| 2010  | 14 874 144              | 4 469 420          | 3,33           | 106                            |
| 2013  | 15 748 000              | 4 548 000          | 3,5            | 108                            |
| 2014  | 15 814 350              | 4 570 000          | 3,5            | 110                            |
| 2015  | 15 842 957              | 4 571 000          | 3,5            | 108                            |
| 2017  | 16 298 508              | 4 783 000          | 3,3            | 104                            |

### Véhicule préservé

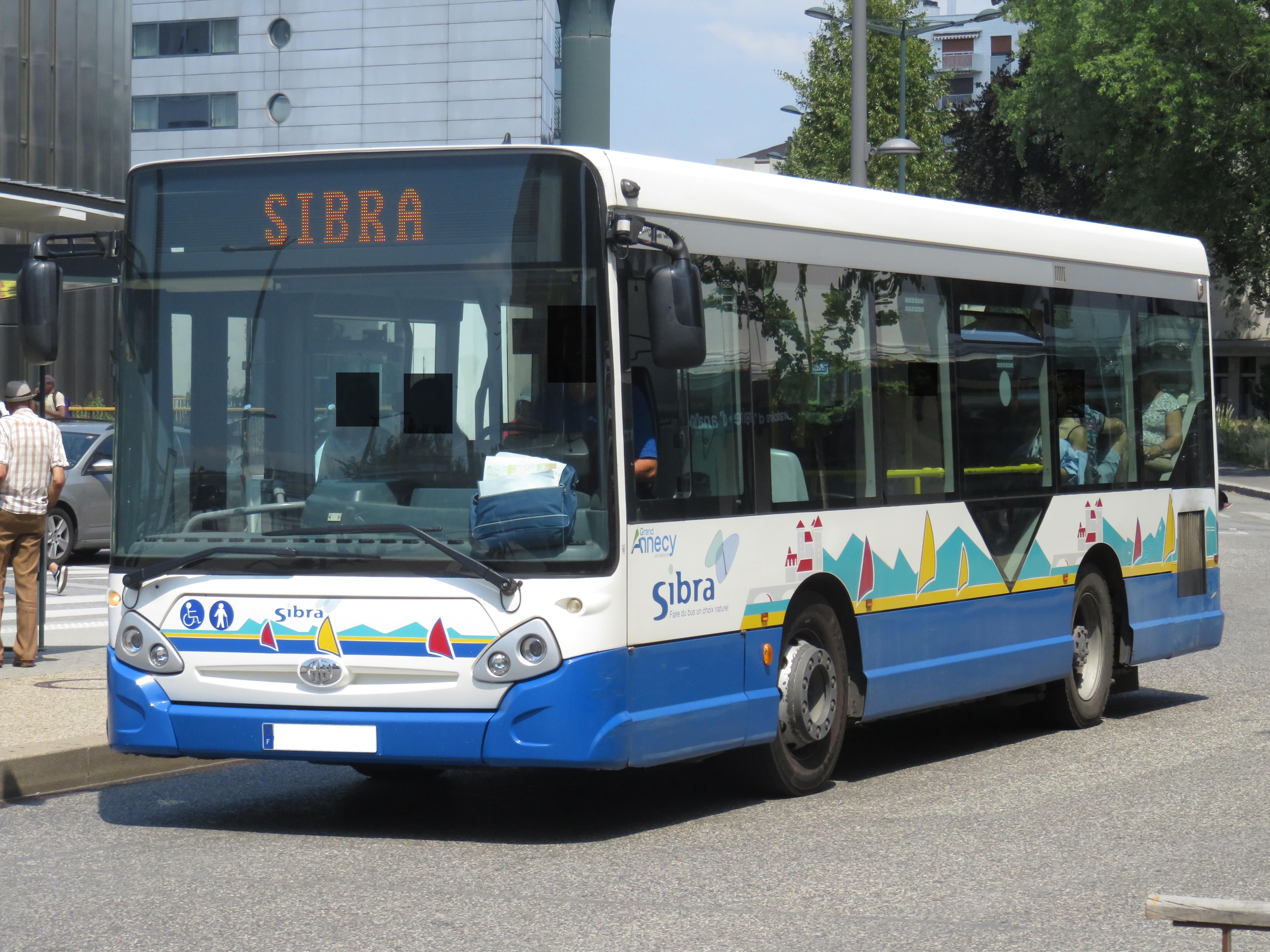
Un Heuliez GX127 ayant circulé sur le réseau Sibra est préservé par l’AMCA depuis 2024.

Depuis octobre 2024, l’Association Méridionale de Conservation d’Autobus préserve un Heuliez GX 127 ayant circulé sur le réseau Sibra. Ce véhicule, réceptionné neuf par le sous-traitant Transdev Crolard pour le réseau en juillet 2008, circule à Annecy sous le numéro 240 jusqu’à sa réforme en décembre 2018.